# انجیل به روایت متی (باخ)

نخستین برگ از صفحهٔ نت‌نویسی‌شدهٔ انجیل به روایت متی با دست‌خط باخ

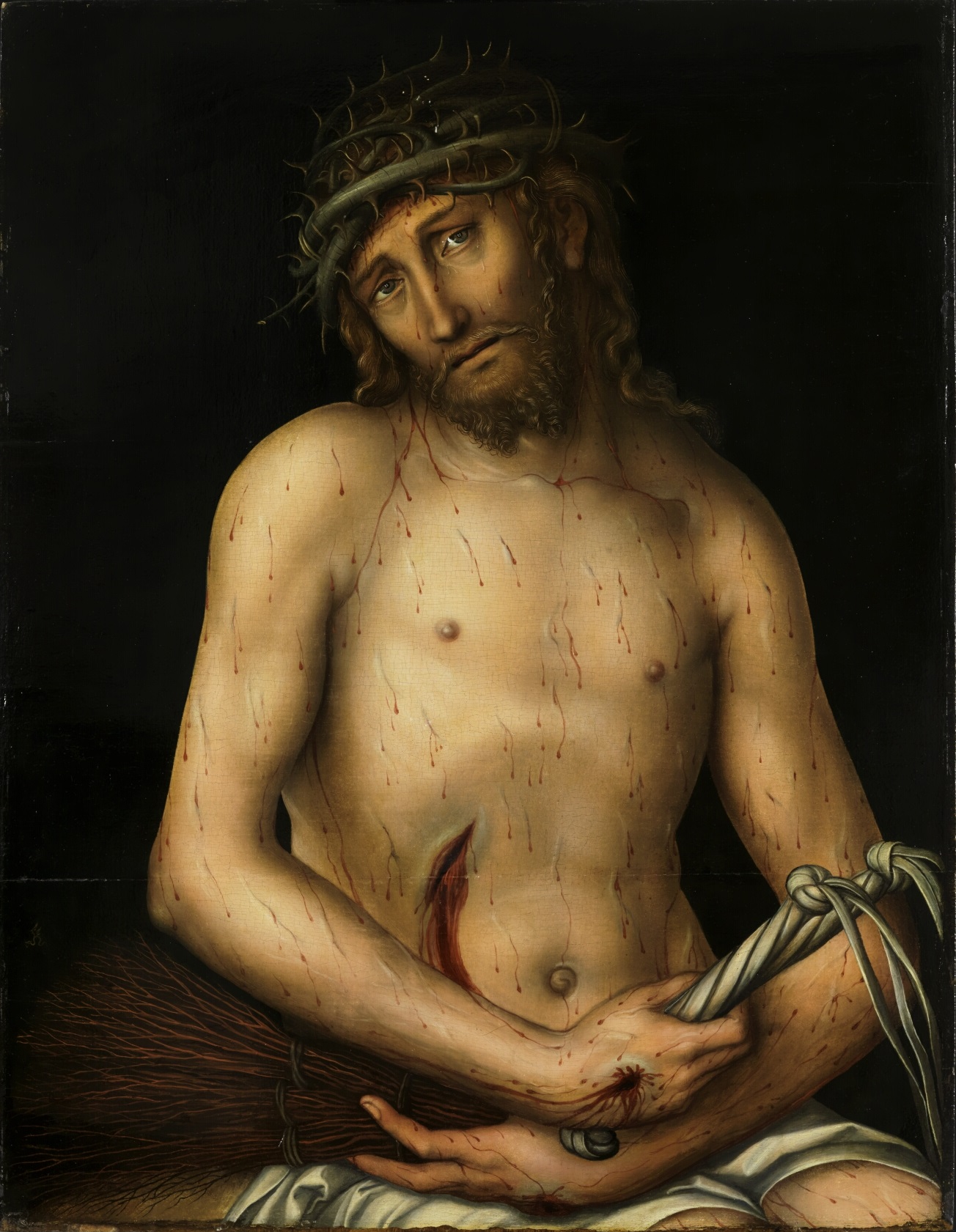
لوکاس کراناخ پدر در تابلوی نقاشی مسیح، مرد غم‌ها (۱۵۱۵)، رنج عیسی را به‌طرزی واقع‌بینانه و در عین حال عرفانی—درست همانند باخ—به تصویر کشانده است.

انجیل به روایت متی (آلمانی: Matthäus-Passion) یک پاسیون و اوراتوریوی مقدس اثر یوهان سباستیان باخ است که در سال ۱۷۲۷ برای گفت‌آواز، تک‌خوانی، گروه کر و ارکستر دوگانه نوشته شد و اشعار متن آن از سروده‌های شاعر آلمانی پیکاندر بود. این موسیقی بازگوکنندهٔ باب‌های ۲۶ و ۲۷ انجیل متی با آوازهای گروهی و آریا است و نخستین بار در آدینه نیک ۱۱ آوریل ۱۷۲۷ در کلیسای سنت توماس لایپزیگ اجرا شد. عنوان اصلی و لاتین این اثر، «مصائب پروردگار ما عیسی مسیح بنا بر روایت متی بشارت‌دهنده» است.
انجیل به روایت متی با زمان اجرایی بیش از ۱۵۰ دقیقه، ۲ گروه کُر، ۲ ارکستر و تعدادی تک‌نواز، یکی از مفصل‌ترین و جامع‌ترین آثار باخ و اوج موسیقی کلیسای پروتستان است. این اثر درام-حماسی برای دو گروه کُر و دو ارکستر نوشته شده است که شیوهٔ استریوآوایی چشمگیری پدیدمی‌آورد. هر دو ارکستر شامل دو فلوت (کر ۱، همچنین دارای ۲ ریکوردر برای آهنگ شماره ۱۹ است)، دو ابوا، در برخی موومان‌های خاص، ابوا دامور یا ابوا دا کاچا، دو ویولن، ویولا، ویولا دا گامبا و باسو کُنتینوئو است. سه گونهٔ متنِ متفاوتِ لیبرتو با ۷ نوع فرم موسیقایی متشکل از: گفت‌آواز خشک، آریوزو، توربا، گفت‌آواز همراهی‌شده، آریا، کُرال‌ها و همخوانی‌های آزاد، تنظیم و اجرا شده است.
پس از درگذشتِ باخ، این اثر مدتی به فراموشی سپرده شد. اما در سال ۱۸۲۹ فلیکس مندلسون جوان، یک نسخهٔ خلاصه‌شده از آن را با ۱۵۰ خواننده و آکادمی آواز برلین اجرا کرد که به موفقیت چشمگیری دست یافت و از آن پس بود که این اثر دیگر بار بر سر زبان‌ها افتاد و به‌طور گسترده مورد توجه قرار گرفت و بارها اجرا شد. بسیاری از علاقمندان و منتقدان موسیقی کلاسیک، این اثر را «یکی از بزرگ‌ترین شاهکارهای موسیقی باروک مذهبی» می‌دانند.

## تاریخچه
انجیل به روایت متی دومین پاسیون از دو پاسیونی است که توسط باخ نوشته و به طور کامل باقی ماند، اولی «انجیل به روایت یوحنا» است که نخستین بار در سال ۱۷۲۴ اجرا شد. می‌توان گفت که انجیل به روایت متی یکی از «محبوب‌ترین و معتبرترین» آثار موسیقی مذهبی است که چهارمین سال حضور باخ در شهر لایپزیگ خلق شد.

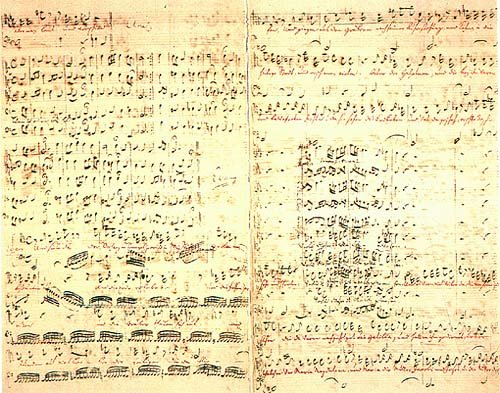
چرک‌نویس نسخهٔ اصلاح‌شده «انجیل به روایت متی بی‌وی‌فاو ۲۴۴» با دستخط خود باخ که احتمالاً متعلق به حوالی سال‌های ۱۷۴۳ تا ۱۷۴۶ باشد.

### نسخه‌ها و اجراهای همزمان
اطلاعات اندکی در مورد روند ایجاد انجیل به روایت متی موجود است و این دانسته‌ها قطعیت ندارند. اطلاعات کنونی از دست‌نوشته‌های اولیهٔ موجود، اشعار منتشرشدهٔ متن در عصر حاضر و شواهد فرعی و غیرمستقیم همچون اسناد بایگانی‌شده توسط شورای شهر لایپزیگ به دست می‌آید. در لایپزیگ میان سال‌های ۱۶۶۹ تا ۱۷۶۶ به‌مدت حدود ۱۰۰ سال، سنتی وجود داشت که مطابق آن متون و سرودهای روحانی مربوط به مصائب عیسی را به‌طور رسمی در مراسم مذهبی صبحگاهی کلیسا، با خواندن متن انجیل به روش سرودهای گریگوری می‌خواندند.
اجماع کنونی بر آن است که انجیل به روایت متی نخستین بار در ۱۱ آوریل ۱۷۲۷ (آدینه نیک) در کلیسای سنت توماس و چند بار دیگر در ۱۵ آوریل ۱۷۲۹، ۳۰ مارس ۱۷۳۶ و ۲۳ مارس ۱۷۴۲ اجرا شد. سپس باخ آن را دوباره بین سال‌های ۱۷۴۳ و ۱۷۴۶ بازنویسی و اصلاح کرد. کم‌کم این اثر جای خود را در مراسم ۵–۴ ساعته عشاء ربانی کلیسا از ساعت ۲ بعد از ظهر و همچنین بعد از عبادت صبحگاهی از ساعت ۷ صبح تا ۱۱ صبح پیدا کرد. برخلاف روزگار کنونی، انجیل به روایت متی بخشی از خدمات کلیسا بود و به‌عنوان موسیقی مستقلِ کنسرتی، اجرا نمی‌شد. آخرین باری که خودِ باخ این اثر را اجرا کرد، سال ۱۷۴۹ میلادی بود.

#### نسخه اول (بی‌وی‌فاو ۲۴۴٫۱، پیش‌تر ۲۴۴بی)
در لایپزیگ کسی مجاز نبود کلماتِ انجیل را در یک نمایش یا پاسیون که در آدینه نیک اجرا می‌شد، تاویل و تفسیر کرده و کوچک‌ترین تغییری در آن ایجاد کند. اجرای لیبرتوی محبوب آن زمان پاسیون بروکس، که عمدتاً شامل چنین تفسیر و تاویلی بود، بدون جایگزینی متن آن با متنِ واقعی انجیل امکان‌پذیر نبود. این دقیقاً همان کاری بود که باخ برای اجرای «انجیل به روایت یوحنا» در سال ۱۷۲۴ انجام داد. در سال ۱۷۲۵، «کریستیان فردریش هنریتسی»، شاعر لایپزیگی که از «پیکاندر» به‌عنوان نام مستعار خود استفاده می‌کرد، کتاب «تاملات تهذیب‌کننده و تعالی‌بخش دربارهٔ پنجشنبه فرمان و آدینه نیک» را منتشر کرد، که حاوی اشعار آزاد و مناسبی برای اجرای یک پاسیون (به همراه متن اصلی انجیل) بود. به نظر می‌رسد باخ، این شاعر را به نوشتن بیشترِ چنین اشعاری تشویق کرده و با او همکاری تنگاتنگی داشت تا به یک لیبرتوی تمام‌عیار برای اجرای یک پاسیون همراه با متن اصلیِ مصائب عیسی در باب‌های ۲۶ و ۲۷ در انجیل متی برسد.

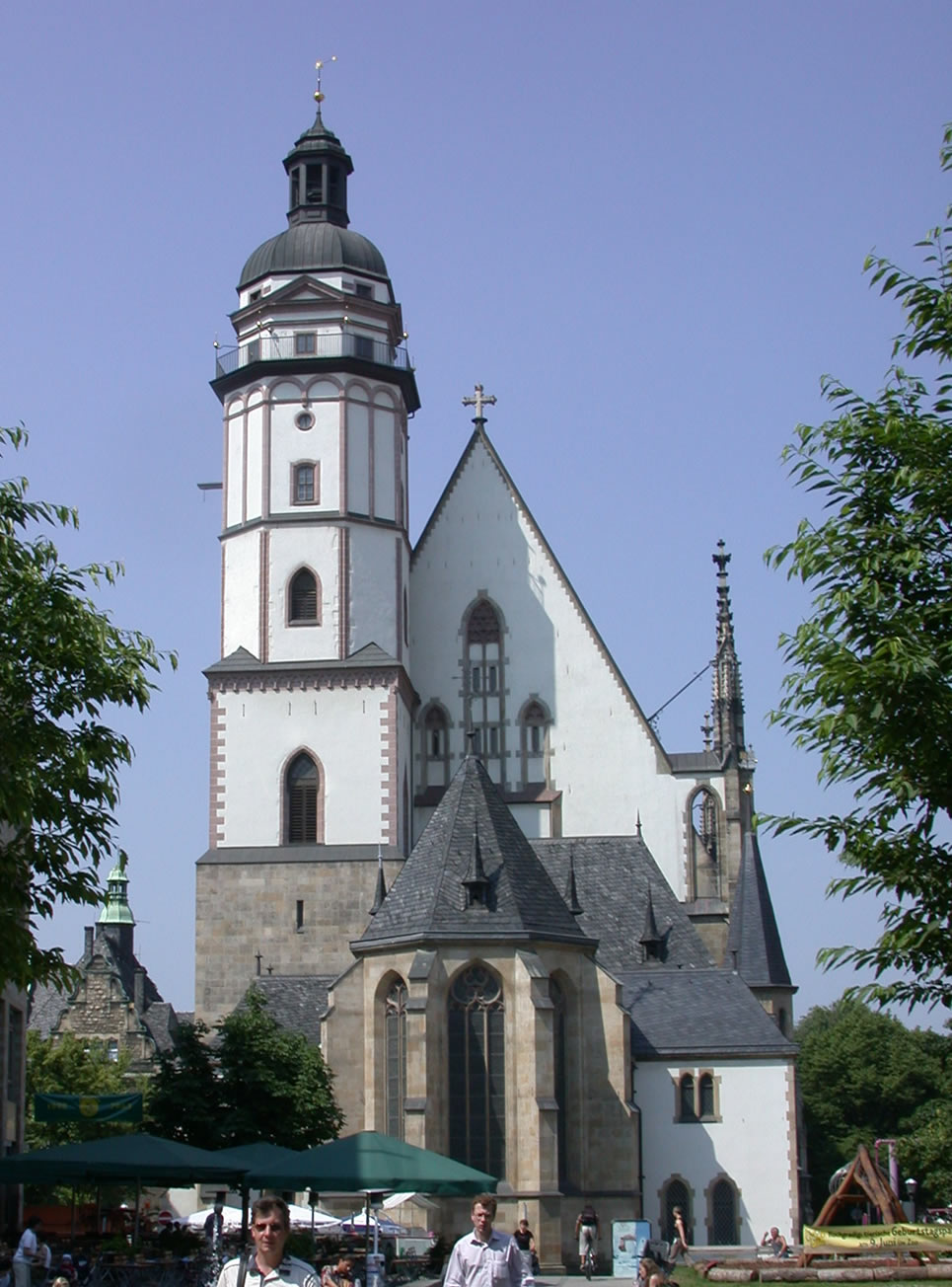
کلیسای توماس در لایپزیگ: مکانِ نخستین اجرا در سال ۱۷۲۷

از سال ۱۹۷۵، تصور رایج آن است که انجیل به روایت متیِ باخ، نخستین بار در آدینه نیکِ ۱۱ آوریل ۱۷۲۷ اجرا شده است، اگرچه طبق منابع قدیمی‌تر، اولین اجرای آن ممکن است آدینه نیکِ ۱۷۲۹ میلادی بوده باشد. در واقع، جاشوا ریفکین  موسیقی‌شناس آمریکایی ثابت کرد که نخستین اجرا در آدینه نیکِ ۱۷۲۷ و دومین اجرا در آدینه نیکِ ۱۷۲۹ بوده است. این اجرا در کلیسای سنت توماس در لایپزیگ صورت پذیرفت. باخ از سال ۱۷۲۳ توماسکانتور (رهبر گروه کر پسران جوان و مسئول موسیقی در کلیسا) بود. این نسخهٔ پاسیون، برای دو گروه کُر و ارکستر نوشته شده است. «گروه کر اول» متشکل از یک سوپرانو با صدای ریپینو، یک تک‌خوانِ سوپرانو، یک تک‌خوانِ آلتو، یک تک‌خوانِ تِنور، گروه کُرِ اس‌اِی‌تی‌بی، دو فلوت، دو اُبوا، دو اُبوا دامور، دو اُبوا دا کاچا، لوت، سازهای زهی (دو گروه ویولن، ویولا و ویولنسل) و باسو کُنتینوئو (دست‌کم یک ارگ) بود. «گروه کر دوم» از صدای اس‌اِی‌تی‌بی، ویولن ۱، ویولن ۲، ویولا، ویولا دا گامبا، ویولنسل، دو فلوت، دو ابوا دامور و احتمالاً باسو کُنتینوئو تشکیل شده بود. باخ برای تمام قطعات آوازی سوپرانو (تک‌خوان‌ها و ریپینوها) از پسران جوان با صدای زیر استفاده کرد.

#### کانتات مراسم خاک‌سپاری برای کوتن (بی‌وی‌فاو ۱۱۴۳، پیش‌تر ۲۴۴ای)
گریه کنید، فرزندان، برای همه دنیا گریه کنید، کانتاتی که امروزه تنها متن آن موجود است، در ۲۴ مارس ۱۷۲۹ در شهر کوتن و در مراسم یادبودی اجرا شد که چند ماه پس از مرگ لئوپولد، شاهزاده آنهالت-کوتن برگزار گردید. موسیقی متن این کانتات عمدتاً از موسیقی «انجیل به روایت متی» اقتباس شده بود: کریستف ولف معتقد است باخ دو همخوانی و هفت آریا را از آن وام گرفته‌بود؛ حال آنکه بنا به نظر پیتر ویلیامز، تنها یک همخوانی و نُه آریا (شماره‌های ۶، ۸، ۱۳، ۲۰، ۲۳، ۳۹، ۴۹، ۵۷، ۶۵) در این دو موسیقی مشترک بود.

#### اجراهای پاسیون در کلیسای سنت توماس
در آن دوران فقط مردان در کلیسا آواز می‌خواندند: قطعات آوازی با صدای زیر معمولاً توسط خواننده‌هایی با زیرترین صدا در گروه کر اجرا می‌شد.
باخ از سال ۱۷۲۳ مسئول موسیقی در برخی کلیساهای لایپزیگ شد و به‌طور قراردادی متعهد گشت که موسیقی مربوط به مراسم کلیسا را به گونه‌ای بسازد که «این موسیقی‌ها خیلی طولانی نباشند، به گونه‌ای تنظیم گردند که شباهتی به اپرا نداشته باشند و شنوندگان را به عبادت و ایمان تشویق نمایند.» در سال ۱۷۳۰، باخ نظر خودش را به شورای شهر لایپزیگ اعلام کرد که خوانندگان کلیساهای تحت نظارت او، چه تعداد باید باشند؛ از جمله خوانندگان کلیسای سنت توماس: یک گروه کر با ۱۲ خوانندهٔ ثابت و ۸ خوانندهٔ دیگر که به تناوب در کلیسای سنت توماس و کلیسای سنت پیتر اجرا خواهند داشت. شورای شهر تنها تا حدی با این درخواست موافقت کرد. بنابراین احتمالاً برخی از اجراهای پاسیون در سنت توماس با کمتر از بیست خواننده برگزار می‌شد؛ حتی برای آثاری با مقیاس بزرگ همچون «انجیل به روایت متی» که برای ۲ گروه کر نوشته شده بود.

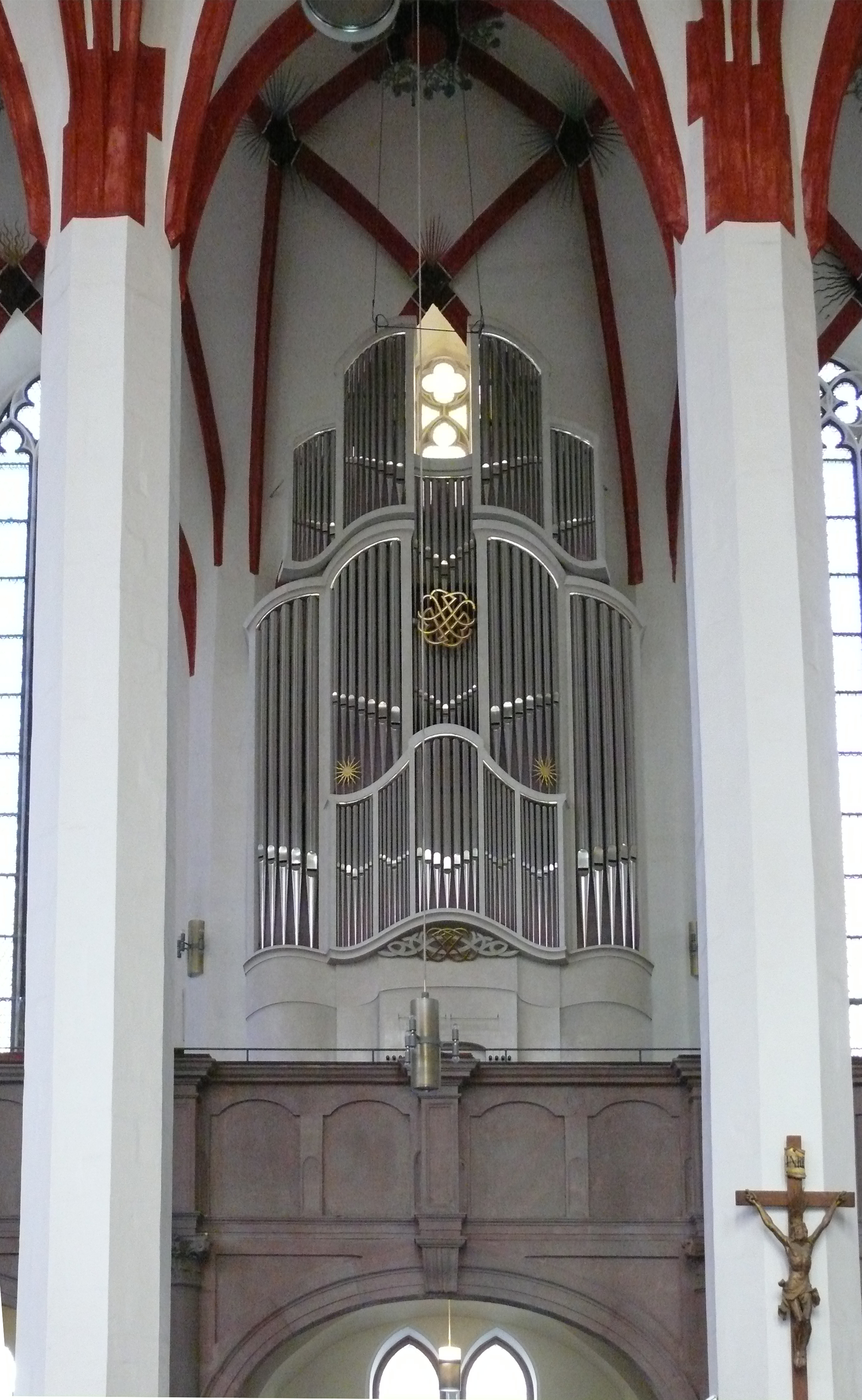
جایگاه «کوچک» ارگ در کلیسای سنت توماس، که احتمالاً محل استقرار گروه هم‌سرایان دوم و ارکستر دوم اجراکنندهٔ «انجیل به روایت متی» در دوران باخ بود. (توجه داشته باشید: ارگ موجود در این تصویر، در اواخر قرن بیستم بدانجا افزوده شد)

در روزگار باخ، کلیسای سنت توماس دو اتاقِ ارگ داشت: یک اتاقِ ارگ بزرگ که در طول سال برای نوازندگانی استفاده می‌شد که در روزهای یکشنبه، مراسم عشاء ربانی و غیره اجرا می‌کردند؛ و یک اتاقِ ارگ کوچک که در طرف مقابلِ اتاق نخست قرار داشت و علاوه بر موارد پیشین، در مراسم بزرگتری چون کریسمس و عید پاک مورد استفاده قرار می‌گرفت. «انجیل به روایت متی» برای اجرا توسط هر دو ارگ به‌طور همزمان ساخته شد: گروه کر و ارکستر ۱، سالن ارگ بزرگ را اشغال می‌کردند، و گروه کر و ارکستر ۲، در سالن ارگ کوچک آنان را همراهی می‌کردند. اندازهٔ محدود اتاق‌های ارگ تعدادِ اجراکنندگان را برای هر گروه کر محدود می‌کرد. جادادن گروه‌های بزرگ هم‌خوانان در کنار سازهایِ مشخص‌شده برای گروه کر ۱ و ۲، غیرممکن بود، بنابراین از اینجا هم می‌توان نتیجه گرفت که هر بخش (از جمله سازهای زهی و خوانندگان) تعداد محدودی نوازنده داشتند. به‌نظر می‌رسد که تعداد نفراتی که باخ در نامهٔ خود در سال ۱۷۳۰ درخواست داده‌بود، [بیشتر از] حداکثر ظرفیتی بود که می‌شد در سالن‌های ارگ جای داد.

#### نسخه‌ها و اجراهای بعدی (بی‌وی‌فاو ۲۴۴٫۲، پیش‌تر ۲۴۴)
باخ این پاسیون را در سال ۱۷۳۶، برای اجرا در آدینهٔ نیک ۳۰ مارس ۱۷۳۶، بازنویسی کرد. این نسخه (با برخی تعدیل‌های بعدی احتمالی) است که عموماً به عنوان «انجیل به روایت متی، بی‌وی‌فاو ۲۴۴» شناخته می‌شود. در این نسخه، هر دو گروه کُر، دارای تک‌خوانان و همخوانان اس‌اِی‌تی‌بی، نوازندگان سازهای زهی و باسو کُنتینوئو متشکل از دست‌کم ویولن اول و دوم، ویولا، گامبا و ارگ بودند. سازهای بادی چوبی برای هر گروه کر متشکل از دو فلوت، ابوا و ابوا دامور بود و گروه کر ۱ علاوه بر اینها، دو ابوا دا کاچا هم داشت. برخی از قطعات برای اجرای جدید در آدینه نیک ۲۳ مارس ۱۷۴۲ تنظیم شدند. با این حال، این تنظیم متفاوت در هیچ اجرای دیگری تکرار نشد.

### نحوهٔ شماره‌گذاری موومان‌ها
باخ بخش‌های مختلف انجیل به روایت متی - موومان آوازی - را شماره‌گذاری نکرد، و این کار توسط پژوهشگران موسیقی در قرن بیستم انجام شد. دو روش اصلی که امروزه مورد استفاده قرار می‌گیرند، روش نسخه جدید باخ (NBA) است که از سیستم شماره‌گذاری ۱ تا ۶۸ استفاده می‌کند، و روش قدیمی‌تر بی‌وی‌فاو (BWV) که آثار را به ۷۸ شماره تقسیم می‌کند. هر دو روش در برخی موارد از زیربخش‌های حروف‌دار استفاده می‌کنند. این مقاله با استفاده از سیستم شماره‌گذاری اِن‌بی‌اِی نوشته شده است.

### متن
برای متن این مصیبت‌نامه، باخ با نویسندهٔ لیبرتوهای موسیقی‌اش، کریستیان فردریش هنریتسی، مشهور به پیکاندر همکاری داشت و اشعار متن موسیقی در سال ۱۷۲۹ منتشر شد. پژوهشگران بر این باورند که باخ بر شکل و انتخاب متن مورد استفاده دخالت داشته و احتمالاً خودش آوازهای همخوانی و کُرال را انتخاب کرده است، زیرا این بخش‌ها در مجموعه اشعار پیکاندر «شوخی -جدی» و «اشعار طنز» (جلد ۲، لایپزیگ ۱۷۲۹) وجود ندارد. شعرهای آزاد (کرال و آریا) از قرن هفدهم به این اثر اضافه شدند. از سوی دیگر، پیکاندر حدود نیمی از اشعار خود را از موعظه‌های مصائب عیسی اثر هاینریش مولر الهام گرفته که بسیار مورد احترام و تحسین باخ بود و او پنج جلد از آثارش را در کتابخانهٔ شخصی‌اش نگهداری می‌کرد.

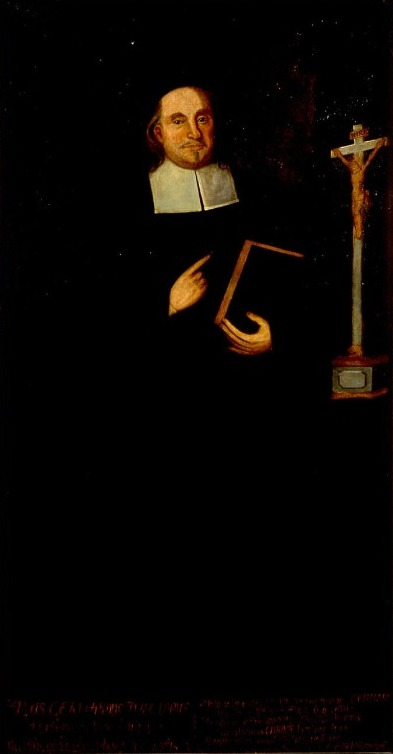
پل گرهارت بیش از نیمی از متون همخوانی را نوشت.

#### متن مورد استفاده از انجیل
متن کتاب مقدس مورد استفاده برای قسمت اول پاسیون، انجیل متی باب ۲۶ آیات ۲ تا ۵۶ و برای قسمت دوم پاسیون، انجیل متی باب ۲۶ آیات ۵۷ تا ۷۵ و باب ۲۷ آیات ۱ تا ۶۶ بود. باخ متن پیوستهٔ کتاب مقدس را در این اثرش، به ۲۸ بخش تقسیم می‌کند که با سرودهای روحانی و اشعار آزاد تقطیع می‌شوند تا حس گذر زمان را از بین ببرد و بین رویدادهای خاص این واقعه، پلی زده و شنوندگان را درگیر آن نماید.

#### شعرهای آزاد
پیکاندر متنی را برای رسیتِتیوها و آریاها و برای موومان‌های بزرگ کُرال نوشت که در پیش‌درآمد و بخش موخرهٔ پاسیون استفاده شدند. پیکاندر شعر خود را با استفاده از سرفصل‌های انجیل به ۱۵ صحنه تقسیم کرد، در حالی که تقسیم‌بندی سنتی داستان مصائب مسیح - بدون درنظر گرفتنِ بخشِ مقدمه و پیش‌درآمد آن - بر اساس پنج صحنهٔ اصلی بود: باغ، کاهن، پیلاطس، مصلوب‌شدن و دفن/وداع. با این حال، برخی موسیقی‌شناسان آن بخش مقدمه را هم در نظر گرفته و موسیقی باخ را به شش قسمت تقسیم می‌کنند. (مقدمه، باغ جتسیمانی، کاهن قیافا، پیلاطس، مصلوب‌شدن و دفن/وداع). در انجیل به روایت متی، چنین تقسیم‌بندی‌ای وجود دارد اما با توجه به وحدت، ساختار کلی آن، نامحسوس بوده و در پس‌زمینه فرورفته‌اند. قسمت‌های دیگر لیبرتو برگرفته از آثار زالومون فرانک و بارتولد هاینریش بروکس است.

#### گروه هم‌سرایان
ملودی‌های کُرال و متن‌های آن‌ها برای کسانی که در مراسم کلیسای سنت توماس شرکت می‌کردند، آشنا بود. سه آواز کُرال توسط پائول گرهارت نوشته شده است و باخ پنج استنزا از قطعهٔ ای سر مقدس، کنون زخمی را به آنها افزود. باخ از سرودهای روحانی به طرق مختلف استفاده کرد که بیشتر آنها چهار قسمتی هستند، دوتای آنها به‌صورت کانتوس فیرموس از ۲ «کُرال فانتازیا» که قسمت اول را می‌سازند، یکی هم به عنوان بخش تفسیری در گفت‌آواز خوانندهٔ تِنور. قدیمی‌ترین آوازی که باخ در این پاسیون استفاده کرده است، به سال ۱۵۲۵ برمی‌گردد.
| نویسنده/سراینده    | تاریخ | سرود روحانی؛ استانزا                     | سرود روحانی؛ استانزا | مصرع آغازین                               | شماره         | اجراشده به‌صورت…              |
| ------------------ | ----- | ---------------------------------------- | -------------------- | ----------------------------------------- | ------------- | ---------------------------- |
| نیکلاس دکیوس       | ۱۵۴۱  | ای بره پروردگار، معصوم                   | ۱                    | ای بره پروردگار، معصوم.                   | ۱             | کانتوس فیرموس در موومان کُرال |
| یوهان هرمان        | ۱۶۳۰  | ای عزیزترین مسیح                         | ۱                    | ای عزیزترین مسیح، خطایت چه بود؟           | ۳             | کُرال چهار قسمتی              |
| پائول گرهارت       | ۱۶۴۷  | ای جهانیان، زندگی‌تان را در اینجا بنگرید  | ۵                    | منم، منم که باید تاوان دهم.               | ۱۰            | کُرال چهار قسمتی              |
| پائول گرهارت       | ۱۶۵۶  | ای سرِ زخم‌برداشتهٔ آغشته در خون            | ۵                    | مرا تصدیق کن، ای نگهدار من.               | ۱۵            | کُرال چهار قسمتی              |
| پائول گرهارت       | ۱۶۵۶  | ای سرِ زخم‌برداشتهٔ آغشته در خون            | ۷                    | موجب شادمانی من است.                      | ۱۷            | کُرال چهار قسمتی              |
| پائول گرهارت       | ۱۶۵۶  | ای سرِ زخم‌برداشتهٔ آغشته در خون            | ۶                    | اینجا با تو خواهم ماند.                   | ۱۷            | کُرال چهار قسمتی              |
| یوهان هرمان        | ۱۶۳۰  | ای عزیزترین مسیح                         | ۳                    | دلیلِ این همه بلا چیست؟                    | ۱۹            | گروه کر ۲ در گفت‌آواز تِـنور   |
| آلبرت، دوک پروس    | ۱۵۴۷  | هر آنچه پروردگارم اراده کند، آن خواهد شد | ۱                    | هر آنچه پروردگارم اراده کند، آن خواهد شد. | ۲۵            | کُرال چهار قسمتی              |
| کریستیان کیمان     | ۱۶۵۸  | عیسای خود را رها نخواهم کرد              | ۶                    | عیسی خود را رها نخواهم کرد.               | ۲۹            | کُرال چهار قسمتی              |
| زیبالد هایدن       | ۱۵۲۵  | ای انسان، بر گناهان بزرگت زاری کن        | ۱                    | ای انسان، بر گناهان بزرگت زاری کن.        | ۲۹            | کانتوس فیرموس در موومان کُرال |
| آدام رویسنر        | ۱۵۳۳  | خداوندا، به تو امید داشتم                | ۵                    | دنیا مرا فریبکارانه قضاوت کرده‌است.        | ۳۲            | کُرال چهار قسمتی              |
| پائول گرهارت       | ۱۶۴۷  | ای جهانیان، زندگی‌تان را در اینجا بنگرید  | ۳                    | کیست که به تو ضربه می‌زند؟                 | ۳۷            | کُرال چهار قسمتی              |
| یوهان ریست         | ۱۶۴۲  | به‌هوش باش، ای روح و روانم                | ۶                    | گرچه از تو جدا شده‌ام.                     | ۴۰            | کُرال چهار قسمتی              |
| پائول گرهارت       | ۱۶۵۶  | مسیر زندگی‌ات را به او بسپار              | ۱                    | مسیر زندگی‌ات را به او بسپار.              | ۴۴            | کُرال چهار قسمتی              |
| یوهان هرمان        | ۱۶۳۰  | ای عزیزترین مسیح                         | ۴                    | این مجازات، چه عجیب است!                  | ۴۶            | کُرال چهار قسمتی              |
| پائول گرهارت       | ۱۶۵۶  | ای سرِ زخم‌برداشتهٔ آغشته در خون            | ۱                    | ای سرِ زخم‌دیدهٔ غرقِ در خون.                 | ۵۴            | کُرال چهار قسمتی              |
| پائول گرهارت       | ۱۶۵۶  | ای سرِ زخم‌برداشتهٔ آغشته در خون            | ۲                    | تو ای چهرهٔ نجیب                           | ۵۴، دنباله‌دار | کُرال چهار قسمتی              |
| پائول گرهارت       | ۱۶۵۶  | ای سرِ زخم‌برداشتهٔ آغشته در خون            | ۹                    | آن روزی که باید رهسپار شوم.               | ۶۲            | کُرال چهار قسمتی              |
| یادداشت‌ها 1. 2. 3. |       |                                          |                      |                                           |               |                              |

به نظر می‌رسد در نسخه اولیه بی‌وی‌فاو ۲۴۴بی، کُرال شمارهٔ ۱۷ گم‌شده باشد، و موومان شماره ۲۹، که پایان‌دهندهٔ بخش اول پاسیون است، به‌جای کُرال فانتازیای «ای انسان، بر گناهان بزرگت زاری کن»، یک مجموعه چهار قسمتی است از کُرال «عیسیِ خود را رها نخواهم کرد.»

## آهنگسازی

### اجرا و سازبندی
انجیل به روایت متی با زمان اجرایی بیش از ۱۵۰ دقیقه، ۲ گروه کر، ۲ ارکستر و تعدادی تک‌نواز، یکی از مفصل‌ترین و جامع‌ترین آثار باخ و اوجِ موسیقی کلیسای پروتستان است و برخی از علاقمندان و منتقدان موسیقی کلاسیک، این اثر را یکی از بزرگ‌ترین شاهکارهای موسیقی باروک مذهبی می‌دانند. بسیاری از آهنگسازان در اواخر قرن ۱۷ برای مصائب عیسی، پاسیون می‌نوشتند. همچون سایر پاسیون‌هایِ اوراتوریویِ دوران باروک، پاسیون باخ هم بخش‌هایی از متن انجیل متی (باب‌های ۲۶ و ۲۷) را با استفاده از گفت‌آوازهایی با زبانِ نسبتاً ساده روایت می‌کند و سپس موومان‌های آریا و آریوزو را در ابتدا و انتهای آیات کتاب مقدس، استفاده و به‌کار می‌گیرد که تفسیری بر رویدادهای مختلف روایت‌شده در کتاب مقدس است و حالات ذهنی شخصیت‌های کتاب مقدس و مصائب عیسی را به شیوه‌ای غنایی و تک‌گو ارائه می‌دهند. به سبب طولانی بودن پاسیون و بخش‌های روایی فراوان، تأکید بیشتری بر جنبهٔ حماسی این واقعه وجود دارد.

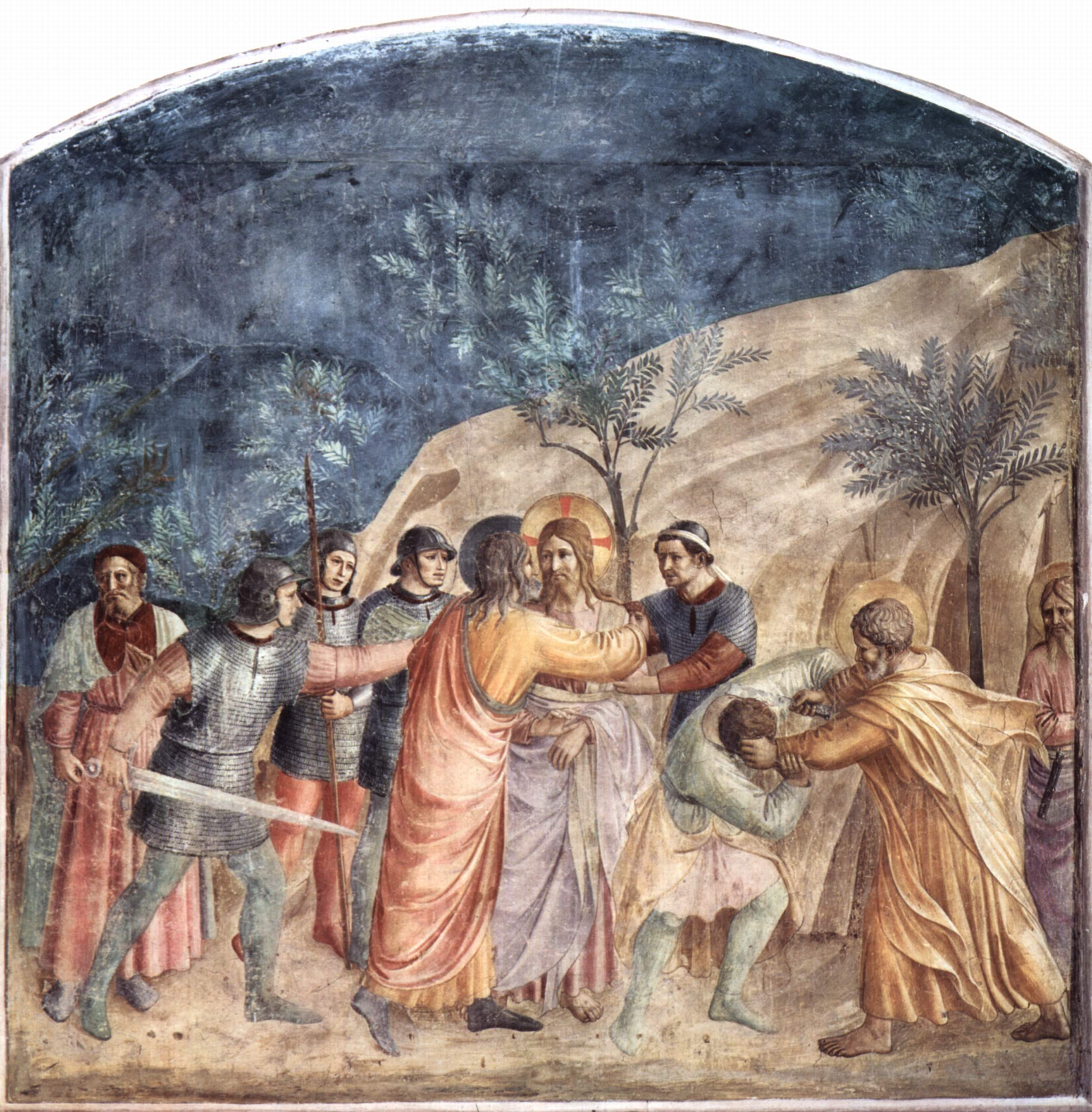
دستگیری عیسی تابلویی اثر فرا آنجلیکو؛ حوالی ۱۴۴۰، که یهودا و پطرس را در حال بریدن گوش مالخُس خدمتکار قیافا نشان می‌دهد. (مربوط به گفت‌آواز ۲۸: و اینک یکی از کسانی که با عیسی بود، دست خود را دراز کرد و بر خدمتکارِ کاهنِ اعظم ضربه‌ای زد و گوش او را برید.)

این اثر درام-حماسی برای دو گروه کُر و دو ارکستر نوشته شده است که اثر استریوآوایی چشمگیری پدیدمی‌آورد. هر دو ارکستر شامل دو فلوت (کر ۱، همچنین دارای ۲ ریکوردر برای آهنگ شماره ۱۹ است)، دو ابوا، در برخی موومان‌های خاص ابوا دامور یا ابوا دا کاچا، دو ویولن، ویولا، ویولا دا گامبا و باسو کُنتینوئو است. به دلایل عملی، ارگ کُنتینوئو اغلب به طور مشترک توسط هر دو ارکستر استفاده و نواخته می‌شد. در بسیاری از آریاها، یک یا چند ساز تک‌نواز، حال و هوای خاصی ایجاد می‌کند، مانند آریا سوپرانوی اصلی شماره ۴۹، «از روی عشق است که مسیحای من می‌خواهد بمیرد»، که در آن فقدان سازهای زهی و باسو کُنتینوئو نشانگر حسِ هراسناکِ از دست رفتن امنیت و پشت‌گرمی است. در واقع عمیق‌ترین شرح از رنج عیسی توسط همین آریای تامل‌برانگیز «از روی عشق است که…» ارائه شده است، که در بیان مفاهیم مورد نظر نقش اساسی دارد. ارتباط نزدیک میان منجی (مسیحا) و نفسِ پرهیزگارِ شنونده بر پایهٔ مرگِ داوطلبانهٔ عیسی که از روی عشق و محبت اوست، شکل می‌گیرد. سازآرایی دقیق و حساب‌شده با فلوت و دو ابوا دا کاچا بدون حضور باسو کُنتینوئو و انتخاب هوشمندانهٔ کلید لا مینور، بر ماهیت پاک و فرشته‌گونهٔ این آریا تأکید دارد و نماد عشق آسمانی و معصومیت عیسی مسیح است.
علاوه بر این، در قطعهٔ «ای درد! اینجا قلب رنجوری می‌تپد» فلوت جای ریکوردر را می‌گیرد که منحصراً در نسخه‌های قدیمی استفاده می‌شد. استفاده از ساز بادی برنجی برای روایت موسیقایی مصائب عیسی، مناسب در نظر گرفته نمی‌شده و به‌همین سبب در این اثر باخ نیز به‌کار نرفته است.
آریاها همیشه توسط یکی از دو گروه هم‌سرایان (گروه کر ۱ یا ۲) اجرا می‌شود. دست‌کم از زمان اجرا و ضبط این اثر توسط فیلیپ هِـروِخه در سال ۱۹۸۵، تعداد خوانندگان گروه کر به ۱۲ تا ۲۰ خواننده کاهش یافته است و این تصمیم امروزه، اقدامی رایج است.
انجیل به روایت متی، علاوه بر اجراهای انفرادی برای گفت‌آوازها و آریاها (سوپرانو، آلتو، تنور، باس، تقسیم‌شده به دو گروه کر)، تک‌خوانی‌هایی را برای نقش‌های زیر دارد:
- بشارت‌دهنده - تِنور
- عیسی - باس
- دو خدمتکار (شماره ۴۵) و همسر پیلاتس (شماره ۵۴) - سوپرانو
- دو شاهد (شماره ۳۹) - آلتو و تِـنور
- پطرس (شماره ۲۲، ۴۶)، یهودا (شماره ۱۷، ۴۹)، کاهن اعظم (شماره ۳۹، ۴۲)، دو کاهن دیگر (شماره ۵۰)، پیلاطس (شماره ۵۲، ۵۴، ۵۶، ۵۹، ۷۶) - باس

### قطعات آوازی
دو جنبه متمایز از این موسیقی باخ، از دیگر فعالیت‌های کلیسایی او سرچشمه می‌گیرد. یکی از این جنبه‌ها، استفاده از قالب دو گروه کر است که از موتت‌های دوگانهٔ خودش و بسیاری از آهنگسازان دیگر که به طور مرسوم، مراسم مذهبی یکشنبه را با آنها شروع می‌کردند، نشات می‌گیرد. مورد دیگر استفاده گسترده از گروه هم‌خوانان است که در تنظیمات استاندارد چهاربخشی، به صورت الحاق در میان آریاها، و به صورت کانتوس فیرموس در موومان‌های بزرگ چندصدایی استفاده شد. این موضوع در پایان نیمه اول قطعهٔ «ای انسان، بر گناهان بزرگت زاری کن»، مشاهده می‌شود - موومانی که باخ همچنین از آن به عنوان کر آغازین برای نسخه دوم (۱۷۲۵) «انجیل به روایت یوحنا» استفاده کرد (بعدها - حوالی ۱۷۳۰ آن را دوباره به «پروردگارا، ای فرمانروای ما» که در نسخهٔ اصلی ساخته بود، تغییر داد). هم‌خوانی آغازین، «بشتابید ای دختران، یاری کنید تا ناله و مویه کنم» هم به سبب استفاده از کانتوس فیرموس کُرال قابل توجه است، که در آن سوپرانوهای ریپینو حجم عظیمی از کشمکش‌های چندصدایی و هارمونیک را به اوج می‌رسانند، جایی که یک بیت از «ای برهٔ پروردگار، معصوم» را می‌خوانند. این قطعه تنها در اجراهای سال‌های ۱۷۴۲ و ۱۷۴۳ تا ۱۷۴۶ خوانده شد و پیش‌تر، توسط ارگ بادی نواخته می‌شد. در واقع باخ پیش‌تر یک پرلود کُرال از این قطعه را برای ارگ بادی نوشته بود که فیلیپ اسپیتا آن را یکی از هجده پرلود کُرال برجسته و «یک شگفتی و اعجاز در هنر عمیقاً مذهبی» می‌داند.

### بخش‌های انجیلی

پایان آریا به همخوانی شمارهٔ ۶۰ و آغاز گفت‌آواز شمارهٔ ۶۱اِی (آیات انجیل به رنگ قرمز مشخص شده) در نت‌نویسی‌هایی با دست‌خط باخ: گفت‌آوازها دربرگیرندهٔ سخنان آخر مسیح است و تنها سخنان عیسی است که بدون همراهی مشخصِ سازهای زهی خوانده شده است. (خدای من، خدای من، چرا مرا به‌حال خود رها کردی؟)

روایت متون مربوط به انجیل توسط یک تِنور به صورت گفت‌آواز و تنها با همراهی باسو کُنتینوئو خوانده می‌شود. تک‌خوان‌ها حرف‌های شخصیت‌های مختلف را می‌خوانند، یا به‌صورت گفت‌آواز اجرا می‌کنند. علاوه بر عیسی، قسمت‌هایی برای یهودا، پطرس، دو کاهن اعظم (پونتیفکس اول و دوم)، پونتیوس پیلاطس، همسر پیلاطس، دو شاهد و دو کنیز وجود دارد. این نقش‌ها همواره توسط تمامی تک‌خوانان خوانده نمی‌شدند. تک‌خوانانِ شخصیت‌های اصلی، اغلب آریاهای اختصاصی خودشان را اجرا می‌کردند و با گروه‌های کر آواز می‌خوانند، روشی که دیگر در اجراهای امروزی انجام نمی‌شود. دو دوئت، توسط دو تک‌خوان (به عنوان دو شخصی که به طور همزمان صحبت می‌کنند)، اجرا می‌شود. تعدادی از قطعه‌ها که گفتگوی چند نفر است و به آنها «توربا» (تودهٔ مردم) می‌گویند، توسط یکی از دو گروه کر یا هر دوی آنان اجرا می‌شود.
با کلام عیسی که بدان صدای مسیح نیز گفته می‌شود، به گونهٔ دیگری برخورد شده است. باخ گفت‌آوازهای متمایز و ویژه‌ای را برای این منظور به کار گرفته است: این گفت‌آوازها نه تنها با باسو کُنتینوئو، بلکه توسط تمامی سازهای زهی ارکستر اول با استفاده از نت‌های طولانی و پایدار و «برجسته کردن» برخی واژه‌ها همراه می‌شوند، بنابراین اثری ایجاد می‌کنند که اغلب به‌عنوان «هاله» عیسی نامیده می‌شود و مظهرِ حضور الهی است. فقط سخنان پایانی او به زبان آرامی - «خدای من، خدای من، چرا مرا به‌حال خود رها کردی؟» - بدون این «هاله» خوانده می‌شوند. به عبارت دیگر هنگامی که عیسی بر بالای صلیب آخرین کلام خود را می‌گوید و از اینکه خداوند او را به حال خود رها کرده شکوه می‌کند، سازهای زهی ساکت می‌شوند. فیلیپ اسپیتا نظر جالبی دربارهٔ نحوهٔ به‌کارگیری صداها و سازها در این اثر دارد. او در اظهارنظری در مورد این بخش پایانی کلام مسیح که بدون همراهی سازهاست، می‌نویسد: «تنظیمات سازی-آوازی باخ می‌تواند جلوه‌های ویژه خود را تنها با رنگ‌آمیزی عجیب و غریب خود که ناشی از آمیختگی صداهای انسان با اُرگ و آوای سازهای دیگر است، ایجاد کند. هویت آوایی این سازها در دستان باخ، چنان بارز است که وقتی در کنار یکدیگر و در همراهی با آوازها شنیده می‌شوند، نمادی واضح و قابل درک را ایجاد می‌کنند.
استفاده از جوهر قرمز روی کلمه برای مشخص کردن آیات کتاب مقدس و سرود آغازین «ای برهٔ پروردگار، معصوم» منحصر به خودِ باخ است.

### متون الحاقی
آریاهایی که بر اساس سروده‌های پیکاندر نوشته شدند، در لابلای بخش‌های روایت‌شده از کتاب مقدس پخش شده‌اند. این آریاها توسط تک‌خوانان با همراهی انواع سازها، آنگونه که در اوراتوریو مرسوم است، خوانده می‌شوند. متون الحاقی تفسیری مذهبی و شخصی از متون انجیل هستند و بسیاری از آنها، شنونده را درگیر ماجرا می‌کند؛ همانند کُرال شماره ۱۰، «این منم که باید رنج بکشم»، پس از اینکه یازده حواری پرسیدند «سرورم، من [آن شخص] هستم؟» - یعنی: آیا من هستم که خیانت خواهد کرد؟ یک نمونه جالب از نحوهٔ به‌کارگیری موسیقی در بیان احساسات همین‌جاست. در گفت‌آواز پیشین عیسی گفته است: «به راستی به شما می‌گویم، یکی از شما به من خیانت خواهد کرد.» گروه کر در یک سردرگمی پرتلاطم به‌جای حواریون مسیح یازده بار می‌پرسند: «سرورم، آیا من [آن شخص] هستم؟ آیا من؟» این حقیقت که این سؤال یازده بار تکرار شده است - و نه دوازده بار، به تعداد حواریون حاضر - می‌توان به این معنا تلقی شود که یهودا کاملاً به گناه خود واقف و از این موضوع آگاه است که رویِ سخنِ عیسی به چه کسی است. او در ابتدا جرئت نمی‌کند این سؤال را از استادش بپرسد. اما در گفت‌آواز بعدی سرانجام، یهودا - حواری دوازدهم - سؤال را این چنین می‌پرسد: «آیا من هستم، خاخام؟»
آریا آلتوی شماره ۶، «توبه و پشیمانی»، تمایل به مسح و تدهین عیسی است در حالی که از پشیمانی، اشک‌هایش جاری است. آریای باس شماره ۶۵، «خود را منزه کن، قلب من» پیشنهاد می‌کند که خود در کنار بدن بی‌جان عیسی بماند و او را دفن کند. از عیسی مسیح در این متن‌ها اغلب به صورت «عیسیِ من» یاد شده است. گروه همخوانان به طور نوبتی، یا در بازگوکردن روایت شرکت می‌کنند یا آن را تفسیر و تاویل می‌نمایند. باخ با این اثرش ثابت می‌کند که خود چونان تفسیرکنندهٔ کتاب مقدس است که موسیقی و آهنگسازی‌اش مانند «موعظه‌ای پُرطنین» طرح‌ریزی شده و بازنمایی از یک شرحِ خداشناسانه است. باخ در کتابخانه شخصی خود ۵۲ جلد کتاب دربارهٔ دین‌شناسی و الهیات داشت که علاوه بر انجیل و آثار مارتین لوتر، مجموعه‌های گسترده‌ای از سرودها و ادبیات عبادی-مذهبی ارتدکس و تقوای لوتری را در بر می‌گرفت.
در مجموع ۲ آریا برای تِـنور، ۳ آریا برای سوپرانو، ۴ آریا برای باس و و ۵ آریا برای آلتو نوشته شده است. آریای شمارهٔ ۳۳ دوخوانی (دوئت) است. آریاهای ۲۶، ۳۳، ۳۶، و ۷۰ دارای بخش‌های کُرال هستند. چهار آریا (شماره‌های ۱۰، ۱۲، ۱۹ و ۲۹) در قسمت اول پاسیون بدون کر و آریا، دا کاپوی خالص هستند؛ در حالی که در قسمت دوم پاسیون، فقط یک آریای دا کاپو وجود دارد.
همان‌طور که در ساخت و اجرای پاسیون‌ها مرسوم است (و منشأ استفادهٔ مذهبی آن در یکشنبه نخل است)، در هیچ‌یک از این متون اشاره‌ای به رستاخیز نشده است (به جز اشارات غیرمستقیم در متی ۲۶:۳۲ و ۲۷:۵۳ و ۶۳). به تبعیت از تفسیرِ قدیس آنسِلم کانتِربِری، تصلیب نقطه پایان و منبع رستگاری است و تأکید ویژه‌ای بر رنج عیسی وجود دارد. گروه همخوانان، در کُرال پایانی شماره ۶۲، «با هراس و رنج خودت / مرا از ترس‌هایم برهان» را می‌خواند. خوانندهٔ باس با اشاره به «صلیب عزیز» در آواز شماره ۵۶ می‌گوید: «آری این کالبد و خون، به میل خود بالای صلیب رفته است / هر چه خیرش برای روح ما بیشتر است / تلخ‌تر و دردناک‌تر احساس خواهد شد.» نخستین کُرال «ای برهٔ پروردگار، معصوم» مصلوب شدن عیسی را با قربانی کردن بره عهد عتیق جهت تقاص گناهان مقایسه می‌کند. بر این مضمون، با آواز پایانی بخش اول یعنی «ای انسان، بر گناهان بزرگت زاری کن» تأکید شده است.

### فرم آهنگسازی

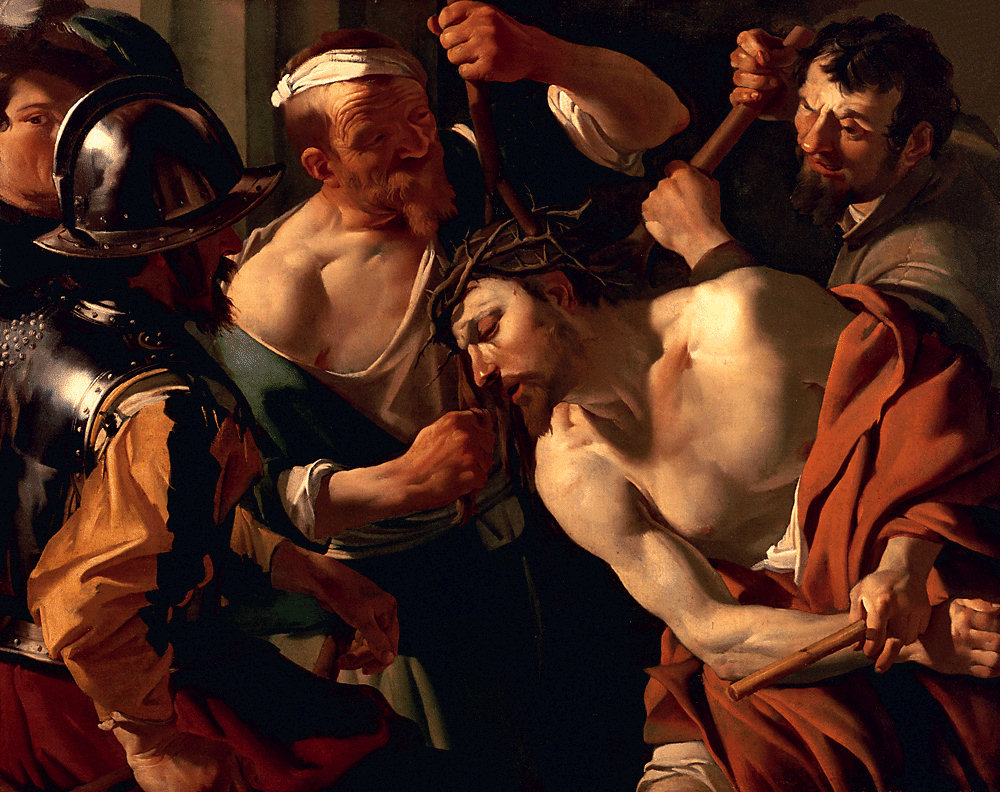
عیسی در ردایی ارغوانی با تاجی از خار بر سر، مورد تمسخر و ضرب و شتم قرار می‌گیرد. نقاشی رنگ روغن اثر دیرک ون بابورن، ۱۶۲۳. (مربوط به قسمت دوم، صحنهٔ ۱۲)

سه گونه متن متفاوت لیبرتو، هر کدام بیان ویژهٔ خود را در فرم‌های آهنگسازیِ مخصوص به‌خود می‌یابند: (۱) متون کتاب مقدس الگوی متنی برای گفت‌آوازها و هم‌خوانی‌ها را تشکیل می‌دهند و بازگوکنندهٔ لحظات دراماتیک اثر هستند. واژه‌های کتاب مقدس کارکرد روایی (روایتگری) دارند. (۲) اشعار آزاد، که در گفت‌آوازهای همراهی‌شده مورد استفاده قرار گرفته است و آنچه رخ داده را شرح می‌دهد و آنها را از دیدگاه دینی تفسیر می‌کند (توصیفی)؛ در حالی که تأمل و تعمق و تخصیص هنری، همگی در آریاها و هم‌خوانی‌های آزاد صورت می‌گیرد. (۳) باخ از سرودهای مذهبی در موومان‌های کُرال برای گروه همخوان استفاده می‌کند که به عنوان تأییدی مختصر از کل ماجرا و پاسخ از پیش‌تنظیم‌شده‌ای برای جامعه مذهبی عمل می‌کند. به طور خاص، فرم‌های موسیقایی زیر را می‌توان در این اثرِ بزرگِ باخ یافت:
- گفت‌آواز خشک: ستون فقرات این پاسیون، گفت‌آوازها هستند که در آن بشارت‌دهنده، متن کتاب مقدس را خط‌به‌خط دکلمه می‌کند و طبق سنت قدیمی کلیسا این کار توسط یک خوانندهٔ تِنور اجرا می‌شود. باخ متون کتاب مقدس را با استفاده از گفت‌آواز خشک برای موسیقی تنظیم می‌کند، که با همراهی یک باسو کُنتینوئو و بدون همراهی هیچ‌گونه ساز دیگری اجرا می‌شود. به عنوان یک قاعده کلی، گفت‌آوازهای بشارت‌دهنده، به صورت هجایی بیان می‌شود. از تحریر برای تکیه و تأکید بر پیام نهفته در برخی واژه‌های ژرف و پُرمعنا استفاده شده است، به عنوان مثال «مصلوب‌کردن» در آیهٔ ۲، «کشتن» در آیهٔ ۳۹ و «زاری و سوگواری» در آیه ۴۶، اما در مجموع و در مقایسه با اثر دیگر باخ همچون «انجیل به روایت یوحنا»، گفت‌آوازهای انجیل به روایت متی چندان تصویری نیستند و از تحریر کمتر استفاده شده است.[۷۳] خواندن آیه‌های انجیل به تک‌خوانان خاص و راویان حدیث نفس اختصاص داده شده که به‌صورت «بازیگران نمایشنامه»[یادداشت ۱۲] متجلی می‌شوند. گفت‌آوازهای باخ اغلب با برجسته‌کردن واژه‌های دارای بار احساسی با ملودی‌های کروماتیک، حال و هوای احساسی بخش‌های خاص پاسیون را فراهم می‌کنند. یک نمونهٔ شگفت‌انگیز از دیالکتیک موسیقایی در این اثر را می‌توان در استفادهٔ باخ از کروماتیسم در ملودی کُر آغازین («بشتابید ای دختران…») مشاهده کرد؛ آنجا که سل بِکار به یک سل دیز تبدیل می‌شود، بنابراین همچون می ماژور به گوش می‌رسد.[۷۴] ر دیز و دو دیز به صورت عرضی نیز حاکی از حضور زودگذر گام می ماژور است. به عبارت دیگر، کروماتیسم غریب و کم‌نظیر بخش آغازین این پاسیون، ناشی از استفاده دووجهی (دوحالتی) از گام‌های ماژور و مینور است. آکوردهای هفتم کاسته[۷۵] و پرده‌گردانی‌های ناگهانی، پیشگویی‌های آخرالزمانی عیسی را همراهی می‌کنند.[۷۴]
- آریوزو: از سوی دیگر، کلام عیسی به صورت «گفت‌آواز خشک» اجرا نمی‌شود، بلکه به شیوه‌ای آرام و پرشکوه توسط سازهای زهی چهار قسمتی همراهی می‌شود که اثری ایجاد می‌کنند که اغلب به‌عنوان «هاله» عیسی نامیده می‌شود و مظهرِ حضور الهی است.[۶۵] این نحوهٔ اجرا، آن را از روایت بشارت‌دهنده و همخوانی‌های مداوم و ساده دیگر متمایز می‌کند.
- توربا («تودهٔ مردم»، «صداها»): سخنان تودهٔ مردم توسط گروه همخوان‌ها اجرا می‌شوند که باخ از آنها به‌عنوان نقطه اوج رویداد استفاده می‌کند. تورباها، ۱۹ بار بخش‌های روایی انجیلی را قطع می‌کنند که ۱۳ بار آن، تنظیمی هشت‌صدایی دارد. از هم‌خوانی‌های توربا زمانی استفاده می‌شوند که گروه‌هایی از مردم در متن روایی کتاب مقدس در حال گفتگو یا بیان مطلبی هستند، خواه شاگردان، سربازان، کشیشان یا جمعیت عمومی مردم. از نظر اجرای موسیقایی، این هم‌خوانی‌های توده مردم، از هم‌صدایی (شماره ۶۱؛ «او الیاس را می‌خواند» و «دست نگهدارید! بگذارید ببینیم») و آکوردهای هفتم کاسته در فریاد دراماتیک «باراباس!» (در شماره ۴۵) تا چندصدایی فاخر به سبک موتت (استایل آنتیکو)[یادداشت ۱۳] را شامل می‌شود. یک پاساژ کاملاً هماهنگِ همخوان‌ها با ارکستر نیز تنها یک بار در سرتاسر اثر شنیده می‌شود و آن هم جایی است که عیسی اعتراف می‌کند: «من پسر خدا هستم» (شماره ۶۷) برخی از تورباها، مانند دو کر «بگذار مصلوب شود» (شماره‌های ۵۴ و ۵۹)، با فواصل بیش از حد و ناملایم خود و هارمونی‌های بیانی‌شان، پا را فراتر از حد محدودیت‌ها می‌گذارد که به نظر می‌رسد در آن زمان از نظر موسیقی قابل قبول بوده است.[۷۶] در بخش‌های توربا، این دو گروه همخوان گاهی به «سبک همخوانی ونیزی» به طور متناوب (نوبت به نوبت) همراهی می‌کنند (مثلاً در: «عیسی، برایمان پیش‌گویی کن») و گاهی همه با هم می‌خوانند («فرمانفرما! ما به یاد داریم»). در مواقعِ دیگر، فقط یک گروه همخوان می‌خواند (گروه کر ۱ همیشه قسمت‌های مربوط به حواریون را می‌خواند) یا به نوبت می‌خوانند، برای مثال وقتی «بعضی از حضار» می‌گویند «او الیاس را می‌خواند» و «دیگران» پاسخ می‌دهند «دست نگهدارید! بگذارید ببینیم آیا الیاس برای کمک به او می‌آید یا خیر؟»
- گفت‌آواز همراهی‌شده: گفت‌آواز همراهی‌شده با ساز که در واقع چیزی میانِ گفت‌آواز و آریا است، بسیار نزدیک به آریوزو است و به آن «موتیف همراهی‌شده» یا «همراهی با انگیزه» نیز می‌گویند[۷۷] و طی آن، یک شکل دائماً تکرارشونده همچون اوستیناتو معمولاً از این طریق بیان و اجرا می‌شود. در این پاسیون، گفت‌آواز همراهی‌شده ده بار به‌خدمت گرفته می‌شود تا زمینه‌ساز اجرای آریای بعدی، اثرگذاری و پیام آن را داشته‌باشد. گفت‌آواز شماره ۷۷ کارکرد متفاوتی دارد و هر چهار تک‌خوان (سوپرانو، آلتو، تِنور، باس) را قبل از همخوانی پایانی گرد هم می‌آورد. گفت‌آواز همراهی‌شده، بازگوکنندهٔ متن کتاب مقدس نیستند، بلکه اشعار آزاد را اجرا می‌کنند. زیروبمی صدا ثابت نیست، اما همیشه همسان با آریای بعدی خود است. سازبندی و فرم موسیقی بسیار متنوع است[۷۸] و همچنین ممکن است به کلید دیگری تعدیل شود. (شماره‌های ۹، ۲۵، ۵۷، ۶۰، ۶۵ و ۷۷). ویلیبالد گورلیت درام موجود در موومان‌ها را نتیجهٔ «گروه‌بندی پاساژهای منفرد بر اساس تداعی و ارتباط کلیدها و تونالیته» می‌داند.[۷۹]
- آریا: از نظر موسیقایی و الهیات، ۱۵ آریا جوهره و جانِ کلام این اثر بزرگ باخ را تشکیل می‌دهند که اشعار آزاد توسط آنها اجرا می‌شود. در این حین روند نمایشی اثر عمل متوقف می‌شود و هدف از این کار، روحیه دادن و القای آرامش به شنونده و دلگرمی شخصی است. در اینجا از شنونده خواسته می‌شود تا آنچه را که در حال اتفاق است، در درونش پذیرفته و نهادینه کند و آن را به لحاظ اخلاقی در اعمال و کردار خود منعکس کند. دو آریا برای تنور، سه تا برای سوپرانو، چهار آریا برای باس و پنج آریا برای آلتو نوشته شده است. شماره ۳۳ دوخوانی سوپرانو و آلتو است، شماره‌های ۲۶، ۳۳، ۳۶ و ۷۰ دارای کرال همزمان هستند. چهار آریا در قسمت اول بدون همراهی گروه کر (شماره‌های ۱۰، ۱۲، ۱۹، ۲۹) با عنایت به الگوی A-B-A آنها، آریاهای خالص داکاپو هستند، در حالی که در قسمت دوم فقط شماره ۶۱ آریا داکاپو است و در هشت مورد دیگر، بخش A ممکن است بر حسب برداشت و حس و حال خواننده تغییر کند یا به طور کامل تعدیل شود.[۸۰][یادداشت ۱۴] مطابق رسم آریاهای اواخر دورهٔ باروک، در آریاهای این اثر، سازهای اوبلیگاتو[یادداشت ۱۵] (لازم)، همباز و هم‌شانهٔ خواننده‌ها پیش می‌روند.
- کُرال‌ها: همسرایی‌ها بر اساس ملودیِ ترانه‌های سنتی پاسیون‌ها از کتاب سرودهای مذهبی ساخته شده‌اند که باخ آنها را به صورت موومان‌های چهار قسمتی اس‌اِی‌تی‌بی از سروده‌های مقدس مذهبی تنظیم کرده است. هم‌سرایی‌ها احتمالاً در آن زمان توسط گروه کر خوانده نمی‌شد، اما بخش جدایی‌ناپذیرِ ترانه‌های پاسیون بودند و آنچه را که در آن زمان رخ داده بود، برای شنوندگان امروزی هویدا می‌کردند.[۸۱] کرال‌ها مستقیماً بخشی از وقایع و کنش جاری در روایت نیستند، بلکه در خدمت بازگو کردنِ بیانیه‌های‌های عینی رستگاری به کل جامعه هستند و این موضوع با آریاها متفاوت است که بیشتر بر تجربه ذهنی شنونده متمرکز هستند. صدای هم‌سرایان از ظرافت بالایی برخوردار است و گاهی هارمونی‌های تلخ همراه، به کلمات پرمعنا و ژرف، نوعی فوریت بیانی می‌بخشند.[۸۲] موومان‌های چهار قسمتی از سروده‌های مقدس مذهبی با همراهی کُلا پارته (تک‌نواز) اجرا می‌شوند و دارای پاساژهای غنی و نت‌های متناوب معمول باخ هستند. آریوزو «ای درد! اینجا قلب رنجوری می‌تپد» با یک همسرایی ترکیب شده است («دلیلِ این همه بلا چیست؟»).
- همخوانی‌های آزاد: در این اثر بزرگ باخ، شش میان‌پرده آزاد مادریگال‌مانند برای شخصیت تمثیلی «دختر صهیون» (کر اول) و جامعه مؤمنان (کر دوم) وجود دارد. در همخوانی بزرگ ابتدای پاسیون توسط دو گروه کر، این دو گروه همخوانان با یکدیگر وارد گفتگو می‌شوند. شماره ۳۳ «آیا رعدوبرق و صاعقه در میان ابرها خاموش شده‌اند؟» به دلیل توالی بلند مدتِ آکوردهای هفت، پرش‌های بیش از حد، کوتاه شدن آکوردهای هفت نمایان و سرعت سریع آن، به شنونده یک احساسِ طغیانِ خشم را القا می‌کند.[۸۳] قسمت اول با همخوانی مبسوط «ای انسان، بر گناهان بزرگت زاری کن» (شماره ۳۵) به سبک موتت به پایان می‌رسد که در آن ملودی کرال، توسط یک گروه کُر سوپرانو ریپینو همراهی می‌شود. سرانجام پاسیون با یک لالایی روندو مانند به نام «با چشمانی گریان، می‌نشینیم» (شماره ۷۸) در میزان (۳/۴) به پایان می‌رسد. دو همخوانی آزاد دیگر را می‌توان در آریاهای شماره ۲۶ («در کنار عیسایم بیدار می‌مانم») و شماره ۷۰ («نگاه کن، عیسی دست‌های خود را دراز کرده») شنیده می‌شود. باخ از اشعار و شیوهٔ مادریگال هم بهره می‌گیرد،[۸۴] مانند آریای «توبه و پشیمانی»، جایی که فلوت‌ها شروع به نواختن یک استاکاتو، همچون ریزش قطرات باران می‌کنند و خوانندهٔ آلتو هم از ریزش قطره‌های اشک خود می‌گوید. در «خون ببار» در آن قطعه‌ای که دربارهٔ «مار» است، ملودی آن نیز تنظیمی پیچ‌درپیچ دارد. در «خدایا رحم کن»، ریتم منقطع و بی‌امان آکوردهای کاسته، شوک عاطفی ناشی از تازیانه را برمی‌انگیزد[۸۵]

## ساختار
همان‌طور که در دیگر اوراتوریوهای مصائب عیسی دیده می‌شود، ستون فقراتِ ساختار موسیقی، روایت انجیل است. در این مورد خاص، ترجمه آلمانی کتاب مقدس لوتر بر پایهٔ فصول ۲۶ و ۲۷ انجیل متی مد نظر بوده است. عنوان اصلی لاتین این موسیقی، «مصائب پروردگار ما عیسی مسیح بنا بر روایت متی بشارت‌دهنده» است.
بر اساس تئوری اثرگذاری باروک، ماهیت اصلی یک قطعهٔ موسیقی با فرم، تمپو، شدت، ویژگی‌های تونالیته، طراحی ریتمیک و نوع ساز تعیین می‌شود، در حالی که معنای تک‌تک واژگان به کار رفته در شعر موسیقی از طریق آرایه ادبی بلاغت بیان می‌شود. باخ در این اثر، موسیقی و شعر را چنان در هم می‌آمیزد که به «بلاغت موسیقایی» می‌رسد. کریستوفر هیل در تشریح این بلاغت موسیقایی می‌گوید آن «حس رضایت زیبایی‌شناختی یا معقولیت روان‌شناختی است که در مخاطب ایجاد می‌کند و تأثیر مورد نظر یک آهنگسازی یا اجرای خوب در موسیقی است.» یاروسلاو پلیکان معتقد است باخ در این اثر بزرگِ خود، بیانی موسیقایی به دکترین رستگاری آنسِلم کانتِربِری می‌دهد. ویلفرید ملرس این اثر باخ را «همزمان عرفانی و انسانی، معنوی و مادی، روحانی و دنیوی» می‌داند.

### متون کتاب مقدس
- بشارت‌دهنده، با صدای یک خواننده تِنور، متن انجیل را به سبکی دکلمه‌ای و با همراهی یک باسو کُنتینوئو می‌خواند که به آن اصطلاحاً گفت‌آواز خشک گفته می‌شود.
- وُکس کریستی: کلام عیسی مسیح است که توسط یک خوانندهٔ باس به صورت گفت‌آواز همراهی‌شده با سازهای زهی اجرا می‌شود که بیشتر شکل آریوزو دارد تا گفت‌آواز خشک.[یادداشت ۱۷]
- هم‌خوانی‌های توربا: کلماتی که توسط گروهی از مردم ادا می‌شود (مثلاً حواریون مسیح) که توسط گروه کر و معمولاً با همراهی ارکستر کامل خوانده می‌شود. در واقع از توربا زمانی استفاده می‌شود که گروه‌هایی از مردم در متن روایی کتاب مقدس صحبت می‌کنند؛ چه شاگردان، چه سربازان، چه کشیشان یا جمعیت عادی مردم. تورباها ۱۹ بار بخش‌های روایی انجیلی را قطع می‌کنند که ۱۳ بار آن، تنظیمی هشت صدایی دارد. برخی از تورباها، مانند دو کر «بگذار مصلوب شود» (شماره‌های ۵۴ و ۵۹)، با فواصل بیش از حد و ناملایم خود و هارمونی‌های بیانی‌شان، پا را فراتر از حد محدودیت‌ها می‌گذارد که به نظر می‌رسد در آن زمان از نظر موسیقی قابل قبول بوده است.[۹۳]

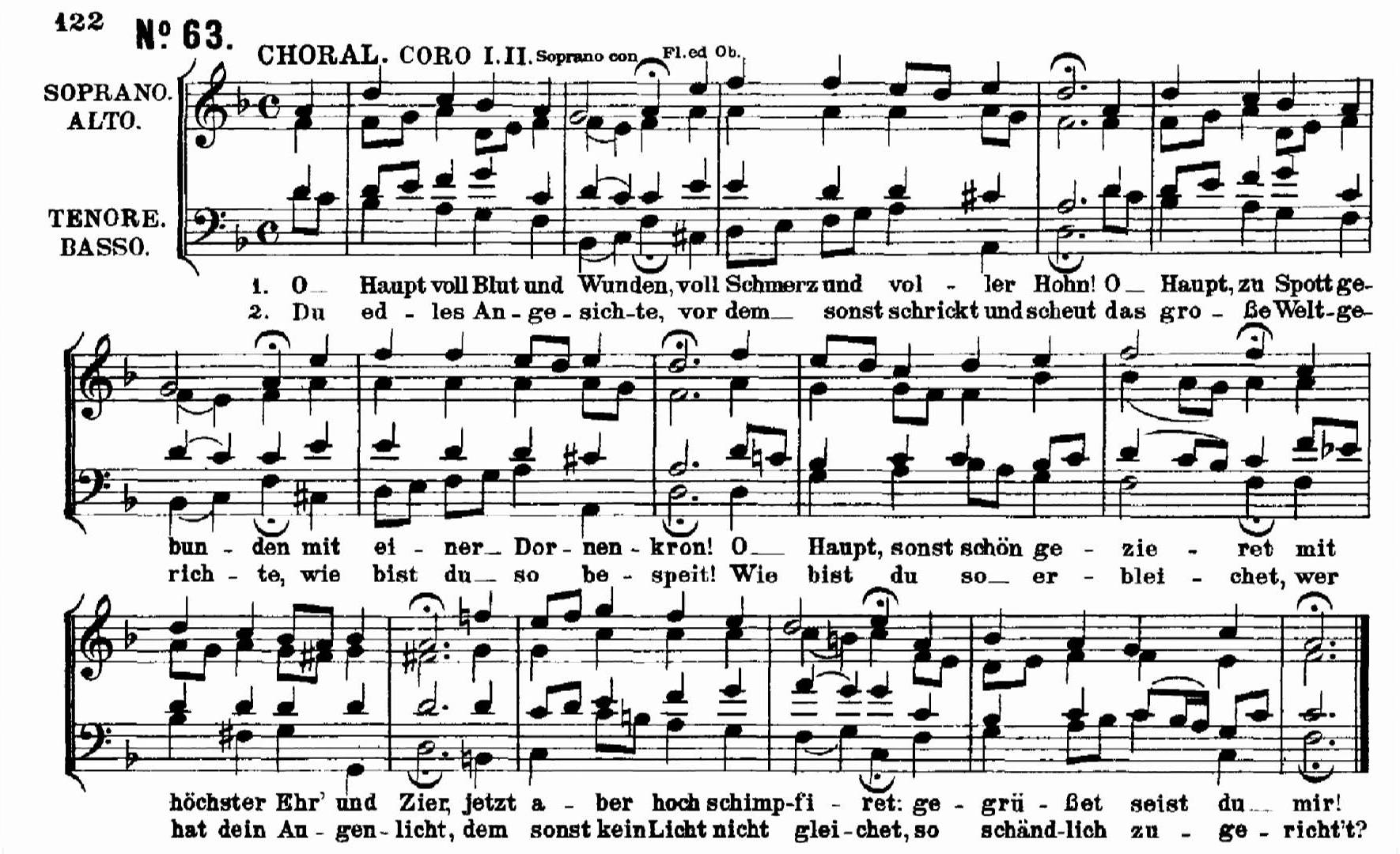
نت‌های آوازی «ای سرِ زخم‌دیدهٔ غرقِ در خون»

به غیر از بشارت‌دهنده و وُکس کریستی، شخصیت‌های نمایشی سایر بخش‌های پاسیون شامل موارد زیر است:
- یهودا (باس)، پطرس (باس)، دو شاهد (آلتو و تِـنور)، دو کاهن اعظم (باس)، دو خدمتکار (سوپرانو)، پونتیوس پیلاطس (باس) و همسر پونتیوس (سوپرانو).
- گروه کوچکی از حضار توسط گروه کر ۱ یا گروه کر ۲ به طور جداگانه اجرا می‌شوند (کر اول همیشه برای حواریون). کاهنان اعظم و جمعیت‌های بزرگتر مردم، توسط گروه اول و دوم با هم اجرا می‌خوانند.

### متون الحاقی
در لابلای بخش‌ها یا صحنه‌های مربوط به متن انجیل، متون دیگری به عنوان تعمق یا تأکید بر آن روایت، در قالب‌های مختلف خوانده می‌شوند:
- خوانندگان تک‌خوان آریاهایی می‌خوانند که در بیشتر موارد با یک گفت‌آواز همراهی‌شده آغاز می‌شود و گاهی نیز به صورت گفتگوهایی است که توسط گروه کر اجرا می‌شود. این بخش‌ها تقریباً منحصراً بر اساس متون و سروده‌های پیکاندر هستند. آریاها معمولاً قاب دا کاپو (فرم سه تایی) دارند. «رحم کن» برای خوانندهٔ آلتو و «خود را منزه کن، قلب من» برای خوانندهٔ باس، نمونه‌هایی از این آریاها در قسمت دوم اوراتوریو هستند. در این موومان‌ها، خوانندگان با یک یا چند ساز تک‌نواز همراهی می‌شوند و این همراهی گهگاه، توسط سایر گروه‌های سازی ارکستر تکمیل می‌گردد.
- موومان‌های کُرال در دو قالب دیگر (به غیر از توربا و گفتگوهای کرال با نقش‌های تک‌خوانی که قبلاً ذکر شد) هم اجرا می‌شوند:
  - موومان‌های کُرال اصلی یا کُرال فانتازیا: اینها موومان‌های بزرگ و مبسوطی هستند که معمولاً برای شروع یا پایان هر دو بخش اوراتوریو استفاده می‌شوند. در این اثر، سه موومان‌های بزرگ وجود دارد: هم‌خوانی آغازین («بشتابید ای دختران، یاری کنید تا ناله و مویه کنم»، سرودهٔ پیکاندر و نیکلاس دکیوس)، هم‌خوانی پایانی بخش اول («ای انسان، بر گناهان بزرگت زاری کن»، سرودهٔ زیبالد هایدن) و هم‌خوانی پایانی («با چشمانی گریان، می‌نشینیم»، پیکاندر)
  - موومان‌های کُرال لوتری: با استفاده از متون کُرال سنتی (که در گردهمایی‌های هفتگی در کلیساهای پروتستان خوانده می‌شود) و ملودی‌های آنها. متن‌ها به صورت هم‌صدایی توسط یک گروه همخوانان چهار قسمتی با همراهی کُلا پارته[یادداشت ۱۸] توسط گروه ارکستر اجرا می‌شود. نقش محوری را آواز «ای سرِ زخم‌برداشتهٔ آغشته در خون» اثر پائول گرهارت ایفا می‌کند که در مجموع پنج بار با همخوانی‌ها و هارمونیزاسیون‌های مختلف شنیده می‌شود و به این اثر یکپارچگی می‌بخشد.[۶۷]

| ان‌بی‌اِی    | ۱۶ صحنه                                                        | آرشیو پرودوکتسیون             |
| قسمت اول  | قسمت اول                                                       | قسمت اول                      |
| --------- | -------------------------------------------------------------- | ----------------------------- |
| ۱–۴ای     | ۱. «کاهنان اعظم به دنبال نابودی عیسی هستند»                    | تدهین مسیح در بیتانی          |
| ۴بی–۶     | ۲. «سر مسیح در بیتانی با روغن‌های گران‌قیمت تدهین می‌شود»         | تدهین مسیح در بیتانی          |
| ۷–۸       | ۳. «یهودا در حال برنامه‌ریزی برای خیانت به مسیح است»            | شام خداوند                    |
| ۹ای–۱۱    | ۴. «حواریون غذای عید پِسَح را آماده می‌کنند»                      | شام خداوند                    |
| ۱۲–۱۳     | ۵. «شام آخر»                                                   | شام خداوند                    |
| ۱۴–۱۷     | ۶. «عذاب در باغ»                                               | شام خداوند                    |
| ۱۸–۲۵     | ۶. «عذاب در باغ»                                               | در جتسیمانی                   |
| ۲۶–۲۹     | ۷. «دستگیری عیسی»                                              | در جتسیمانی                   |
| قسمت دوم  |                                                                |                               |
| ۳۰–۳۵     | ۸. «جلسۀ رسیدگی در حضور کاهن اعظم قیافا و پونتیوس پیلاطس»      | شاهد دروغین                   |
| ۳۶–۳۷     | ۸. «جلسۀ رسیدگی در حضور کاهن اعظم قیافا و پونتیوس پیلاطس»      | «بازجویی توسط قیافا و پیلاطس» |
| ۳۸–۴۰     | ۹. «انکار مسیح توسط پطرس و پشیمانی او»                         | «بازجویی توسط قیافا و پیلاطس» |
| ۴۱–۴۴     | ۱۰. «توبه و مرگ یهودا»                                         | «بازجویی توسط قیافا و پیلاطس» |
| ۴۵–۵۲     | ۱۱. «محاکمه در حضور پونتیوس پیلاطس»                            | تحویل عیسی و شلاق‌زنی          |
| ۵۳–۵۴     | ۱۲. «سربازان تاج خار بر سر عیسی می‌گذارند و او را مسخره می‌کنند» | تحویل عیسی و شلاق‌زنی          |
| ۵۵–۶۰     | ۱۳. «تصلیب»                                                    | تصلیب                         |
| ۶۱–۶۳بی   | ۱۴. «مرگ عیسی و بروز زلزله به‌دنبال آن»                         | تصلیب                         |
| ۶۳سی–۶۶ای | ۱۵. «پائین آوردن از صلیب؛ دفن مسیح»                            | مداحی                         |
| ۶۶بی–۶۸   | ۱۶. «روسای کاهنان خواستار مهر و موم کردن قبر عیسی هستند»       | مداحی                         |

### بررسی اجمالی

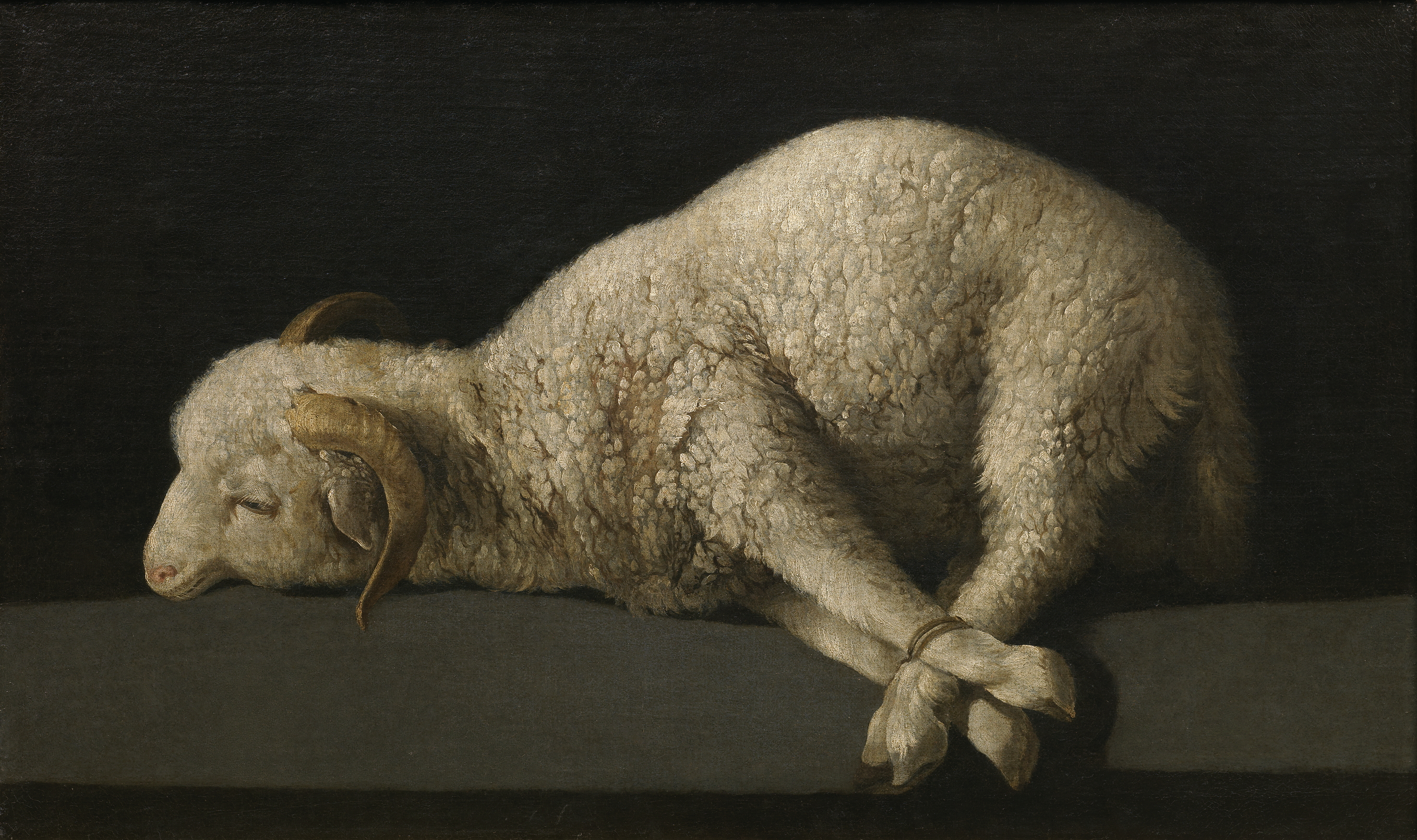
برهٔ خدا، نام اثری است از فرانسیسکو دی زورباران، نقاش اسپانیایی در سبک هنر دینی. این اثر که برهٔ دست‌وپا بسته‌ای را نشان می‌دهد، تشبیهی از مسیح چارمیخ‌شده به صلیب است. این اثر بین سال‌های ۱۶۳۵ تا ۱۶۴۰ میلادی، خلق شد و اکنون در موزه دل پرادو نگهداری می‌شود. به بره خدا چند مرتبه در این اثر موسیقی باخ اشاره شده است. (مربوط به کرال سوپرانوی ۱: ای برهٔ پروردگار، معصوم)

در طرح زیر تورفتگی‌ها نشانگر نوعِ موومان‌هاست:
|← موومان‌های کُرال اصلی
|← متون کتاب مقدس (از جمله بخش‌های وُکس کریستی و توربا) – بشارت‌دهنده هر یک از این بخش‌های انجیلی را می‌خواند
|← هارمونیزاسیون کُرال
|← (متون غیر انجیلی) گفت‌آوازها و آریاها (با یا بدون هم‌خوانی با گروه هم‌سرایان)

#### قسمت اول

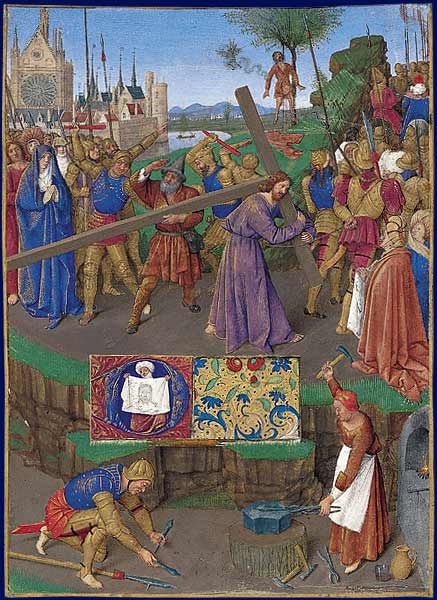
مسیح در حال حمل صلیب خود با کمک شمعون قیروانی و تهدید سربازان در صفوفی که از شهر خارج و به تپه جُلجُتا می‌روند. پشت مسیح، مریم ایستاده است. در پس زمینه، یهودا در حال خودکشی نشان داده شده که خود را از درخت آویخته است. نمایی از کلیسای سن-شپل در دوردست دیده می‌شود. در جلوی تصویر دو چهره، از جمله یک زن، نشان داده شده‌اند که ابزارهایی را می‌سازند که برای شکنجهٔ عیسی به کار خواهد رفت. در بالای آنها یک طومار دیده می‌شود که درون آن ورونیکای قدیس نشان داده شده است که چهره عیسی مسیح را در دست دارد. متن سمت راست پنهان شده است. (مربوط به شماره ۵۵ تا ۵۸) نقاشی از ژان فوکه، حوالی سال ۱۴۵۲ تا ۱۴۶۰

۱. بشتابید ای دختران، یاری کنید تا ناله و مویه کنم – ای برهٔ پروردگار، معصوم (گروه کر ۱ و ۲ – کانتوس فیرموس توسط همخوانان سوپرانوی ریپینو)
۲. متی ۲۶:۱–۲، به‌همراه وُکس کریستی
۳. ای عزیزترین مسیح، خطایت چه بود؟
۴. متی ۳:۲۶–۱۳، به همراه وُکس کریستی و توربا در نه، حقیقتاً، نه در جشن و سرور (گروه کر ۱ و ۲) و در این کار ابلهانه چه فایده‌ای دارد؟ (گروه کر ۱)
۵–۶. گفت‌آواز تو ای منجی نازنین و آریا توبه و پشیمانی (آلتو)
۷. متی ۱۴:۲۶–۱۶، به همراه یهودا (باس)
۸. آریای خون ببار ای قلب عاشق! (سوپرانو)
۹. متی ۱۷:۲۶–۲۲، به همراه وُکس کریستی و توربا در کجا را می‌خواهید برای خوردن برهٔ پسح آماده کنیم؟ (گروه کر ۱) و در سرورم، من [آن شخص] هستم؟ (گروه کر ۱)
۱۰. ای جهانیان، زندگی‌تان را در اینجا بنگرید سرودهٔ پائول گرهارت، استنزا ۵: منم، منم که باید کفاره دهم
۱۱. متی ۲۳:۲۶–۲۹، به همراه یهودا (باس)
۱۲–۱۳. گفت‌آواز گرچه قلبم در [سیل] اشکهایم غوطه‌ور است و آریای قلبم را به تو خواهم داد (سوپرانو)
۱۴. متی ۳۰:۲۶–۳۲، به‌همراه وُکس کریستی
۱۵. ای سرِ زخم‌برداشتهٔ آغشته در خون سرودهٔ پائول گرهارت، استنزا ۵: مرا تصدیق کن، ای نگهدار من
۱۶. متی ۳۳:۲۶–۳۵، به همراه وُکس کریستی و پطرس (باس)
۱۷. ای سرِ زخم‌برداشتهٔ آغشته در خون سرودهٔ پائول گرهارت، استنزا ۶: اینجا با تو خواهم ماند [نسخهٔ ۱۷۲۷/۱۷۲۹ بدون موسیقی و متن برای احساس خوشبختی من است]
۱۸. متی ۳۶:۲۶–۳۸، به همراه وُکس کریستی
۱۹–۲۰. گفت‌آواز ای درد! اینجا قلب رنجوری می‌تپد – عزیزترین عیسی سرودهٔ یوهان هرمان، استنزا ۳: دلیلِ این همه بلا چیست؟ و آریای در کنار عیسایم بیدار می‌مانم – تا گناهانمان به خواب فروروند (تِنور – گروه کر ۲)
۲۱. متی ۳۹:۲۶
۲۲–۲۳. گفت‌آواز مسیحا در حضور خدای پدر به خاک افتاد و آریای با خوشحالی خود را واخواهم داشت تا با صلیب و جام روبرو شوم (باس)
۲۴. متی ۴۰:۲۶–۴۲، به همراه وُکس کریستی
۲۵. هر آنچه پروردگارم اراده کند، آن خواهد شد سرودهٔ آلبرت، دوک پروس، استنزا ۱: هر آنچه پروردگارم اراده کند، آن خواهد شد
۲۶. متی ۴۳:۲۶–۵۰، به همراه یهودا (باس)
۲۷. آریا بدین‌سان عیسای من اکنون در بند است – رهایش کنید، بس است، مقیدش نکنید! (سوپرانو، آلتو – گروه کر ۲) و آیا رعدوبرق و صاعقه در میان ابرها خاموش شده‌اند؟ (گروه کر ۱ و ۲)
۲۸. متی ۵۱:۲۶–۵۶، به همراه وُکس کریستی
۲۹. ای انسان، بر گناهان بزرگت زاری کن (کرال فانتازیا، سرودهٔ زیبالد هایدن) [نسخهٔ ۱۷۲۷/۱۷۲۹: عیسی را رها نخواهم کرد؛ نسخه‌های ۱۷۴۲ و ۱۷۴۳–۱۷۴۶: گروه کر «سوپرانو ریپینو» به سوپرانوها اضافه شد.]

کُرال شماره ۵۵ با پیش‌درآمدی دارای آکورد هفتم ناملایم. از موارد قابل توجه دیگر می‌توان به کروماتیسم در میزان اول (آلتو و باس)، آکوردهای هفتم نمایان در واژه‌های «شگفت‌انگیز» و «مجازات»، فراز و فرودهای مکرر و متناوب نت‌ها با بیس‌لاین مستقیم و ثابت اشاره کرد.

#### قسمت دوم

همخوانی توربا: بگذارید به صلیب کشیده شود!

۳۰. آریای دریغ، که اینک عیسای من رفته است! – پس محبوب تو به کجا رفته است؟ (خوانندهٔ آلتو [خوانندهٔ باس، در نسخهٔ سال ۱۷۲۷/۱۷۲۹] – گروه کر ۲)
۳۱. متی ۵۷:۲۶–۶۰ای
۳۲. خداوندا، به تو امید داشتم اثر آدام رویسنر، استنزا ۵: دنیا مرا فریبکارانه قضاوت کرده است
۳۳. متی ۶۰:۲۶بی–۶۳ای، با شاهدان (آلتو، تنور) و کاهن اعظم (باس)
۳۴–۳۵. گفت‌آواز عیسای من در برابر دروغ‌های گمراه‌کننده سکوت کرد و آریای صبر! صبر! هنگامی که زبان‌های دروغگو به من زخم می‌زنند (تنور)
۳۶. متی ۶۳:۲۶بی–۶۸، به‌همراه وُکس کریستی، کاهن اعظم (باس) و توربا در او شایستهٔ مرگ است (گروه کر ۱ و ۲) و در برایمان پیش‌گویی کن، عیسی، کیست که به تو ضربه می‌زند؟ (گروه کر ۱ و ۲)
۳۷. «ای جهانیان، زندگی‌تان را در اینجا بنگرید» اثر پائول گرهارت، استنزا ۳: چه کسی ترا چنین زده است؟
۳۸. متی ۶۹:۲۶–۷۵، با خدمتکار ۱ و ۲ (سوپرانو)، پطرس (باس) و توربا در همانا تو نیز یکی از آنان هستی، چون نحوهٔ سخن‌گفتنت ترا لو می‌دهد (گروه کر ۲)
۳۹. آریای خدایا به‌خاطر اشک‌هایم هم که شده، رحم کن! (آلتو)
۴۰. «به‌هوش باش، ای روح و روانم» اثر یوهان ریست، استنزا ۶: گرچه از تو جدا شده‌ام
۴۱. متی ۱:۲۷–۶ با یهودا (باس)، کاهن بزرگ ۱ و ۲ (باس‌ها) و توربا در این [موضوع] چه ربطی به ما دارد؟ خودت با آن کنار بیا! (گروه کر ۱ و ۲)
۴۲. آریای عیسایم را به من بازگردانید (باس)
۴۳. متی ۷:۲۷–۱۴، به‌همراه وُکس کریستی و پونتیوس پیلاطس (باس)
۴۴. مسیر [زندگی‌ات] را [به او] بسپار اثر پائول گرهارت، استنزا ۱: مسیر [زندگی‌ات] را [به او] بسپار
۴۵. متی ۱۵:۲۷–۲۲، با پونتیوس پیلاطس (باس)، همسر پونتیوس پیلاطس (سوپرانو) و توربا در باراباس (گروه کر ۱ و ۲) و در بگذارید به صلیب کشیده شود! (گروه کر ۱ و ۲)
۴۶. ای محبوب‌ترین مسیح قلب‌ها اثر یوهان هرمان، استنزا ۴: این مجازات چه عجیب است!
۴۷. متی ۲۳:۲۷ای، با پیلاطس (باس)
۴۸–۴۹. گفت‌آواز او کارهای نیکی برای همه ما انجام داده است. و آریای از روی عشق است که مسیحای من می‌خواهد بمیرد (سوپرانو)
۵۰. متی ۲۳:۲۷بی–۲۶، با پیلاطس (باس) و توربا در بگذارید به صلیب کشیده شود! (گروه کر ۱ و ۲) و در بگذار خون مسیح بر گردن ما و فرزندانمان باشد (گروه کر ۱ و ۲)
۵۱–۵۲. گفت‌آواز رحم کن پروردگارا! این است مسیحای در بند و آریای اگر اشک‌های گونه‌ام (آلتو)
۵۳. متی ۲۷:۲۷–۳۰، با توربا در درود بر تو! پادشاه یهودان! (گروه کر ۱ و ۲)
۵۴. ای سرِ زخم‌برداشتهٔ آغشته در خون اثر پائول گرهارت، استنزا ۱ و ۲: ای سرِ زخم‌برداشتهٔ آغشته در خون
۵۵. متی ۳۱:۲۷–۳۲
۵۶–۵۷. گفت‌آواز آری این کالبد و خون، به میل خود بالای صلیب رفته است و آریای بیا، ای صلیب عزیز، این چیزی است که می‌خواهم بگویم (باس)
۵۸. متی ۳۳:۲۷–۴۴، با توربا در شمایی که معبد خدا را ویران می‌کنید (گروه کر ۱ و ۲) و در او دیگران را یاری کرده است و نمی‌تواند به خودش کمکی کند. (گروه کر ۱ و ۲)
۵۹–۶۰. گفت‌آواز افسوس جُلجُـتا، جلجتای غم‌بار و آریای نگاه کن، عیسی دست‌های خود را دراز کرده تا ما را در آغوش گیرد، پیش آی – جایی که؟ (آلتو – گروه کر ۲)
۶۱. متی ۴۵:۲۷–۵۰، به‌همراه وُکس کریستی و توربا در او الیاس را می‌خواند (گروه کر ۱) و در دست نگهدارید! بگذارید ببینیم آیا الیاس برای کمک به او می‌آید یا خیر. (گروه کر ۲)
۶۲. ای سرِ زخم‌برداشتهٔ آغشته در خون اثر پائول گرهارت، استنزا ۹: آن روزی که باید رهسپار شوم
۶۳. متی ۵۱:۲۷–۵۹، با توربا در همانا تو نیز یکی از آنان هستی (گروه کر ۱ و ۲)
۶۴–۶۵. گفت‌آواز شامگاه که هوا خنک بود و آریای خود را منزه کن، قلب من (باس)
۶۶. متی ۵۹:۲۷–۶۶، با پیلاطس (باس) و توربا در فرمانفرما! ما به یاد داریم که این فریبکار گفت (گروه کر ۱ و ۲)
۶۷. گفت‌آواز اکنون سرورمان آرام گرفته است. –  شب خوش، عیسای من (باس، تنور، آلتو، سوپرانو – گروه کر ۲)
۶۸. با چشمانی گریان، می‌نشینیم (گروه کر ۱ و ۲)

## موومان‌ها
این اثر به دو بخش تقسیم می‌شود که قبل و بعد از خطبه مراسم آدینه نیک اجرا می‌شوند.

### بخش اول

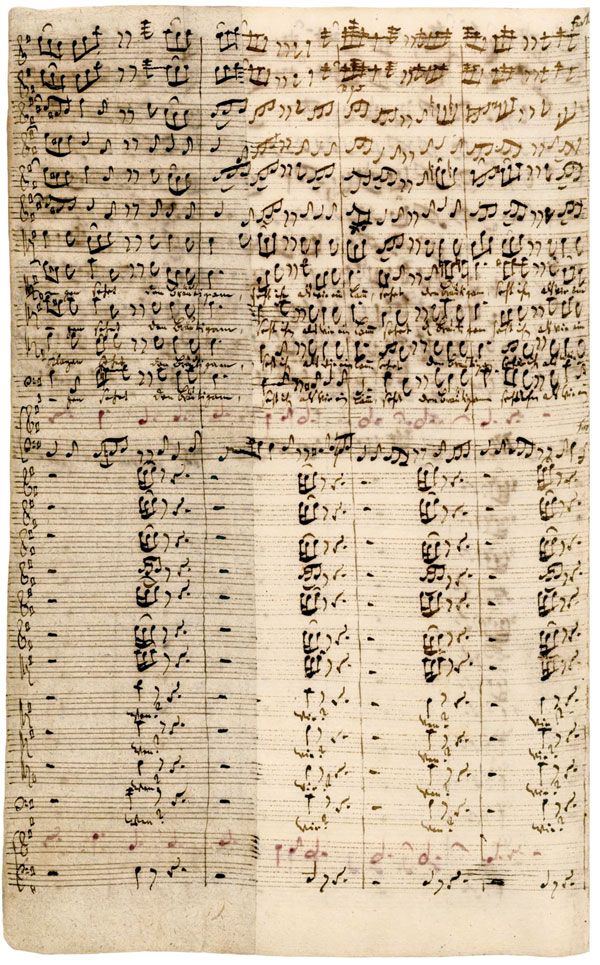
ملودیِ «بر تنهٔ صلیب سلاخی شد» که دومین بند از کرال نیکلاس دکیوس است، در این نت‌نویسی با دست‌خط باخ، بدون متن، دو مرتبه با جوهر قرمز نوشته شده است: در وسط صفحه برای نوازندگان ریپینو، و در بالای دو خط حامل برای اُرگِ شمارهٔ ۲ در پایین صفحه.

اولین صحنه‌ها در اورشلیم رخ می‌دهد: عیسی مرگ قریب‌الوقوع خود را اعلام می‌کند (شماره ۲)، از طرف دیگر، مخالفان از نیت خود برای برداشتن او از سر راه، سخن می‌گویند (شماره ۴). صحنه‌ای در شهر بیتانی (شماره ۴سی) زنی را نشان می‌دهد که سر مسیح را با روغن‌های گران‌قیمت تدهین می‌کند. در صحنه بعدی (شماره ۷) یهودا در حال مذاکره و چانه‌زنی در مورد بهای تحویل دادنِ عیسی است. در تضاد بزرگی با حال و هوای موجود، آماده‌سازی برای «غذای عید پاک» توصیف شده است (شماره ۹) و سدر پسح و شام آخر، حکایت از آن است که خیانتی بزرگ در پیش است. پس از صرف غذا، همگی با هم به کوه زیتون (شماره ۱۴) می‌روند، جایی که عیسی پیش‌بینی می‌کند که پطرس سه بار قبل از خروس‌خوان سحر، او را انکار خواهد کرد. در باغ جتسیمانی (شماره ۱۸) عیسی چندین بار از پیروانش می‌خواهد که از او حمایت کنند، اما آنها در همان حالی که عیسی با رنج و کشمکش روحی در حال نیایش است، به خواب خوش فرومی‌روند. در آنجا (شماره ۲۶) است که یهودا با بوسه‌ای به او خیانت می‌کند و عیسی دستگیر می‌شود. در حالی که خوانندگان سوپرانو و آلتو برای دستگیری عیسی زاری می‌کنند (در دوخوانی، شماره ۲۷اِی)، گروه هم‌سرایان با خشم فریاد می‌زنند «رهایش کنید، بس است، مقیدش نکنید!»
در یک نقطه اوج دراماتیک از پاسیون، گروه هم‌سرایان (شماره ۲۷بی) برآشفته و عصبانی از افرادی که عیسی را دستگیر کردند می‌خوانند: «در هم بشکنید، نابود کنید، گیرش بیندازید، در هم بشکنید / با قهری ناگهانی / خائن دروغ‌گو را، اصل و نسب جنایتکار را!» این یکی از مواردی است که روان‌شناس و زیبایی‌شناس برجستهٔ صرب-آمریکایی ولادیمیر ی. کونچنی به اهمیت تضاد تونالیته‌ها به‌عنوان ابزاری قدرتمند برای کنترل هیجان و احساسات در انجیل به روایت متی پرداخته است.
شایان توجه است که با عنایت به سنت‌های دینی قدیمی در تفسیر داستان مصائب عیسی، «یهودیان» یا «یک فرد یهودی خاص» به‌عنوان عامل رنج و مرگ مسیح معرفی نشده‌اند. «در شرح مصائب عیسی، نه شخصیت‌های اصلی خوب و نه شخصیت‌های آشکارا بد وجود دارند؛ بلکه همهٔ مردم به یک اندازه گناهکار هستند. حواریون، یهودا و پطرس همگی چهره‌های نمادین برای رفتار عمومی بشر هستند» (نقل قول از یوهان تراوگوت بارتلموس). به‌عنوان مثال، در همخوانی آغازین، از شنونده نه تنها خواسته می‌شود تا در رنج عیسی بیندیشد، بلکه از گناه خود نیز آگاه شود: «هان ای تازه‌داماد [...] گناهان ما را بنگر». در قطعهٔ شماره ۲۵، وجدان شنونده را، متوجهٔ دعوت عیسی به بیداری هوشیاری می‌نماید: «آه! افسوس! گناهان من تو را شکسته است. من، ای آقایم، عیسی، باعث رنج تو شده‌ام.» آریا شماره ۴۷ در مورد انکار و پشیمانی پطرس می‌گوید: «خدایا به‌خاطر اشک‌هایم هم که شده، رحم کن!». همچون «انجیل به روایت یوحنا»، در این اثر نیز، بازگوکردن متفکرانهٔ این وقایع تاریخی، از طریق تعمق عابدانه و توجه به کلام کتاب مقدس صورت می‌پذیرد.

#### ۱. بشتابید ای دختران، یاری کنید تا ناله و مویه کنم
در این اثر، کُرال (هم‌خوانی) آغازین بسیار «برجسته و بی‌نظیر» است که توسط گروه هم‌سرایان و با خواندنِ «بشتابید ای دختران، یاری کنید تا ناله و مویه کنم» آغاز می‌شود که از سروده‌های پیکاندر است. پس از ۱۶ میزان از پیش‌درآمدِ سازی (بی‌کلام) با کسر میزان (12
8) و ضرب‌آهنگ اوستیناتوی   باس‌ها، گروه هم‌سرایان اول می‌خوانند: «بشتابید ای دختران، یاری کنید تا ناله و مویه کنم» تا آنکه در میزان ۲۶، فریاد می‌زنند «گوش کنید!» گروه هم‌سرایان دوم پاسخ می‌دهند «به چه کسی؟» گروه کر اول می‌گوید «به تازه‌داماد» — که مقصودشان عیسی مسیح است. بانگ بعدی بار دیگر از گروه کر اول است: «او را ببینید!» و گروه کر دوم می‌پرسند: «چگونه؟» و باز گروه کر اول می‌گویند: «همچون یک بره — که باز اشاره‌ای به عیسی مسیح است.» در اینجا همان‌طور که خود پیکاندر در نسخه متنی خود اشاره می‌کند، گروه کر ۱، نماد «دختران صهیون» و گروه کر ۲ نمادی از «مؤمنان و پیروان راستین» است. کنار هم قرار گرفتنِ این دو مفهوم نمادین (دختران صهیون و مؤمنان راستین) در چندین قطعه از موومان‌ها دیده می‌شود و احتمالاً برگرفته از پاسیون بروکس اثر بارتولد هاینریش بروکس است. مفهومِ «دختران صهیون» نیز استعاره‌ای است از «اهالی اورشلیم» و برگرفته از غزل غزل‌های سلیمان است که نقش مهمی در مفاهیم «عروس مسیح» و «الهیات نکاحی» در مسیحیت ایفا می‌کند. این دو گروه کر نقش‌های متمایزی بر عهده دارند. گروه کر ۱ به شرح مصائب عیسی مسیح می‌پردازد، حال آنکه گروه کر ۲ بر حضور و ذهن شنونده تمرکز می‌کند و سوالاتی را مطرح می‌کند. همسرایی گروه کُر در پیش‌درآمد این قطعه «بسیار اثرگذار» است و کلِ پیام این اثر را از جنبهٔ الهیات و موسیقی در هم می‌آمیزد و حزن، سوگواری و اعتراف به گناه را بیان می‌کند، اما همچنین دعوتی است پُر تفضیل، برای در نظر گرفتن عشق و صبر خداوند باری‌تعالی. ضرب‌آهنگ پی‌درپی باس‌ها، استفاده از کلید می مینور و ریتم مرثیه‌ای در میزان (12
8) همگی بر جدیت و اهمیت این پیام تأکید می‌کنند. کلیدِ می مینور، کلید سنتی و قراردادی سوگواری و عزاداری است.
گفت‌وگوی تمثیلی دو گروه کر و مرثیه‌ای که پیکاندر در «بشتابید ای دختران» سروده است، توسط باخ به شیوهٔ تونبوهای فرانسوی تنظیم شده و همچون مراسم تشییع جنازهٔ انبوه مؤمنانی است که به سمت کوه صهیون و شهر مقدس اورشلیم می‌روند. این گفتگوهای آهنگین با پرسیدن سؤالات بیشتری تکرار می‌شود و سپس، از میزان سی‌ام، گروه کر اول، دوباره متن آغازین را می‌خواند در حالی که در سوپرانوهای ریپینو، دو خط نخست از کُرال نیکلاس دکیوس تحتِ عنوانِ «ای برهٔ پروردگار، معصوم» را به صورت کانتوس فیرموس می‌خوانند. خوانندگان ریپینو تمام جملات استنزای اول از سرود مذهبی نیکلاس دکیوس را به صورت کانتوس فیرموس در سراسر موومان‌ها به کار می‌برند.
گروه هم‌سرایان اول و دوم همچنان در مقدمه پیش‌درآمد با پرسش و پاسخ‌های دیگر به همخوانی خود ادامه می‌دهند و اینک می‌گویند: «تماشا کن! — چه چیزی را؟ — تحمل و بردباری را» و بعد «نگاه کن! — کجا را؟ — گناهانمان را». پس از این، گروه کُر اول و دوم همگی واپسین سطرهای متن پیکاندر را در بخش‌های جداگانه همخوانی می‌کنند. وقتی که کانتوس فیرموس تمام شد، گروه کر ۱ و ۲ به سه سطر اول متن بازمی‌گردند، از میزان ۸۲ تا پایان همخوانی در میزانِ ۹۰.

همخوانی آغازین، میزانِ ۱۷ و ۱۸، بخش آوازی گروه همسرایان ۱

#### ۲. متی ۱:۲۶–۲
۲. بشارت‌دهنده، مسیح: «وقتی عیسی سخنانش را پایان داد»
مطابق مفاد متی ۱:۲۶–۲، وقایع صحنهٔ اول، ۲ روز پیش از پسح رخ می‌دهند. پس از بیان یک مقدمه کوتاه توسط بشارت‌دهنده، نخستین سخنان عیسی به صورت گفت‌آواز همراهی‌شده با سازهای زهی که به آرامی پیش می‌رود، حاوی یک پیشگویی از سرنوشت شوم و قریب‌الوقوع اوست.

#### ۳. ای عزیزترین مسیح، خطایت چه بود؟
کُرال: نخستین استنزای یوهان هرمان «ای عزیزترین مسیح». دو سطر اول این سرود مذهبی یک پرسش بلاغی است: «ای عزیزترین عیسی من، کدام جنایات را مرتکب شدی که چنین حکم سنگینی برایت صادر شد؟»

#### ۴. متی ۳:۲۶–۱۳
۴ای. بشارت‌دهنده: سپس رؤسای کاتبان و کاهنان اعظم گرد آمدند.
۴بی. گروه هم‌سرایان ۱ و ۲: نه، حقیقتاً، نه در جشن و سرور
۴سی. بشارت‌دهنده: اینک هنگامی که عیسی در بیت عبره بود
۴دی. گروه هم‌سرایان ۱: این کار ابلهانه چه فایده‌ای دارد؟
۴ئی. بشارت‌دهنده و عیسی مسیح: وقتی عیسی این گفتگو را دید، با آنها چنین گفت

#### ۶–۵. آه ای منجی عزیز –توبه و پشیمانی
گفت‌آواز و آریا برای خوانندگان آلتو

#### ۷. متی ۱۴:۲۶–۱۶
۷. بشارت‌دهنده، یهودا: سپس یکی از دوازده حواری که یهودا اسخریوطی نام داشت

#### ۸. خون ببار ای قلب عاشق!

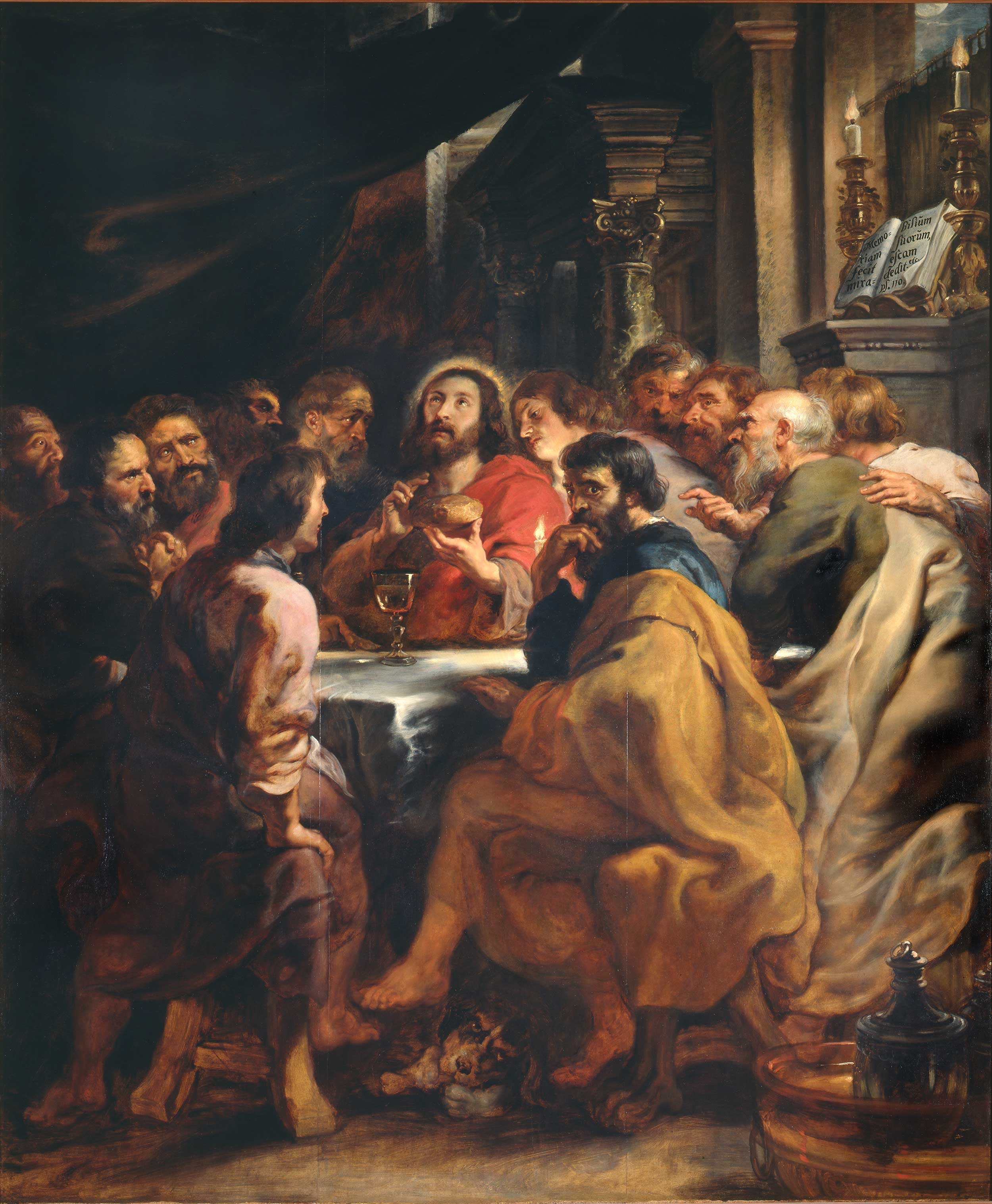
شام آخر روبنس (مربوط به قسمت اول، صحنهٔ ۵)

آریا (سوپرانو)

#### ۹. متی ۱۷:۲۶–۲۲
۹ای. بشارت‌دهنده: اما در روز اول فطیر
۹بی. گروه هم‌سرایان ۱: کجا را می‌خواهید برای خوردن برهٔ پسح آماده کنیم؟
۹سی. بشارت‌دهنده و عیسی مسیح: نزد فلان شخص در شهر بروید و به او بگوئید
۹دی. بشارت‌دهنده: و بسیار اندوهناک بودند
۹ئی. گروه هم‌سرایان ۱: سرورم، من [آن شخص] هستم؟
این روایت‌های شعرگونه، بازگوکننده سفارش‌های عیسی برای محفوظ داشتن اتاق بالا برای عید پسح و آغاز شام آخر است. پس از اعلام عیسی در قطعهٔ «۹دی» مبنی بر اینکه یکی از دوازده نفر به او خیانت خواهد کرد، از او می‌پرسند: سرورم، من [آن شخص] هستم؟ کلمه سرور/آقا، ۱۱ بار در اینجا تکرار می‌شود — یک‌بار برای هر یک از حواریون — به جز یهودا اسخریوطی.

#### ۱۰. منم، منم که باید کفاره دهم
همخوانی

#### ۱۱. متی ۲۳:۲۶–۲۹
۱۱. بشارت‌دهنده، عیسی مسیح و یهودا: پاسخ داد و سخن گفت

#### ۱۲–۱۳. گرچه قلبم در سیل اشکهایم غوطه‌ور است – قلبم را به تو خواهم داد
گفت‌آواز و آریا برای خوانندگان سوپرانو

#### ۱۴. متی ۳۰:۲۶–۳۲
۱۴. بشارت‌دهنده، عیسی مسیح: و هنگامی که دعای طلب آمرزش را خواندند

#### ۱۵. مرا تصدیق کن، ای نگهدار من
همخوانی

#### ۱۶. متی ۳۳:۲۶–۳۵

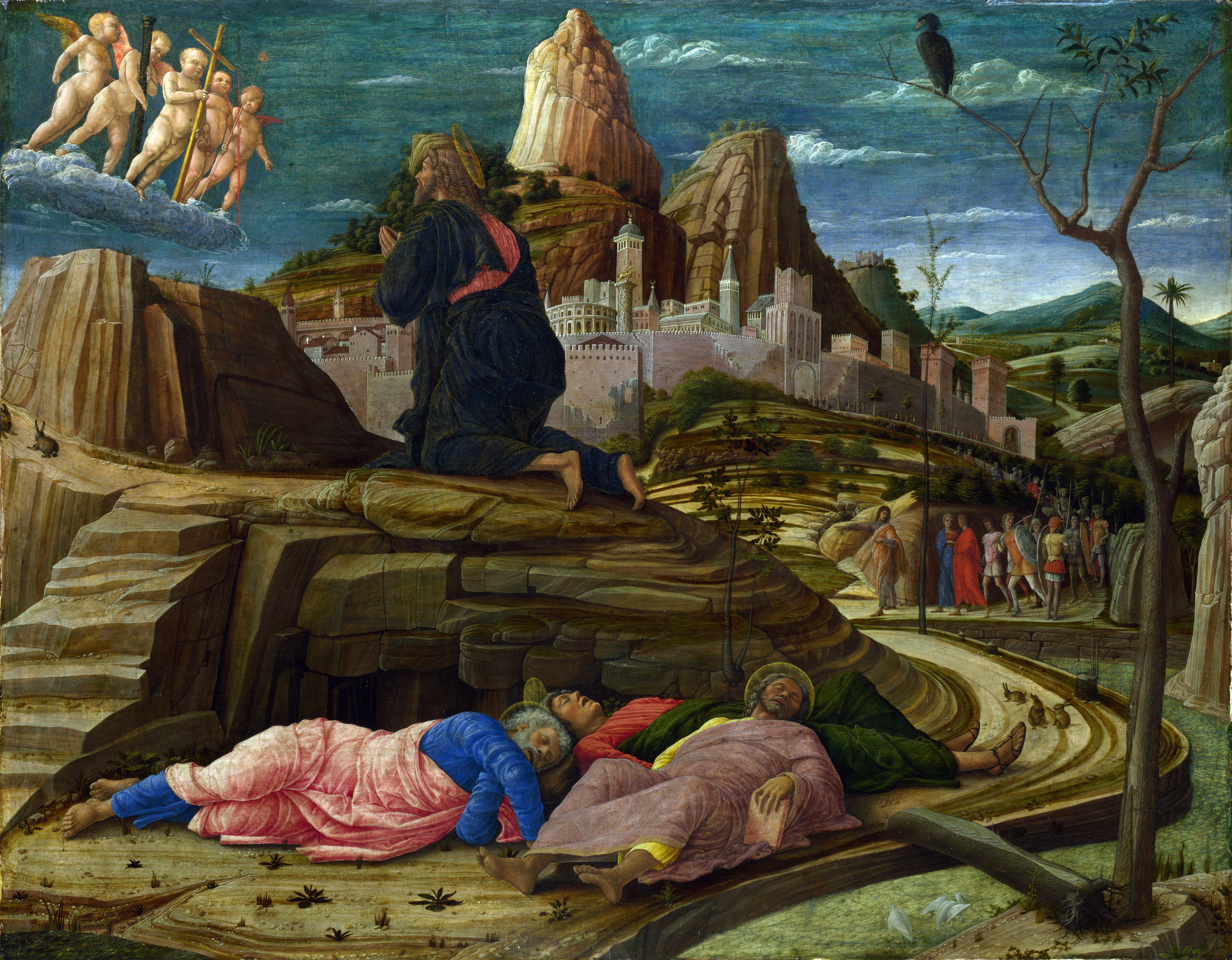
تابلوی «رنج و عذاب در باغ» از آندرئا مانتنیا که عیسی را در حال دعا در جتسیمانی نشان می‌دهد در حالی که حواریون در خوابند و یهودا رهبری اوباش را به عهده گرفته و به سوی عیسی می‌آیند. (مربوط به قسمت اول، صحنهٔ ۶)

۱۶. بشارت‌دهنده، پطرس، یهودا: اما پطرس پاسخ داد و به او گفت

#### ۱۷. اینجا با تو خواهم ماند
کرال
در نسخهٔ ۱۷۲۷/۱۷۲۹ بدون موسیقی و متن، برای احساس خوشبختی من است

#### ۱۸. متی ۳۶:۲۶–۳۸
۱۸. بشارت‌دهنده، عیسی: سپس عیسی با آنها به باغی آمد که جتسیمانی نام داشت

#### ۲۰–۱۹. ای درد! اینجا قلب رنجوری می‌تپد – تا گناهانمان به خواب فروروند
گفت‌آواز (با گروه هم‌سرایان ۲: دلیلِ این همه بلا چیست؟) و آریا (با گروه هم‌سرایان ۲: در کنار عیسایم بیدار می‌مانم) برای خوانندهٔ تِـنور

#### ۲۱. متی ۳۹:۲۶
۲۱. بشارت‌دهنده: و اندکی پیش رفت و به خاک افتاد و با خدای خود نیایش کرد

#### ۲۳–۲۲. مسیحا در حضورخدای پدربه خاک افتاد – با خوشحالی خود را واخواهم داشت تا با صلیب وجامروبرو شوم
گفت‌آواز و آریای (باس)

#### ۲۴. متی ۲۶:۴۰–۴۲
۲۴. بشارت‌دهنده، عیسی: و او بازگشت و آنها را دید که به خواب فرورفته‌اند

#### ۲۵. هر آنچه پروردگارم اراده کند، آن خواهد شد
کرال

#### ۲۶. متی ۴۲:۲۶–۵۰
۲۶. بشارت‌دهنده، عیسی، یهودا: و او بازگشت و آنها را دید که به خواب فرورفته‌اند

#### ۲۷. بدین‌سان عیسای من اکنون در بند است – آیا رعدوبرق و صاعقه در میان ابرها خاموش شده‌اند؟
آریا برای سوپرانو و تنور (با گروه هم‌سرایان ۲: رهایش کنید، بس است، مقیدش نکنید!) و گروه هم‌سرایان (۱ و ۲)

#### ۲۸. متی ۵۱:۲۶–۵۶
۲۸. بشارت‌دهنده، عیسی: و اینک یکی از کسانی که همراه عیسی بود، دست خود را دراز کرد

#### ۲۹. ای انسان، بر گناهان بزرگت زاری کن
بخش اول با یک کرال فانتازیای چهار قسمتی (با حضور هر دو گروه هم‌سرایان) در کُرال ای انسان، بر گناهان بزرگت زاری کن خاتمه می‌یابد و یادآور می‌گردد که عیسی از مریم زاده شد تا «شفاعت‌کننده» شود. سوپرانوها کانتوس فیرموس می‌خوانند، خواننده‌های دیگر جنبه‌هایی از روایت را تفسیر می‌کنند. در نسخه‌های سال‌های ۱۷۴۲ و ۱۷۴۳–۱۷۴۶، یک گروه کُر سوپرانو ریپینو، به صفِ خوانندگان سوپرانو اضافه شد. این قطعه موسیقی، نمونه‌ای باشکوه از نحوهٔ آهنگسازی و تنظیم باخ است: یک پیش‌درآمد بلندِ سازی (بی‌کلام) که خودش به‌تنهایی تقریباً یک کنسرتو است و به‌دنبالش آوازها در تنظیمی بسیار پیراسته و چند آوایی از سرود پروتستانی مصائب مسیح آغاز می‌شوند.
در نسخه‌های ۱۷۲۷/۱۷۲۹، این بخش با یک اجرای چهار قسمتی از آیهٔ ششم توسط گروه کر به پایان می‌رسد.

آخرین میزان‌های موومان ۱ و آغاز موومان ۲ در پارتیتور امضاشدهٔ باخ

### بخش دوم
صحنهٔ نخست از بخش دوم، یک بازجویی در حضور کاهن اعظم قیافا (شماره ۳۷) است که در آن دو شاهد گزارش می‌دهند که عیسی دربارهٔ ویران کردن پرستش‌گاه اورشلیم و ساخت مجدد آن در سه روز صحبت کرده است. عیسی در این مورد سکوت می‌کند، اما پاسخ او به این سؤال که آیا او پسر خداست، حرمت‌شکنی به شمار رفته و مستوجب مرگ می‌گردد. بیرون دادگاه (شماره ۳۸) به پطرس سه بار گفته می‌شود که او از یاران عیسی است و او سه بار آن را انکار می‌کند - سپس خروس، بانگ سحرگاه را می‌خواند. بامداد (شماره ۴۱) عیسی نزد پونتیوس پیلاطس فرستاده می‌شود در حالی که یهودا از عذاب وجدان و پشیمانی، خود را می‌کشد. پونتیوس پیلاطس از عیسی بازجویی می‌کند (شماره ۴۳)، تحت تأثیر حرف‌های وی قرار می‌گیرد و با حمایت همسرش، مایل است که عیسی را آزاد کند، چرا که آن زمان، مرسوم بود یک زندانی را به مناسب تعطیلات آزاد کنند. اما مردم، با این انتخاب که عیسی را آزاد کنند یا یک قاتل و دزد شورشگر به نام باراباس را، یک‌صدا فریاد می‌زنند «باراباس!». آنها به مصلوب کردن عیسی رای می‌دهند، پیلاطس تسلیم می‌شود، دست‌هایش را می‌شوید و ادعا می‌کند که دیگر تقصیر بر گردن او نیست و عیسی را برای شکنجه و مصلوب شدن تحویل می‌دهد. در راه رسیدن به مکان تصلیب (شماره ۵۵) شمعون قیروانی را وادار می‌کنند تا به حمل صلیب کمک کند. در جُلجُتا (شماره ۵۸) عیسی و دو نفر دیگر توسط جمعیت به صلیب کشیده شده و مورد تمسخر قرار می‌گیرند. حتی آخرین سخنان او نیز سوءتعبیر می‌شود. جایی که او با خواندنِ مزمور ۲۲، می‌گوید «خدای من، خدای من، چرا مرا به‌حال خود رها کردی؟» و حاضران فکر می‌کنند که او الیاس را خوانده است. عیسی جان به جان‌آفرین تسلیم می‌کند. انجیل متی، پاره شدنِ پردهٔ معبد و بروز زلزله‌ای را توصیف می‌کند - که توسط باخ به موسیقی برگردانده شده است. شامگاه (شماره ۶۳سی) یوسف از پیلاطس پیکر مسیح را برای دفن طلب می‌کند. فردای آن روز (شماره ۶۶) مقامات به پیلاطس یادآوری می‌کنند که احتمال رستاخیز وجود دارد و برای جلوگیری از چنین خدعه‌ای، از او می‌خواهند مقبره عیسی را مهر و موم کرده و نگهبانانی در آنجا بگمارد.

#### ۳۰. دریغ، که اینک عیسای من رفته است!
قسمت دوم با گفتگوی بین تک‌خوان آلتو که بابت گم‌شدنِ عیسای خود ابراز تاسف می‌کند و گروه هم‌سرایان ۲، آغاز می‌شود که به او می‌گویند در جستجو برای یافتن عیسی، کمکش خواهند کرد و در اینجا نقل قولی از غزل غزل‌های سلیمان ۱:۶ می‌آورند که «دوستت کجا رفت؟». در نسخهٔ سال ۱۷۲۷/۱۷۲۹، تک‌خوان یک باس است.

#### ۳۱. متی ۵۷:۲۶–۶۰ای

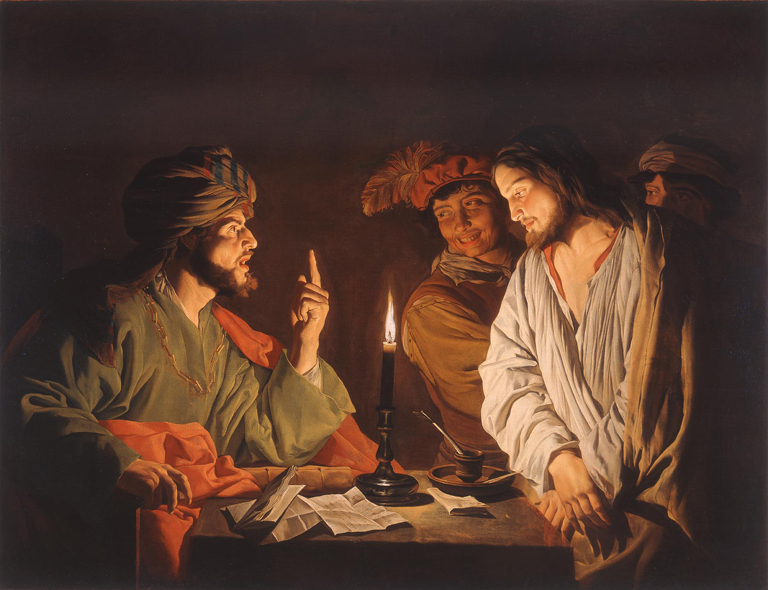
تابلویی از ماتیاس استوم که در آن، عیسی را در حضور کاهن اعظم قیافا نشان می‌دهد. (مربوط به قسمت دوم، صحنهٔ ۸)

۳۱. بشارت‌دهنده: اما پس از دستگیر کردن عیسی، او را نزد کاهن اعظم قیافا آوردند

#### ۳۲. دنیا مرا فریبکارانه قضاوت کرده است
کُرال

#### ۳۳. متی ۶۰:۲۶بی–۶۳ای
۳۳. بشارت‌دهنده، شاهدان، کاهن اعظم: و گرچه شاهدان دروغین بسیاری آمدند، کسی را برای شهادت نیافتند

#### ۳۵–۳۴. عیسای من در برابر شهادت‌های دروغین سکوت می‌کند – صبر، صبر! وقتی زبان‌های دروغ‌گو به من زخم می‌زنند
گفت‌آواز و آریا (تِنور)

#### ۳۶. متی ۶۳:۲۶بی–۶۸

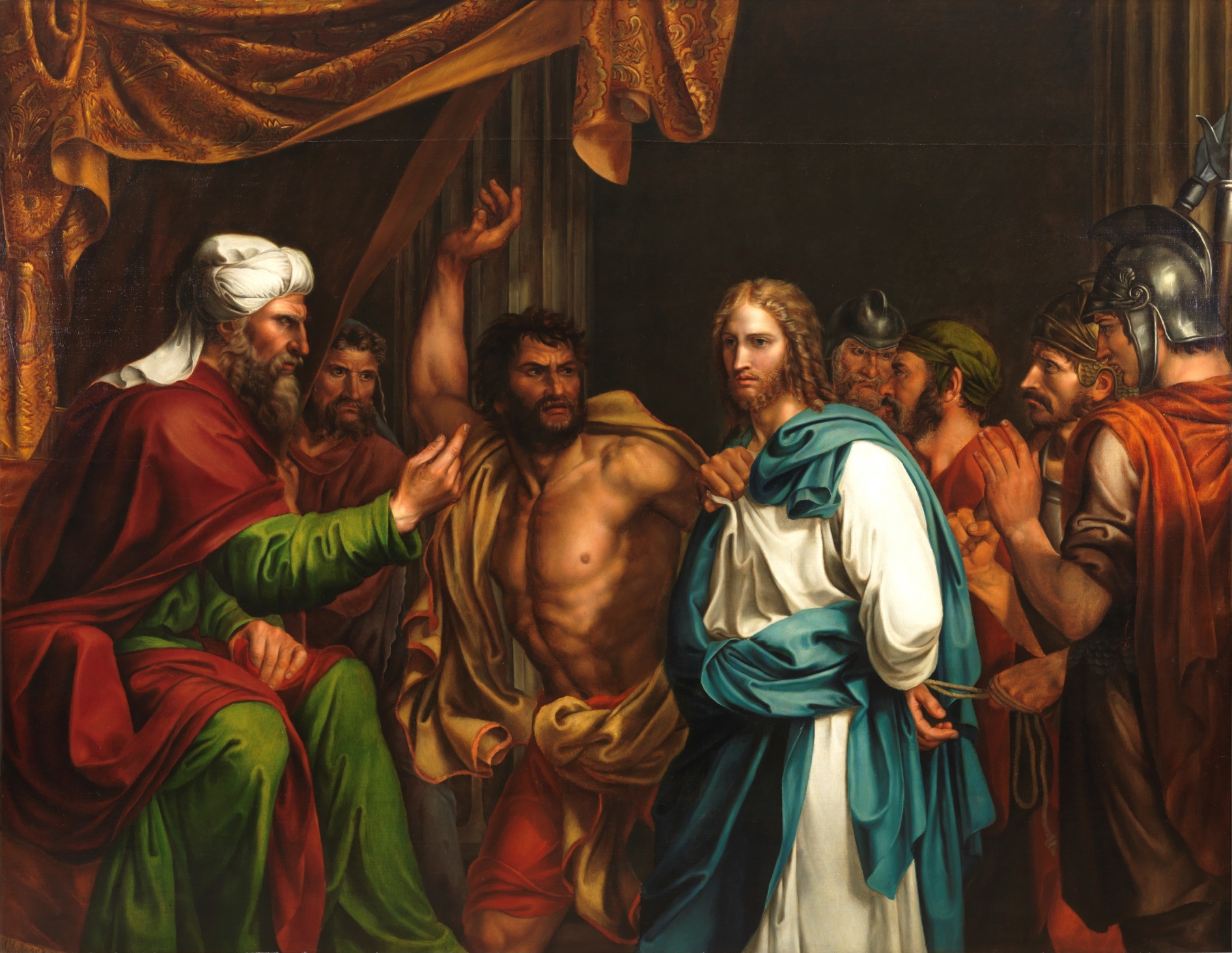
عیسی در حضور کاهن اعظم پیشین حنان مورد ضرب و شتم قرار می‌گیرد. انجیل یوحنا (۱۸:۲۲) (مربوط به گفت‌آواز ۳۶سی: آنگاه به صورتش خدو انداختند و با مشت او را زدند)

۳۶ای. بشارت‌دهنده، کاهن اعظم، عیسی: و کاهن اعظم پاسخ داد و به او گفت
۳۶بی. گروه کُر ۱ و ۲: او شایستهٔ مرگ است!
۳۶سی. بشارت‌دهنده: آنگاه به صورتش خدو انداختند و با مشت او را زدند
۳۶دی. گروه کُر ۱ و ۲: برایمان پیش‌گویی کن، عیسی، کیست که به تو ضربه می‌زند؟

#### ۳۷. چه کسی ترا چنین زده است؟
کُرال

#### ۳۸. متی ۶۹:۲۶–۷۵
۳۸ای. بشارت‌دهنده، خدمتکار ۱، پطرس، خدمتکار ۲: پطرس اما، بیرون کاخ نشست و خدمتکاری نزد او آمد
۳۸بی. گروه کر ۲: همانا تو نیز یکی از آنان هستی، چون نحوهٔ سخن‌گفتنت ترا لو می‌دهد
۳۸سی. بشارت‌دهنده، پطرس: سپس دهان به لعن و نفرین گشود و سوگند خورد

#### ۳۹. خدایا به‌خاطر اشک‌هایم هم که شده، رحم کن!
آریا (آلتو)

#### ۴۰. گرچه از تو جدا شده‌ام
کُرال

#### ۴۱. متی ۱:۲۷–۶

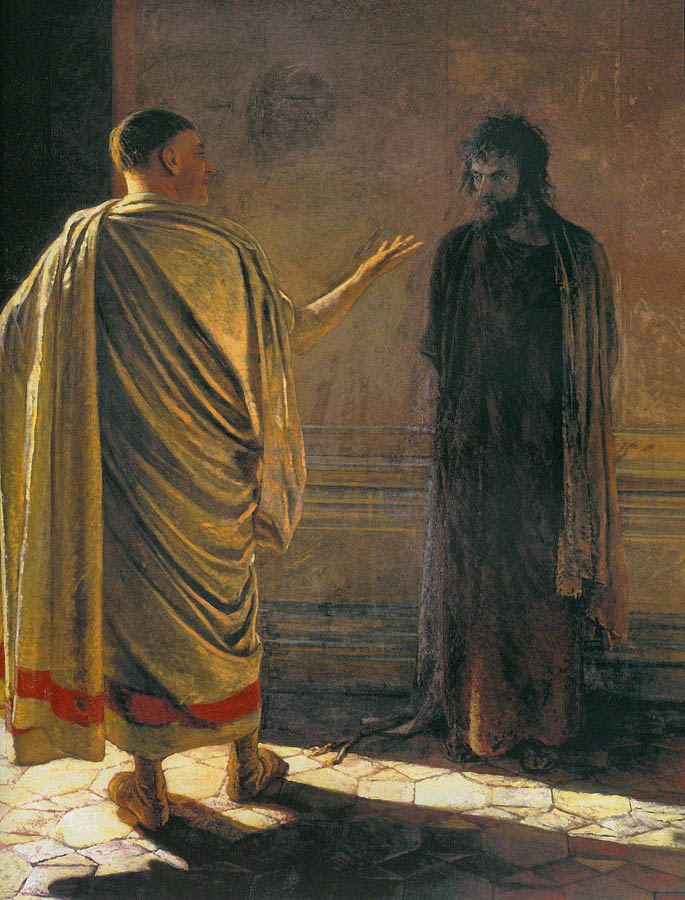
تابلویی از نیکلای گیه که در آن پیلاطس به دنبال اتهامات وارده به عیسی از او می‌پرسد: «حقیقت چیست؟» (مربوط به گفت‌آواز ۴۳: «آنگاه جلسه‌ای تشکیل دادند». پونتیوس پیلاطس پس از گفتگو با عیسی، تحت تأثیر حرف‌های وی قرار می‌گیرد تا آنجا که با حمایت همسرش، حتی مایل است که عیسی را آزاد کند).

۴۱ای. بشارت‌دهنده، یهودا: اما فردای آن روز، همه کاهنان اعظم و بزرگان قوم شورایی تشکیل دادند
۴۱بی. گروه کُر ۱ و ۲: این [موضوع] چه ربطی به ما دارد؟ خودت با آن کنار بیا!
۴۱سی. بشارت‌دهنده، کاهنان اعظم: و او سکه‌های نقره را به‌درون معبد انداخت

#### ۴۲. عیسایم را به من بازگردانید
آریا (باس)

#### ۴۳. متی ۷:۲۷–۱۴
۴۳. بشارت‌دهنده، پیلاطس، عیسی: آنگاه جلسه‌ای تشکیل دادند و یک گور همگانی خریدند

#### ۴۴. مسیر [زندگی‌ات] را [به او] بسپار
کُرال

#### ۴۵. متی ۱۵:۲۷–۲۲
۴۵ای. بشارت‌دهنده، پیلاطس، همسر پیلاطس: اما در این جشن، والی بزرگ رسم داشت که ۱ زندانی را برای مردم آزاد کند
گروه کُر ۱ و ۲: باراباس!
۴۵بی. گروه کُر ۱ و ۲: بگذارید به صلیب کشیده شود!

#### ۴۶. این مجازات، چه عجیب است!
کُرال

#### ۴۷. متی ۲۳:۲۷ای
۴۷. بشارت‌دهنده، پیلاطس: والی بزرگ گفت:

#### ۴۹–۴۸. او کارهای نیکی برای همه ما انجام داده است. – از روی عشق است که مسیحای من می‌خواهد بمیرد
گفت‌آواز و آریا (سوپرانو)
در اینجا خوانندهٔ سوپرانو در مورد تمام خوبی‌هایی که عیسی انجام داده است، آواز می‌خواند: «چگونه نابینایان، افلیجان و دیوانگان را شفا داده و به رنج‌دیدگان و گناه‌کاران خدمت کرده است». سوپرانو ادامه می‌دهد: «به غیر از این، هیچ خطایی از او سر نزده است»؛ «هیچ». الهی‌دان آلمانی «اِلکه آکسماخر» این دو بند از لیبرتو را («او کارهای نیکی برای همه ما انجام داده است» و «جز این، او هیچ خطا و گناهی نکرده است») به‌لحاظ شعری، یکی از زیباترین بخش‌های لیبرتوی پیکاندر می‌داند. گفت‌آواز در می مینور - گام شاخصِ «انجیل به روایت متی» - آغاز می‌شود و با سازآرایی و ضرب‌آهنگ آهسته و سست خود، ذهن شنونده را برای موسیقی جُلجُتا که بعداً خواهد شنید، آماده می‌نماید. خوانندهٔ سوپرانو گفت‌آوازش را با آهنگی ملایم در دو ماژور به پایان می‌رساند و سپس یکی از «پرهیجان‌ترین و متفکرانه‌ترین» آریاهای کل این اثر را در لا مینور می‌خواند؛ گامی که عیسی مسیح در آن جان به جان‌آفرین تسلیم می‌کند. پس از یک هیاهوی نهایی از نت‌های نواخته‌شده توسط سازها، یک فلوت و ۲ اُبوا دا کاچا به نواختن آهنگی ملایم در لا مینور می‌پردازند که در این هنگام، آریای «از روی عشق است که …» به پایان می‌رسد. سپس این آرامش موقت توسط خوانندهٔ تِنور (بشارت‌دهنده) شکسته می‌شود، که می‌خواند: «اما [جمعیت] بیشتر هیاهو کردند و گفتند…». ژست موسیقایی نگران‌کننده تِـنور - یک جهش اکتاوی به بالا - راه را برای بازگشت فوگِ تصلیب هموار می‌کند. فوگی که اکنون در مقایسه با آریای مشابه قبلی دربارهٔ تصلیب، دهشت‌انگیزتر شده است. فوگ تصلیب دوباره تکرار می‌شود، اما نه در گام دیاتونیک پیشین و اصلی (۴۵بی) که در لا مینور بود؛ بلکه اکنون یک گام بالاتر در سی مینور. همان‌طور که فریدریش اسمنت به‌درستی بیان می‌کند، آریای «از روی عشق است که …» هسته مرکزی و کانون کل این اثر است - «قلب» آن. به گفته اریک چیف، فریدریش اسمنت بود که نخستین بار متوجه شد ۱۰ توربا در قسمتِ دومِ این اثر، آرایش و مجموعه‌ای متقارن را تشکیل می‌دهند: در مرکز این مجموعه، آریای «از روی عشق است که …» قرار دارد که در کنار آن، دو همسرایی «بگذارید به صلیب کشیده شود!» قرار گرفته است.

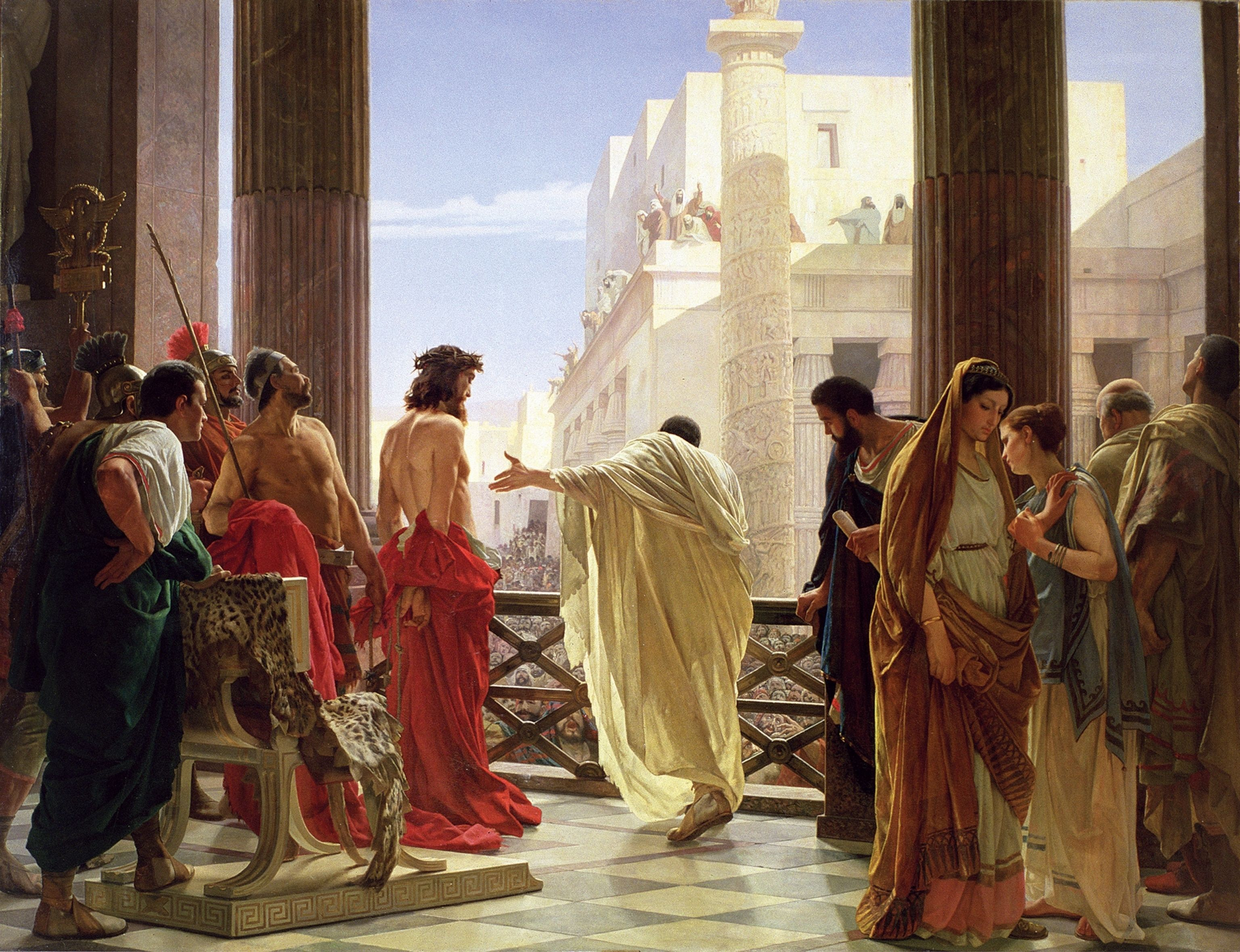
اینک انسان، اثر آنتونیو چیسری. در این تصویر پیلاطس، عیسای تازیانه‌خورده را به مردم اورشلیم نشان می‌دهد. (مربوط به گفت‌آواز ۴۷ و ۴۸: والی بزرگ - پیلاطس - رو به مردم کرده و می‌گوید: «او کارهای نیکی برای همه ما انجام داده است.»)

#### ۵۰. متی ۲۳:۲۷بی–۲۶
۵۰ای. بشارت‌دهنده: اما آنها بیشتر هیاهو کردند و گفتند
۵۰بی. گروه کُر ۱ و ۲: بگذارید به صلیب کشیده شود!
۵۰سی. بشارت‌دهنده، پیلاطس: اما وقتی پیلاطس دید که کسی گوشش به حرف‌های او بدهکار نیست
۵۰دی. گروه کُر ۱ و ۲: بگذار خون مسیح بر گردن ما و فرزندانمان باشد
۵۰ئی. بشارت‌دهنده: پس باراباس را به‌درخواست مردم آزاد کرد

#### ۵۲–۵۱. رحم کن پروردگارا! این است مسیحای در بند – اگر اشک‌های گونه‌ام
گفت‌آواز و آریا (آلتو)

#### ۵۳. متی ۲۷:۲۷–۳۰
۵۳ای. بشارت‌دهنده: آنگاه سربازان والی، عیسی را با خود بردند
۵۳بی. گروه کُر ۱ و ۲: درود بر تو ای پادشاه یهودان!
۵۳سی. بشارت‌دهنده: و بر او خدو افکندند و نی را گرفتند و با آن به سرش کوبیدند.

#### ۵۴. ای سرِ زخم‌برداشتهٔ آغشته در خون

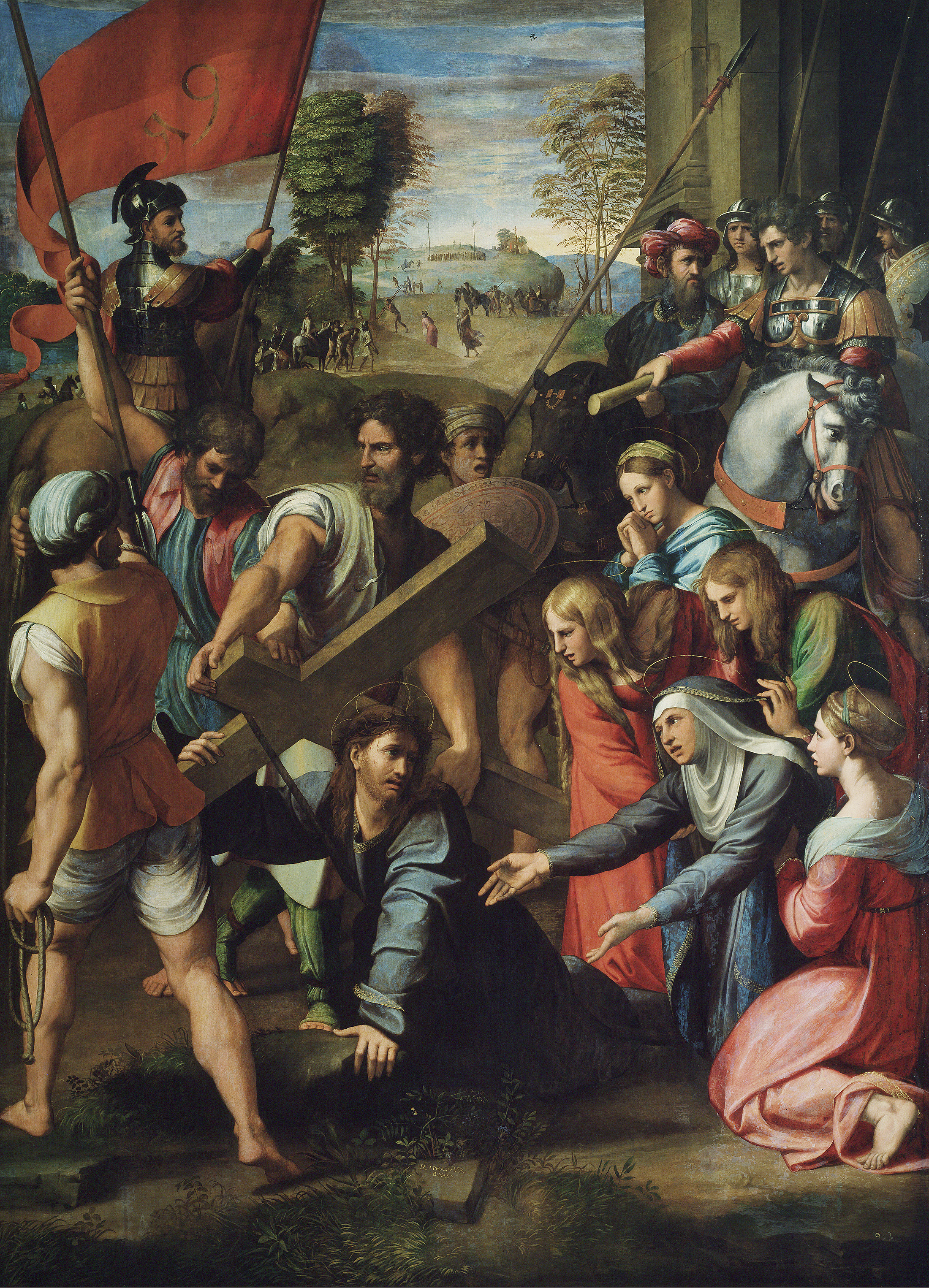
مصائب مسیح در مسیر جُلجُـتا (۱۵۱۶)، اثر رافائل که آخرین ساعات زندگی عیسی مسیح را مسیر جُلجُـتا به تصویر کشیده است. (مربوط به گفت‌آواز ۵۹: افسوس جُلجُـتا، جُلجُـتای غم‌بار)

کُرال

#### ۵۵. متی ۳۱:۲۷–۳۲
۵۵. بشارت‌دهنده: و چون تمسخر او تمام شد، خرقهٔ او از تنش درآوردند

#### ۵۶–۵۷. آری این کالبد و خون، به میل خود بالای صلیب رفته است – بیا، ای صلیب عزیز، این چیزی است که می‌خواهم بگویم
گفت‌آواز و آریا (باس)، در نسخهٔ ۱۷۲۷/۱۷۲۹ به‌جای ویولا دا گامبا، لوت به‌کار رفت.

#### ۵۸. متی ۳۳:۲۷–۴۴
۵۸ای. بشارت‌دهنده: و چون به مکانی که جُلجُـتا نام داشت رسیدند
۵۸بی. گروه کُر ۱ و ۲: تویی که معبد خدا را ویران می‌کنی
۵۸سی. بشارت‌دهنده: به همانگونه، کاهنان اعظم نیز او را مسخره کردند
۵۸دی. گروه کُر ۱ و ۲: او دیگران را یاری کرده است و نمی‌تواند به خودش کمکی کند.
۵۸ئی. بشارت‌دهنده: به‌همین ترتیب، قاتلانی که با او مصلوب شدند، او را دشنام دادند.

#### ۶۰–۵۹. افسوسجُلجُـتا، جلجتای غم‌بار – نگاه کن، عیسی دست‌های خود را دراز کرده تا ما را در آغوش گیرد، پیش آی!
گفت‌آواز و آریا برای آلتو (از گروه کر ۱)، به همراه گفتگویی با کروه کر ۲ ("کجا؟") در همان آریا

#### ۶۱. متی ۴۵:۲۷–۵۰
۶۱ای. بشارت‌دهنده، عیسی:. از ساعت ششم تاریکی [همهٔ سرزمین را] فراگرفت
۶۱بی. گروه کُر ۱: او الیاس را می‌خواند!
۶۱سی. بشارت‌دهنده: و برخی از آنان به‌سرعت دویدند، و اسفنجی برداشتند
۶۱دی. گروه کُر ۲: دست نگهدارید! بگذارید ببینیم آیا الیاس برای کمک به او می‌آید یا خیر.
۶۱ئی. بشارت‌دهنده: اما عیسی دوباره فریاد بلندی کشید و جان سپرد.

#### ۶۲. آن روزی که باید رهسپار شوم
کُرال
این غیرمعمول‌ترین بخش کروماتیک این آهنگ کُرال است (مسیر [زندگی‌ات] را [به او] بسپار / ای سرِ زخم‌برداشتهٔ آغشته در خون) که در پاسیون یافت می‌شود، و در زمانِ مرگ عیسی به اوج خود می‌رسد. این بخش همچنین نمایان‌گر مرحلهٔ پایانی از تخلیه تدریجی سرکلید در تنظیمات قسمت بعدی این آهنگ است: شماره ۱۵ دارای چهار دیِز (می ماژور)، شماره ۱۷ دارای سه بِمُل (می بمل ماژور)، شماره ۴۴ دارای دو دیِز (ر ماژور)، شماره ۵۴ دارای یک بِمُل (ر مینور) و شماره ۶۲ بدون هرگونه علامت عَرَضی (لا مینور) است.

تابلوی مشهور فرود از صلیب (۱۴۳۵) اثر نقاش فلاندری روخیر فان در ویدن که در موزه دل پرادو نگهداری می‌شود و در آن صحنه‌ای از پائین آوردن جسد مسیح از صلیب به تصویر کشیده شده است. یوسف قدیس در وسط تصویر، بدن بی‌جان عیسی را در دستانش گرفته است. (مربوط به ۶۶ای. جایی که بشارت‌دهنده می‌خواند: «و یوسف پیکرش را تحویل گرفت و در کفنی پاکیزه پیچید.»)

#### ۶۳. متی ۵۱:۲۷–۵۹
۶۳ای. بشارت‌دهنده: و بنگر که پرده‌های معبد دوپاره می‌شوند
۶۳بی. گروه کُر ۱ و ۲: به‌راستی که این پسر خدا بود.
۶۳سی. بشارت‌دهنده: و زنان زیادی آنجا بودند که از دور تماشا می‌کردند

#### ۶۵–۶۴. شامگاه که هوا خنک بود – خود را منزه کن، قلب من
گفت‌آواز و آریا (باس)

#### ۶۶. متی ۵۹:۲۶–۶۶
۶۶ای. بشارت‌دهنده: و  یوسف پیکرش را تحویل گرفت و در کفنی پاکیزه پیچید
۶۶بی. گروه کُر ۱ و ۲: فرمانفرما! ما به یاد داریم که این فریبکار گفت
۶۶سی. بشارت‌دهنده، پیلاطس: پیلاطس به آنان گفت

#### ۶۷. اکنون سرورمان آرام گرفته است
گفت‌آواز برای باس، تنور، آلتو و سوپرانو، به همراه گروه کر ۲ که می‌خوانند شب خوش، عیسای من.

#### ۶۸. با چشمانی گریان، می‌نشینیم
این اثر با اجرای گروه کر در مقیاس بزرگ به شکل دا کاپو پایان می‌یابد، گروه کر ۱ و ۲ عمدتاً به صورت هماهنگ برای قسمت اول (با چشمانی گریان، می‌نشینیم) می‌خوانند، اما در بخش میانی با هم گفتگویی آهنگین دارند، گروه کر ۲ تکرار می‌کند: (به آرامی استراحت کن، آرام بخواب!)، گروه کر اول جواب می‌دهد: «مزار و سنگ قبر تو برای وجدان‌های مشوش، بالشی آسوده و آرامگاهی برای روح خواهد بود. بسیار خرسند، در آنجا چشم‌ها به خواب فرومی‌روند.» این آخرین کلمات (پیش از بازگشایش) است که توسط خود باخ مشخص شده است: p pp ppp (نرم، بسیار نرم، به‌شدت نرم). به‌عبارت دیگر، در این قسمت پایایی، ملودی اندک‌اندک نرم‌تر و آرام‌تر می‌شود؛ چنان‌که گویی در حال فرود است و این نزول تدریجی آهنگ با حال هوای سوگواری برای مرگ مسیح مطابقت دارد و به قول چارلز سنفورد تری گویی «بدن بی‌جان منجی را در گور فرومی‌گذارد.»
مارکوس ریتی موسیقی‌شناس دانشگاه ییل معتقد است باخ این قطعهٔ پایانیِ وداع را همچون یک لالایی آرام تنظیم کرده است: یک وزن سه‌تایی آرام، خطوط موسیقیِ روان در سازها و صداها، و بافتی ساده و ترانه‌مانند در بخش آوازی. موسیقی آرام است، نه به این دلیل که شنونده می‌داند تنها دو روز دیگر به یکشنبه عید پاک باقی است، بلکه به این سبب که مرگ مسیح برای آمرزش گناهان بشر لازم بود؛ همان‌طور که در سرود پایانی نیمه اول بدان اشاره شد. همان‌گونه که نخستین موومان انجیل به روایت متی بازگو کرده بود، عیسی به دلیل عشق خالص خود به نوع بشر درگذشت. استفاده از یک لالایی دلنواز و موزون اشاره‌ای است به ادراک و برداشت لوتری از مسئلهٔ مرگ که آن را همچون «خواب» می‌داند، همان‌طور که در پایانِ انجیل به روایت یوحنا بدان تأکید شده بود: «ای استخوان‌های مقدس، در آرامش کامل بخوابید که دیگر زاری نمی‌کنم؛ در آرامش کامل بمانید و مرا نیز به نزد خود بیاورید!» (انجیل به روایت یوحنا، شماره ۳۹) یک منتقد قرن نوزدهمی، این اثر را به عنوان اثری «یأس‌آور… با غم مکرر.» می‌داند. صد البته که به عنوان روایتی از مرگ مسیح، این اثر باید پُر از اندوه باشد. با این حال، این غم و اندوه، و حتی توصیف‌های گاه کاملاً تصویری از عذاب عیسی و زخم‌های خونین او، یک هدف تربیتی را نیز دنبال می‌کنند، زیرا سبب درک شنونده از این مفهوم می‌شود که مصائب مسیح، بیانِ عشقِ الهی است. با آنکه داستان این موسیقی پیش از صبح عید پاک پایان می‌یابد، حال و هوای پایانی این پاسیون باخ آرام است و به‌هیچ‌وجه یأس‌آور نیست.

## خلاصه‌ای از ساختار اثر
| راهنمای رنگ‌ها     | راهنمای رنگ‌ها | راهنمای رنگ‌ها | راهنمای رنگ‌ها | راهنمای رنگ‌ها | راهنمای رنگ‌ها |
| ----------------- | ------------- | ------------- | ------------- | ------------- | ------------- |
| رسیتِتیو (گفت‌آواز) | توربا         | همراهی        | آریا          | کُرال          | همخوانی آزاد  |

| قسمت اول | قسمت اول | قسمت اول                                       | قسمت اول                                       | قسمت اول                  | قسمت اول                  | قسمت اول                                                                 | قسمت اول                                                 | قسمت اول                    | قسمت اول           |
| بی‌وی‌فاو  | ان‌بی‌اِی   | نحوهٔ اجرا                                      | نحوهٔ اجرا                                      | کلید                      | میزان                     | شروع متن                                                                 | سازبندی                                                  | منبع متن                    | نت‌های آغازین       |
| -------- | -------- | ---------------------------------------------- | ---------------------------------------------- | ------------------------- | ------------------------- | ------------------------------------------------------------------------ | -------------------------------------------------------- | --------------------------- | ------------------ |
| ۱        | ۱        | کر ۱ و ۲                                       | + کُرال (سوپرانو)                               | می مینور                  | (12 8)                    | بشتابید ای دختران، یاری کنید تا ناله و مویه کنم + ای برهٔ پروردگار، معصوم | ۲ فلوت، ۲ اُبوا، ۲ ویولن، ویولا، باسو کُنتینوئو            | پیکاندر، نیکلاس دکیوس، ۱۵۳۱ |                    |
| ۲        | ۲        | گفت‌آواز (بشارت‌دهنده/تِنور، عیسی/باس)            | گفت‌آواز (بشارت‌دهنده/تِنور، عیسی/باس)            | سل ماژور←سی مینور         | سل ماژور←سی مینور         | وقتی عیسی این خطابه‌اش را پایان داد                                       | باسو کُنتینوئو                                            | متی ۲۶: ۱–۲                 |                    |
| ۳        | ۳        | کُرال (سوپرانو، آلتو، تِـنور، باس)               | کُرال (سوپرانو، آلتو، تِـنور، باس)               | سی مینور                  | (4 )                      | ای عزیزترین مسیح                                                         | ۲ فلوت، ۲ اُبوا، ۲ ویولن، ویولا، باسو کُنتینوئو            | یوهان هرمان، ۱۶۳۰           |                    |
| ۴        | ۴اِی      | گفت‌آواز (بشارت‌دهنده/تِنور)                      | گفت‌آواز (بشارت‌دهنده/تِنور)                      | ر ماژور←دو ماژور          | ر ماژور←دو ماژور          | سپس رؤسای کاتبان و کاهنان اعظم گرد آمدند                                 | باسو کُنتینوئو                                            | متی ۳:۲۶–۴                  |                    |
| ۵        | ۴بی      | کُر ۱ و ۲ (سوپرانو، آلتو، تِـنور، باس)           | کُر ۱ و ۲ (سوپرانو، آلتو، تِـنور، باس)           | دو ماژور                  | (4 )                      | نه، حقیقتاً، نه در جشن و سرور                                             | ۲ فلوت، ۲ اُبوا، ۲ ویولن، ویولا، باسو کُنتینوئو            | متی ۲۶: ۵                   |                    |
| ۶        | ۴سی      | گفت‌آواز (بشارت‌دهنده/تِنور)                      | گفت‌آواز (بشارت‌دهنده/تِنور)                      | دو ماژور←لا مینور         | دو ماژور←لا مینور         | اینک هنگامی که عیسی در بیت عبره بود                                      | باسو کُنتینوئو                                            | متی ۲۶: ۱–۸اِی               | 360px عیسی war.svg |
| ۷        | ۴ دی     | کُر ۱ (سوپرانو، آلتو، تِـنور، باس)               | کُر ۱ (سوپرانو، آلتو، تِـنور، باس)               | لا مینور←ر مینور          | (4 )                      | این کار ابلهانه چه فایده‌ای دارد؟                                         | ۲ فلوت، ۲ اُبوا، ۲ ویولن، ویولا، باسو کُنتینوئو            | متی ۲۶: ۸بی–۹               |                    |
| ۸        | ۴ئی      | گفت‌آواز (بشارت‌دهنده/تِنور، عیسی/باس)            | گفت‌آواز (بشارت‌دهنده/تِنور، عیسی/باس)            | سی بمل ماژور←می مینور     | سی بمل ماژور←می مینور     | وقتی عیسی این گفتگو را دید                                               | ۲ ویولن، ویولا، باسو کُنتینوئو                            | متی ۲۶: ۱۰–۱۳               |                    |
| ۹        | ۵        | همراهی-گفت‌آواز (آلتو)                          | همراهی-گفت‌آواز (آلتو)                          | سی مینور←فا دیز مینور     | (4 )                      | آه ای منجی عزیز                                                          | ۲ فلوت، باسو کُنتینوئو                                    | پیکاندر                     |                    |
| ۱۰       | ۶        | آریا (آلتو)                                    | آریا (آلتو)                                    | فا دیز مینور              | (3 8)                     | توبه و پشیمانی                                                           | ۲ فلوت، باسو کُنتینوئو                                    | پیکاندر                     |                    |
| ۱۱       | ۷        | گفت‌آواز (بشارت‌دهنده/تِنور، یهودا/باس)           | گفت‌آواز (بشارت‌دهنده/تِنور، یهودا/باس)           | ر ماژور←سی مینور          | ر ماژور←سی مینور          | سپس یکی از دوازده حواری                                                  | باسو کُنتینوئو                                            | متی ۲۶: ۱۴–۱۶               |                    |
| ۱۲       | ۸        | آریا (سوپرانو)                                 | آریا (سوپرانو)                                 | سی مینور                  | (4 )                      | خون ببار ای قلب عاشق!                                                    | ۲ فلوت، ۲ ویولن، ویولا، باسو کُنتینوئو                    | پیکاندر                     |                    |
| ۱۳       | ۹اِی      | گفت‌آواز (بشارت‌دهنده/تِنور)                      | گفت‌آواز (بشارت‌دهنده/تِنور)                      | سل ماژور←سی مینور         | سل ماژور←سی مینور         | اما در روز اول فطیر                                                      | باسو کُنتینوئو                                            | متی ۲۶: ۱۷اِی                |                    |
| ۱۴       | ۹بی      | کُر ۱ (سوپرانو، آلتو، تِـنور، باس)               | کُر ۱ (سوپرانو، آلتو، تِـنور، باس)               | سل ماژور                  | (3 4)                     | کجا را می‌خواهید برای خوردن برهٔ پسح آماده کنیم؟                           | ۲ فلوت، ۲ اُبوا، ۲ ویولن، ویولا، باسو کُنتینوئو            | متی ۲۶: ۱۷بی                |                    |
| ۱۵       | ۹سی      | گفت‌آواز (بشارت‌دهنده/تِنور، عیسی/باس)            | گفت‌آواز (بشارت‌دهنده/تِنور، عیسی/باس)            | سل ماژور←دو ماژور         | سل ماژور←دو ماژور         | گفت: به شهر برو                                                          | ۲ ویولن، باسو کُنتینوئو                                   | متی ۲۶: ۱۸–۲۱               |                    |
|          | ۹دی      | گفت‌آواز (بشارت‌دهنده/تِنور)                      | گفت‌آواز (بشارت‌دهنده/تِنور)                      | سی بمل مینور←فا مینور     | سی بمل مینور←فا مینور     | و بسیار اندوهناک بودند                                                   | باسو کُنتینوئو                                            | متی ۲۶: ۲۲اِی                |                    |
|          | ۹ئی      | کُر ۱ (سوپرانو، آلتو، تِـنور، باس)               | کُر ۱ (سوپرانو، آلتو، تِـنور، باس)               | فا مینور←دو مینور         | (4 )                      | سرورم، من هستم؟                                                          | ۲ فلوت، ۲ اُبوا، ۲ ویولن، ویولا، باسو کُنتینوئو            | متی ۲۶: ۲۲بی                |                    |
| ۱۶       | ۱۰       | کُرال (سوپرانو، آلتو، تِـنور، باس)               | کُرال (سوپرانو، آلتو، تِـنور، باس)               | لا بمل ماژور              | (4 )                      | منم، منم که باید تاوان دهم                                               | ۲ اُبوا، ۲ ویولن، ویولا، باسو کُنتینوئو                    | پائول گرهارت، ۱۶۴۷          |                    |
| ۱۷       | ۱۱       | گفت‌آواز (بشارت‌دهنده/تِنور، عیسی/باس، یهودا/باس) | گفت‌آواز (بشارت‌دهنده/تِنور، عیسی/باس، یهودا/باس) | فا مینور←سل ماژور         | (4 ) -(6 4)               | پاسخ داد و به او گفت                                                     | ۲ ویولن، ویولا، باسو کُنتینوئو                            | متی ۲۶: ۲۳-۲۹               |                    |
| ۱۸       | ۱۲       | همراهی-گفت‌آواز (سوپرانو)                       | همراهی-گفت‌آواز (سوپرانو)                       | می مینور←دو ماژور         | (4 )                      | گرچه قلبم در سیل اشکهایم غوطه‌ور است                                      | ۲ ابوا دامور، باسو کُنتینوئو                              | پیکاندر                     |                    |
| ۱۹       | ۱۳       | آریا (سوپرانو)                                 | آریا (سوپرانو)                                 | سل ماژور                  | (6 8)                     | قلبم را به تو خواهم داد                                                  | ۲ ابوا دامور، باسو کُنتینوئو                              | پیکاندر                     |                    |
| ۲۰       | ۱۴       | گفت‌آواز (بشارت‌دهنده/تِنور، عیسی/باس)            | گفت‌آواز (بشارت‌دهنده/تِنور، عیسی/باس)            | سی مینور←می ماژور         | سی مینور←می ماژور         | و هنگامی که دعای طلب آمرزش را خواندند                                    | ۲ ویولن، ویولا، باسو کُنتینوئو                            | متی ۲۶: ۳۰-۳۲               |                    |
| ۲۱       | ۱۵       | کُرال (سوپرانو، آلتو، تِـنور، باس)               | کُرال (سوپرانو، آلتو، تِـنور، باس)               | می ماژور                  | (4 )                      | مرا تصدیق کن، ای نگهدار من                                               | ۲ فلوت، ۲ اُبوا، ۲ ویولن، ویولا، باسو کُنتینوئو            | پائول گرهارت، ۱۶۵۶          |                    |
| ۲۲       | ۱۶       | گفت‌آواز (بشارت‌دهنده/تِنور، پطرس/باس، عیسی/باس)  | گفت‌آواز (بشارت‌دهنده/تِنور، پطرس/باس، عیسی/باس)  | لا ماژور←سل مینور         | لا ماژور←سل مینور         | اما پطرس پاسخ داد                                                        | ۲ ویولن، ویولا، باسو کُنتینوئو                            | متی ۲۶: ۳۳-۳۵               |                    |
| ۲۳       | ۱۷       | کُرال (سوپرانو، آلتو، تِـنور، باس)               | کُرال (سوپرانو، آلتو، تِـنور، باس)               | می بمل ماژور              | (4 )                      | اینجا با تو خواهم ماند                                                   | ۲ اُبوا، ۲ ویولن، ویولا، باسو کُنتینوئو                    | پائول گرهارت، ۱۶۵۶          |                    |
| ۲۴       | ۱۸       | گفت‌آواز (بشارت‌دهنده/تِنور، عیسی/باس)            | گفت‌آواز (بشارت‌دهنده/تِنور، عیسی/باس)            | فا ماژور←لا بمل ماژور     | فا ماژور←لا بمل ماژور     | سپس عیسی با آنها به باغی آمد                                             | ۲ ویولن، ویولا، باسو کُنتینوئو                            | متی ۲۶: ۳۶-۳۸               |                    |
| ۲۵       | ۱۹       | همراهی-گفت‌آواز (تِنور)                          | + کُرال (سوپرانو، آلتو، تِـنور، باس)             | فا مینور←سل ماژور         | (4 )                      | اینجا قلب رنجوری می‌تپد                                                   | ۲ ریکوردر، ۲ اُبوا دا کاچا، ۲ ویولن، ویولا، باسو کُنتینوئو | یوهان هرمان، ۱۶۳۰           |                    |
| ۲۶       | ۲۰       | آریا (تِنور)                                    | + کُر ۲                                         | دو مینور                  | (4 )                      | در کنار عیسایم بیدار می‌مانم                                              | ۲ فلوت، اُبوا، ۲ ویولن، ویولا، باسو کُنتینوئو              | پیکاندر                     |                    |
| ۲۷       | ۲۱       | گفت‌آواز (بشارت‌دهنده/تِنور، عیسی/باس)            | گفت‌آواز (بشارت‌دهنده/تِنور، عیسی/باس)            | سی ماژور←سل مینور         | سی ماژور←سل مینور         | و اندکی پیش رفت                                                          | ۲ ویولن، ویولا، باسو کُنتینوئو                            | متی ۲۶: ۳۹                  |                    |
| ۲۸       | ۲۲       | همراهی-گفت‌آواز (باس)                           | همراهی-گفت‌آواز (باس)                           | ر مینور←سی بمل ماژور      | (4 )                      | مسیحا در حضور خدای پدر به خاک افتاد                                      | ۲ ویولن، ویولا، باسو کُنتینوئو                            | پیکاندر                     |                    |
| ۲۹       | ۲۳       | آریا (باس)                                     | آریا (باس)                                     | سل مینور                  | (3 8)                     | با خوشحالی خود را واخواهم داشت                                           | ۲ ویولن، باسو کُنتینوئو                                   | پیکاندر                     |                    |
| ۳۰       | ۲۴       | گفت‌آواز (بشارت‌دهنده/تِنور، عیسی/باس)            | گفت‌آواز (بشارت‌دهنده/تِنور، عیسی/باس)            | فا ماژور←سی مینور         | فا ماژور←سی مینور         | و او نزد شاگردانش بازگشت                                                 | ۲ ویولن، ویولا، باسو کُنتینوئو                            | متی ۲۶: ۴۰-۴۲               |                    |
| ۳۱       | ۲۵       | کُرال (سوپرانو، آلتو، تِـنور، باس)               | کُرال (سوپرانو، آلتو، تِـنور، باس)               | سی مینور                  | (4 )                      | هر آنچه پروردگارم اراده کند، آن خواهد شد                                 | ۲ فلوت، ۲ اُبوا، ۲ ویولن، ویولا، باسو کُنتینوئو            | آلبرت، دوک پروس، حوالی ۱۵۵۴ |                    |
| ۳۲       | ۲۶       | گفت‌آواز (بشارت‌دهنده/تِنور، عیسی/باس، یهودا/باس) | گفت‌آواز (بشارت‌دهنده/تِنور، عیسی/باس، یهودا/باس) | ر ماژور←سل ماژور          | ر ماژور←سل ماژور          | و او بازگشت و آنها را دید که به خواب فرورفته‌اند                          | ۲ ویولن، ویولا، باسو کُنتینوئو                            | متی ۲۶: ۴۳-۵۰               |                    |
| ۳۳       | ۲۷اِی     | آریا (سوپرانو، آلتو)                           | + کُر ۲ (سوپرانو، آلتو، تِـنور، باس)             | می مینور                  | (4 )                      | بدین‌سان عیسای من اکنون در بند است                                        | ۲ فلوت، ۲ اُبوا، ۲ ویولن، ویولا، باسو کُنتینوئو            | پیکاندر                     |                    |
|          | ۲۷بی     | کُر ۱ و ۲ (سوپرانو، آلتو، تِـنور، باس)           | کُر ۱ و ۲ (سوپرانو، آلتو، تِـنور، باس)           | می مینور                  | (3 8)                     | آیا رعدوبرق و صاعقه در میان ابرها خاموش شده‌اند؟                          | ۲ فلوت، ۲ اُبوا، ۲ ویولن، ویولا، باسو کُنتینوئو            | پیکاندر                     |                    |
| ۳۴       | ۲۸       | گفت‌آواز (بشارت‌دهنده/تِنور، عیسی/باس)            | گفت‌آواز (بشارت‌دهنده/تِنور، عیسی/باس)            | فا دیز ماژور←دو دیز مینور | فا دیز ماژور←دو دیز مینور | و اینک یکی از کسانی که                                                   | ۲ ویولن، ویولا، باسو کُنتینوئو                            | متی ۲۶: ۵۱-۵۶               |                    |
| ۳۵       | ۲۹       | کُرال (سوپرانو، آلتو، تِـنور، باس)               | کُرال (سوپرانو، آلتو، تِـنور، باس)               | می ماژور                  | (4 )                      | ای انسان، بر گناهان بزرگت زاری کن                                        | ۲ فلوت، ۲ ابوا دامور، ۲ ویولن، ویولا، باسو کُنتینوئو      | زیبالد هایدن، حوالی ۱۵۳۰    |                    |

| قسمت دوم | قسمت دوم | قسمت دوم                                                     | قسمت دوم                                                     | قسمت دوم                  | قسمت دوم                  | قسمت دوم                                             | قسمت دوم                                                | قسمت دوم           | قسمت دوم     |
| بی‌وی‌فاو  | ان‌بی‌اِی   | نحوهٔ اجرا                                                    | نحوهٔ اجرا                                                    | کلید                      | میزان                     | شروع متن                                             | سازبندی                                                 | منبع متن           | نت‌های آغازین |
| -------- | -------- | ------------------------------------------------------------ | ------------------------------------------------------------ | ------------------------- | ------------------------- | ---------------------------------------------------- | ------------------------------------------------------- | ------------------ | ------------ |
| ۳۶       | ۳۰       | آریا (آلتو)                                                  | + کُر ۲ (سوپرانو، آلتو، تِـنور، باس)                           | سی مینور                  | (3 8)                     | دریغ، که اینک عیسای من رفته‌است!                      | فلوت، ابوا دامور، ۲ ویولن، ویولا، باسو کُنتینوئو         | پیکاندر            |              |
| ۳۷       | ۳۱       | گفت‌آواز (بشارت‌دهنده/تِنور)                                    | گفت‌آواز (بشارت‌دهنده/تِنور)                                    | سی ماژور←ر مینور          | سی ماژور←ر مینور          | اما کسانی که عیسی را گرفته بودند                     | باسو کُنتینوئو                                           | متی ۲۶: ۵۷-۶۰اِی    |              |
| ۳۸       | ۳۲       | کُرال (سوپرانو، آلتو، تِـنور، باس)                             | کُرال (سوپرانو، آلتو، تِـنور، باس)                             | سی بمل ماژور              | (4 )                      | دنیا مرا فریبکارانه قضاوت کرده‌است                    | ۲ فلوت، ۲ اُبوا، ۲ ویولن، ویولا، باسو کُنتینوئو           | آدام رویسنر، ۱۵۳۳  |              |
| ۳۹       | ۳۳       | گفت‌آواز (بشارت‌دهنده/تِنور، ۲ شاهد/آلتو و تِنور، کاهن اعظم/باس) | گفت‌آواز (بشارت‌دهنده/تِنور، ۲ شاهد/آلتو و تِنور، کاهن اعظم/باس) | سل مینور                  | سل مینور                  | و گرچه شاهدان دروغین بسیاری آمدند                    | باسو کُنتینوئو                                           | متی ۲۶: ۶۰بی-۶۳اِی  |              |
| ۴۰       | ۳۴       | همراهی-گفت‌آواز (تِنور)                                        | همراهی-گفت‌آواز (تِنور)                                        | لا ماژور←لا مینور         | (4 )                      | عیسای من سکوت می‌کند                                  | ۲ اُبوا، ویولا دا گامبا، باسو کُنتینوئو                   | پیکاندر            |              |
| ۴۱       | ۳۵       | آریا (تِنور)                                                  | آریا (تِنور)                                                  | لا مینور                  | (4 )                      | صبر! وقتی زبان‌های دروغ‌گو به من زخم می‌زنند            | باسو کُنتینوئو (با ویولا دا گامبا به‌جای ویولن)           | پیکاندر            |              |
| ۴۲       | ۳۶اِی     | گفت‌آواز (بشارت‌دهنده/تِنور، کاهن اعظم/باس، عیسی/باس)           | گفت‌آواز (بشارت‌دهنده/تِنور، کاهن اعظم/باس، عیسی/باس)           | می مینور                  | می مینور                  | و کاهن اعظم پاسخ داد                                 | ۲ ویولن، ویولا، باسو کُنتینوئو                           | متی ۲۶: ۶بی۳-۶۶اِی  |              |
|          | ۳۶بی     | کُر ۱ و ۲ (سوپرانو، آلتو، تِـنور، باس)                         | کُر ۱ و ۲ (سوپرانو، آلتو، تِـنور، باس)                         | سل ماژور                  | سل ماژور                  | او شایستهٔ مرگ است!                                   | ۲ فلوت، ۲ اُبوا، ۲ ویولن، ویولا، باسو کُنتینوئو           | متی ۲۶: ۶۶بی       |              |
| ۴۳       | ۳۶سی     | گفت‌آواز (بشارت‌دهنده/تِنور)                                    | گفت‌آواز (بشارت‌دهنده/تِنور)                                    | دو ماژور←ر مینور          | دو ماژور←ر مینور          | آنگاه به صورتش خدو انداختند                          | باسو کُنتینوئو                                           | متی ۲۶: ۶۷         |              |
|          | ۳۶دی     | کُر ۱ و ۲ (سوپرانو، آلتو، تِـنور، باس)                         | کُر ۱ و ۲ (سوپرانو، آلتو، تِـنور، باس)                         | ر مینور←فا ماژور          | ر مینور←فا ماژور          | برایمان پیش‌گویی کن                                   | ۲ فلوت، ۲ اُبوا، ۲ ویولن، ویولا، باسو کُنتینوئو           | متی ۲۶: ۶۸         |              |
| ۴۴       | ۳۷       | کُرال (سوپرانو، آلتو، تِـنور، باس)                             | کُرال (سوپرانو، آلتو، تِـنور، باس)                             | فا ماژور                  | (4 )                      | چه کسی ترا چنین زده‌است؟                              | ۲ فلوت، ۲ اُبوا، ۲ ویولن، ویولا، باسو کُنتینوئو           | پائول گرهارت، ۱۶۴۷ |              |
| ۴۵       | ۳۸اِی     | گفت‌آواز (بشارت‌دهنده/تِنور، پطرس/باس، ۲ خدمتکاران/سوپرانو)     | گفت‌آواز (بشارت‌دهنده/تِنور، پطرس/باس، ۲ خدمتکاران/سوپرانو)     | لا ماژور←ر ماژور          | لا ماژور←ر ماژور          | پطرس اما، بیرون کاخ نشست                             | باسو کُنتینوئو                                           | متی ۲۶: ۶۹-۷۳اِی    |              |
|          | ۳۸بی     | کر ۲ (سوپرانو، آلتو، تِـنور، باس)                             | کر ۲ (سوپرانو، آلتو، تِـنور، باس)                             | ر ماژور←لا ماژور          | ر ماژور←لا ماژور          | همانا تو نیز یکی از آنان هستی                        | ۲ فلوت، اُبوا، ابوا دامور، ۲ ویولن، ویولا، باسو کُنتینوئو | متی ۲۶: ۷۳بی       |              |
| ۴۶       | ۳۸سی     | گفت‌آواز (بشارت‌دهنده/تِنور، پطرس/باس)                          | گفت‌آواز (بشارت‌دهنده/تِنور، پطرس/باس)                          | دو دیز ماژور←فا دیز مینور | دو دیز ماژور←فا دیز مینور | سپس دهان به لعن و نفرین گشود                         | باسو کُنتینوئو                                           | متی ۲۶: ۷۴-۷۵      |              |
| ۴۷       | ۳۹       | آریا (آلتو)                                                  | آریا (آلتو)                                                  | سی مینور                  | (12 8)                    | رحم کن!                                              | تک‌نواز ویولن ۱، ۲ ویولن، ویولا، باسو کُنتینوئو           | پیکاندر            |              |
| ۴۸       | ۴۰       | کُرال (سوپرانو، آلتو، تِـنور، باس)                             | کُرال (سوپرانو، آلتو، تِـنور، باس)                             | فا دیز مینور←لا ماژور     | (4 )                      | گرچه از تو جدا شده‌ام                                 | ۲ فلوت، ۲ اُبوا، ۲ ویولن، ویولا، باسو کُنتینوئو           | یوهان ریست، ۱۶۴۲   |              |
| ۴۹       | ۴۱اِی     | گفت‌آواز (بشارت‌دهنده/تِنور، یهودا/باس)                         | گفت‌آواز (بشارت‌دهنده/تِنور، یهودا/باس)                         | فا دیز مینور←سی ماژور     | فا دیز مینور←سی ماژور     | اما فردای آن روز، همه کاهنان اعظم شورایی تشکیل دادند | باسو کُنتینوئو                                           | متی ۲۷: ۱-۴اِی      |              |
|          | ۴۱بی     | کُر ۱ و ۲ (سوپرانو، آلتو، تِـنور، باس)                         | کُر ۱ و ۲ (سوپرانو، آلتو، تِـنور، باس)                         | سی ماژور←می مینور         | سی ماژور←می مینور         | چه ربطی به ما دارد؟                                  | ۲ فلوت، ۲ اُبوا، ۲ ویولن، ویولا، باسو کُنتینوئو           | متی ۲۷: ۴بی        |              |
| ۵۰       | ۴۱سی     | گفت‌آواز (بشارت‌دهنده/تِنور، ۲ کاهن اعظم/باس)                   | گفت‌آواز (بشارت‌دهنده/تِنور، ۲ کاهن اعظم/باس)                   | لا مینور←سی مینور         | لا مینور←سی مینور         | و او سکه‌های نقره را به‌درون معبد انداخت               | باسو کُنتینوئو                                           | متی ۲۷: ۵-۶        |              |
| ۵۱       | ۴۲       | آریا (باس)                                                   | آریا (باس)                                                   | سل ماژور                  | (4 )                      | عیسایم را به من بازگردانید                           | تکنوازی ویولن ۲، ۲ ویولن، ویولا، باسو کُنتینوئو          | پیکاندر            |              |
| ۵۲       | ۴۳       | گفت‌آواز (بشارت‌دهنده/تِنور، عیسی/باس، پیلاطس/باس)              | گفت‌آواز (بشارت‌دهنده/تِنور، عیسی/باس، پیلاطس/باس)              | می مینور←ر ماژور          | می مینور←ر ماژور          | آنگاه جلسه‌ای تشکیل دادند                             | ۲ ویولن، ویولا، باسو کُنتینوئو                           | متی ۲۷: ۷-۱۴       |              |
| ۵۳       | ۴۴       | کُرال (سوپرانو، آلتو، تِـنور، باس)                             | کُرال (سوپرانو، آلتو، تِـنور، باس)                             | ر ماژور                   | (4 )                      | مسیر زندگی‌ات را به او بسپار                          | ۲ فلوت، ۲ اُبوا، ۲ ویولن، ویولا، باسو کُنتینوئو           | پائول گرهارت، ۱۶۵۳ |              |
| ۵۴       | ۴۵اِی     | گفت‌آواز (بشارت‌دهنده/تِنور، پیلاطس/باس، همسر پیلاطس /سوپرانو)  | کُر ۱ و ۲ (سوپرانو، آلتو، تِـنور، باس)                         | می ماژور←لا مینور         | می ماژور←لا مینور         | اما در این جشن، والی بزرگ رسم داشت                   | باسو کُنتینوئو                                           | متی ۲۷: ۱۵-۲۲اِی    |              |
|          | ۴۵بی     | کُر ۱ و ۲ (سوپرانو، آلتو، تِـنور، باس)                         | کُر ۱ و ۲ (سوپرانو، آلتو، تِـنور، باس)                         | لا مینور←سی ماژور         | لا مینور←سی ماژور         | بگذارید به صلیب کشیده شود!                           | ۲ فلوت، ۲ اُبوا، ۲ ویولن، ویولا، باسو کُنتینوئو           | متی ۲۷: ۲۲بی       |              |
| ۵۵       | ۴۶       | کُرال (سوپرانو، آلتو، تِـنور، باس)                             | کُرال (سوپرانو، آلتو، تِـنور، باس)                             | سی مینور                  | (4 )                      | این مجازات، چه عجیب است!                             | ۲ فلوت، ۲ اُبوا، ۲ ویولن، ویولا، باسو کُنتینوئو           | یوهان هرمان، ۱۶۳۰  |              |
| ۵۶       | ۴۷       | گفت‌آواز (بشارت‌دهنده/تِنور، پیلاطس/باس)                        | گفت‌آواز (بشارت‌دهنده/تِنور، پیلاطس/باس)                        | سی مینور                  | سی مینور                  | والی بزرگ گفت                                        | باسو کُنتینوئو                                           | متی ۲۷: ۲۳اِی       |              |
| ۵۷       | ۴۸       | همراهی-گفت‌آواز (سوپرانو)                                     | همراهی-گفت‌آواز (سوپرانو)                                     | می مینور←دو ماژور         | (4 )                      | او به همه ما نیکی کرده است                           | ۲ اُبوا دا کاچا، باسو کُنتینوئو                           | پیکاندر            |              |
| ۵۸       | ۴۹       | آریا (سوپرانو)                                               | آریا (سوپرانو)                                               | لا مینور                  | (3 4)                     | از روی عشق است که مسیحای من می‌خواهد بمیرد            | فلوت، ۲ اُبوا دا کاچا، بدون باسو کُنتینوئو                | پیکاندر            |              |
| ۵۹       | ۵۰اِی     | گفت‌آواز (بشارت‌دهنده/تِنور)                                    | گفت‌آواز (بشارت‌دهنده/تِنور)                                    | می مینور                  | می مینور                  | اما آنها بیشتر هیاهو کردند                           | باسو کُنتینوئو                                           | متی ۲۷: ۲۳بی       |              |
|          | ۵۰بی     | کُر ۱ و ۲ (سوپرانو، آلتو، تِـنور، باس)                         | کُر ۱ و ۲ (سوپرانو، آلتو، تِـنور، باس)                         | سی مینور←دو دیز ماژور     | سی مینور←دو دیز ماژور     | بگذارید به صلیب کشیده شود!                           | ۲ فلوت، ۲ اُبوا، ۲ ویولن، ویولا، باسو کُنتینوئو           | متی ۲۷: ۲۳سی       |              |
|          | ۵۰سی     | گفت‌آواز (بشارت‌دهنده/تِنور، پیلاطس/باس)                        | گفت‌آواز (بشارت‌دهنده/تِنور، پیلاطس/باس)                        | دو دیز ماژور←سی مینور     | دو دیز ماژور←سی مینور     | اما وقتی پیلاطس دید                                  | باسو کُنتینوئو                                           | متی ۲۷: ۲۴-۲۵اِی    |              |
|          | ۵۰دی     | کُر ۱ و ۲ (سوپرانو، آلتو، تِـنور، باس)                         | کُر ۱ و ۲ (سوپرانو، آلتو، تِـنور، باس)                         | سی مینور←ر ماژور          | سی مینور←ر ماژور          | خونش بر ما باد                                       | ۲ فلوت، ۲ اُبوا، ۲ ویولن، ویولا، باسو کُنتینوئو           | متی ۲۷: ۲۵بی       |              |
|          | ۵۰ئی     | گفت‌آواز (بشارت‌دهنده/تِنور)                                    | گفت‌آواز (بشارت‌دهنده/تِنور)                                    | ر ماژور←می مینور          | ر ماژور←می مینور          | پس باراباس را به‌درخواست مردم آزاد کرد                | باسو کُنتینوئو                                           | متی ۲۷: ۲۶         |              |
| ۶۰       | ۵۱       | همراهی-گفت‌آواز (آلتو)                                        | همراهی-گفت‌آواز (آلتو)                                        | فا ماژور←سل مینور         | (4 )                      | رحم کن پروردگارا!                                    | ۲ ویولن، ویولا، باسو کُنتینوئو                           | پیکاندر            |              |
| ۶۱       | ۵۲       | آریا (آلتو)                                                  | آریا (آلتو)                                                  | سل مینور                  | (3 4)                     | اگر اشک‌های گونه‌ام                                    | ۲ ویولن، باسو کُنتینوئو                                  | پیکاندر            |              |
| ۶۲       | ۵۳اِی     | گفت‌آواز (بشارت‌دهنده/تِنور)                                    | گفت‌آواز (بشارت‌دهنده/تِنور)                                    | فا ماژور←ر مینور          | فا ماژور←ر مینور          | آنگاه سربازان او را با خود بردند                     | باسو کُنتینوئو                                           | متی ۲۷: ۲۷-۲۹اِی    |              |
|          | ۵۳بی     | کُر ۱ و ۲ (سوپرانو، آلتو، تِـنور، باس)                         | کُر ۱ و ۲ (سوپرانو، آلتو، تِـنور، باس)                         | ر مینور←لا ماژور          | ر مینور←لا ماژور          | درود بر تو ای پادشاه یهودان!                         | ۲ فلوت، ۲ اُبوا، ۲ ویولن، ویولا، باسو کُنتینوئو           | متی ۲۷: ۲۹بی       |              |
|          | ۵۳سی     | گفت‌آواز (بشارت‌دهنده/تِنور)                                    | گفت‌آواز (بشارت‌دهنده/تِنور)                                    | ر مینور                   | ر مینور                   | و بر او خدو افکندند                                  | باسو کُنتینوئو                                           | متی ۲۷: ۳۰         |              |
| ۶۳       | ۵۴       | کُرال (سوپرانو، آلتو، تِـنور، باس)                             | کُرال (سوپرانو، آلتو، تِـنور، باس)                             | ر مینور←فا ماژور          | (4 )                      | ای سرِ زخم‌برداشتهٔ آغشته در خون                        | ۲ فلوت، ۲ اُبوا، ۲ ویولن، ویولا، باسو کُنتینوئو           | پائول گرهارت، ۱۶۵۶ |              |
| ۶۴       | ۵۵       | گفت‌آواز (بشارت‌دهنده/تِنور)                                    | گفت‌آواز (بشارت‌دهنده/تِنور)                                    | لا مینور                  | لا مینور                  | و چون تمسخر او تمام شد                               | باسو کُنتینوئو                                           | متی ۲۷: ۳۱-۳۲      |              |
| ۶۵       | ۵۶       | همراهی-گفت‌آواز (باس)                                         | همراهی-گفت‌آواز (باس)                                         | فا ماژور←ر مینور          | (4 )                      | بله با کمال میل است که                               | ۲ فلوت، ویولا دا گامبا، باسو کُنتینوئو                   | پیکاندر            |              |
| ۶۶       | ۵۷       | آریا (باس)                                                   | آریا (باس)                                                   | ر مینور                   | (4 )                      | بیا، ای صلیب عزیز                                    | ویولا دا گامبا، باسو کُنتینوئو                           | پیکاندر            |              |
| ۶۷       | ۵۸اِی     | گفت‌آواز (بشارت‌دهنده/تِنور)                                    | گفت‌آواز (بشارت‌دهنده/تِنور)                                    | دو ماژور←فا دیز ماژور     | دو ماژور←فا دیز ماژور     | و چون به آنجا رسیدند                                 | باسو کُنتینوئو                                           | متی ۲۷: ۳۳-۳۹      |              |
|          | ۵۸بی     | کُر ۱ و ۲ (سوپرانو، آلتو، تِـنور، باس)                         | کُر ۱ و ۲ (سوپرانو، آلتو، تِـنور، باس)                         | فا دیز ماژور←سی مینور     | فا دیز ماژور←سی مینور     | تویی که معبد خدا را ویران می‌کنی                      | ۲ فلوت، ۲ اُبوا، ۲ ویولن، ویولا، باسو کُنتینوئو           | متی ۲۷: ۴۰         |              |
|          | ۵۸سی     | گفت‌آواز (بشارت‌دهنده/تِنور)                                    | گفت‌آواز (بشارت‌دهنده/تِنور)                                    | فا دیز ماژور←می مینور     | فا دیز ماژور←می مینور     | کاهنان اعظم نیز همینطور                              | باسو کُنتینوئو                                           | متی ۲۷: ۴۱         |              |
|          | ۵۸دی     | کُر ۱ و ۲ (سوپرانو، آلتو، تِـنور، باس)                         | کُر ۱ و ۲ (سوپرانو، آلتو، تِـنور، باس)                         | می مینور                  | می مینور                  | او دیگران را یاری کرده‌است                            | ۲ فلوت، ۲ اُبوا، ۲ ویولن، ویولا، باسو کُنتینوئو           | متی ۲۷: ۴۲-۴۳      |              |
| ۶۸       | ۵۸ئی     | گفت‌آواز (بشارت‌دهنده/تِنور)                                    | گفت‌آواز (بشارت‌دهنده/تِنور)                                    | سل ماژور←دو مینور         | سل ماژور←دو مینور         | به‌همین ترتیب او را دشنام دادند                       | باسو کُنتینوئو                                           | متی ۲۷: ۴۴         |              |
| ۶۹       | ۵۹       | همراهی-گفت‌آواز (آلتو)                                        | همراهی-گفت‌آواز (آلتو)                                        | لا بمل ماژور              | (4 )                      | افسوس جُلجُـتا                                         | ۲ اُبوا دا کاچا، باسو کُنتینوئو                           | پیکاندر            |              |
| ۷۰       | ۶۰       | آریا (آلتو)                                                  | + کُر ۲ (سوپرانو، آلتو، تِـنور، باس)                           | می بمل ماژور              | (4 )                      | نگاه کن، عیسی دست‌های خود را دراز کرده                | ۲ اُبوا دا کاچا، ۲ اُبوا، ۲ ویولن، ویولا، باسو کُنتینوئو   | پیکاندر            |              |
| ۷۱       | ۶۱اِی     | گفت‌آواز (بشارت‌دهنده/تِنور، عیسی/باس)                          | گفت‌آواز (بشارت‌دهنده/تِنور، عیسی/باس)                          | می بمل ماژور←دو مینور     | می بمل ماژور←دو مینور     | از ساعت ششم تاریکی فراگیر شد                         | باسو کُنتینوئو، بدون همراهی ویولن یا ویولا               | متی ۲۷: ۴۵-۴۷اِی    |              |
|          | ۶۱بی     | کُر ۱ (سوپرانو، آلتو، تِـنور، باس)                             | کُر ۱ (سوپرانو، آلتو، تِـنور، باس)                             | دو مینور←فا ماژور         | دو مینور←فا ماژور         | او الیاس را می‌خواند!                                 | ۲ اُبوا، ۲ ویولن، ویولا، باسو کُنتینوئو                   | متی ۲۷: ۴۷بی       |              |
|          | ۶۱سی     | گفت‌آواز (بشارت‌دهنده/تِنور)                                    | گفت‌آواز (بشارت‌دهنده/تِنور)                                    | فا ماژور←سل مینور         | فا ماژور←سل مینور         | و برخی از آنان به‌سرعت دویدند                         | باسو کُنتینوئو                                           | متی ۲۷: ۴۸-۴۹اِی    |              |
|          | ۶۱دی     | کُر ۲ (سوپرانو، آلتو، تِـنور، باس)                             | کُر ۲ (سوپرانو، آلتو، تِـنور، باس)                             | سل مینور←ر مینور          | سل مینور←ر مینور          | دست نگهدارید! بگذارید ببینیم                         | ۲ فلوت، ۲ اُبوا، ۲ ویولن، ویولا، باسو کُنتینوئو           | متی ۲۷: ۴۹بی       |              |
|          | ۶۱ئی     | گفت‌آواز (بشارت‌دهنده/تِنور)                                    | گفت‌آواز (بشارت‌دهنده/تِنور)                                    | ر مینور←لا مینور          | ر مینور←لا مینور          | اما عیسی دوباره فریاد بلندی کشید                     | باسو کُنتینوئو                                           | متی ۲۷: ۵۰         |              |
| ۷۲       | ۶۲       | کُرال (سوپرانو، آلتو، تِـنور، باس)                             | کُرال (سوپرانو، آلتو، تِـنور، باس)                             | لا مینور                  | (4 )                      | آن روزی که باید رهسپار شوم                           | ۲ فلوت، ۲ اُبوا، ۲ ویولن، ویولا، باسو کُنتینوئو           | پائول گرهارت، ۱۶۵۶ |              |
| ۷۳       | ۶۳اِی     | گفت‌آواز (بشارت‌دهنده/تِنور)                                    | گفت‌آواز (بشارت‌دهنده/تِنور)                                    | دو ماژور←لا بمل ماژور     | دو ماژور←لا بمل ماژور     | و بنگر که پرده‌های معبد دوپاره می‌شوند                 | باسو کُنتینوئو                                           | متی ۲۷: ۵۱-۵۴اِی    |              |
|          | ۶۳بی     | کُر ۱ و ۲ (سوپرانو، آلتو، تِـنور، باس) (هم‌صدا)                 | کُر ۱ و ۲ (سوپرانو، آلتو، تِـنور، باس) (هم‌صدا)                 | لا بمل ماژور              | لا بمل ماژور              | به‌راستی که این پسر خدا بود                           | ۲ فلوت، ابوا، ۲ ویولن، ویولا، باسو کُنتینوئو             | متی ۲۷: ۵۴بی       |              |
|          | ۶۳سی     | گفت‌آواز (بشارت‌دهنده/تِنور)                                    | گفت‌آواز (بشارت‌دهنده/تِنور)                                    | می بمل ماژور←سی بمل ماژور | می بمل ماژور←سی بمل ماژور | و زنان زیادی آنجا بودند                              | باسو کُنتینوئو                                           | متی ۲۷: ۵۵-۵۸      |              |
| ۷۴       | ۶۴       | همراهی-گفت‌آواز (باس)                                         | همراهی-گفت‌آواز (باس)                                         | سل مینور                  | (4 )                      | شامگاه که هوا خنک بود                                | ۲ ویولن، ویولا، باسو کُنتینوئو                           | پیکاندر            |              |
| ۷۵       | ۶۵       | آریا (باس)                                                   | آریا (باس)                                                   | سی بمل ماژور              | (12 8)                    | خود را منزه کن، قلب من                               | ۲ اُبوا دا کاچا، ۲ ویولن، ویولا، باسو کُنتینوئو           | پیکاندر            |              |
| ۷۶       | ۶۶اِی     | گفت‌آواز (بشارت‌دهنده/تِنور)                                    | گفت‌آواز (بشارت‌دهنده/تِنور)                                    | سل مینور←می بمل ماژور     | سل مینور←می بمل ماژور     | و یوسف پیکرش را تحویل گرفت                           | باسو کُنتینوئو                                           | متی ۲۷: ۵۹-۶۲      |              |
|          | ۶۶بی     | کُر ۱ و ۲ (سوپرانو، آلتو، تِـنور، باس)                         | کُر ۱ و ۲ (سوپرانو، آلتو، تِـنور، باس)                         | می بمل ماژور←ر ماژور      | می بمل ماژور←ر ماژور      | فرمانفرما! ما به یاد داریم                           | ۲ فلوت، ۲ اُبوا، ۲ ویولن، ویولا، باسو کُنتینوئو           | متی ۲۷: ۶۳-۶۴      |              |
|          | ۶۶سی     | گفت‌آواز (بشارت‌دهنده/تِنور، پیلاطس/باس)                        | گفت‌آواز (بشارت‌دهنده/تِنور، پیلاطس/باس)                        | سل مینور←می بمل ماژور     | سل مینور←می بمل ماژور     | پیلاطس به آنان گفت                                   | باسو کُنتینوئو                                           | متی ۲۷: ۶۵-۶۶      |              |
| ۷۷       | ۶۷       | همراهی-گفت‌آواز (سوپرانو، آلتو، تِنور، باس)                    | + کُر ۲ (سوپرانو، آلتو، تِـنور، باس)                           | می بمل ماژور←دو مینور     | (4 )                      | اکنون سرورمان آرام گرفته‌است                          | ۲ فلوت، ۲ اُبوا، ۲ ویولن، ویولا، باسو کُنتینوئو           | پیکاندر            |              |
| ۷۸       | ۶۸       | کُر ۱ و ۲ (سوپرانو، آلتو، تِـنور، باس)                         | کُر ۱ و ۲ (سوپرانو، آلتو، تِـنور، باس)                         | دو مینور                  | (3 4)                     | با چشمانی گریان، می‌نشینیم                            | ۲ فلوت، ۲ اُبوا، ۲ ویولن، ویولا، باسو کُنتینوئو           | پیکاندر            |              |

## نمادشناسی
باخ در این اثر خود با اعداد بازی می‌کند. به عنوان مثال، مقدار عددی نام خانوادگی او (BACH) برابر با عدد ۱۴ است (B دومین حرف الفبا، A نخستین حرف، C سومین و H هشتمین حرف، که جمع‌شان ۱۴ می‌شود). عدد ۱۴ به‌دفعات در این اثر به‌کار رفته است، به‌عنوان نمونه، ۱۴ همسرایی وجود دارد که اشاره با نام آهنگساز است و همچنین ۱۴ اشاره به واژهٔ «قلب» که کمتر درباره‌اش بحث شده است. هلموت ریلینگ به اهمیت ۱۴ نت در بیس‌لاین دو گروه کر در همخوانی «به‌راستی که این پسر خدا بود» اشاره نموده و باور دارد این کار مهر تأیید باخ بر درک و دریافت پر فروغی است [دربارۀ حقانیت مسیح] که در ذهن سنتوریون‌ها پس از مصلوب شدن او پدید آمد. گویا عدد ۱۴ آنقدر در ذهن باخ اهمیت داشت که در دورانی که در لایپزیگ زندگی می‌کرد و می‌خواست عضو یک انجمن فرهیختگان شود، دو سال منتظر ماند و آنقدر صبر کرد تا هنگام پیوستن به این انجمن، عضو شمارهٔ ۱۴ آن باشد.
در این اثرِ باخ ۶۸ قطعه موسیقی وجود دارد. علاوه بر ۱۴ هم‌سرایی، ۲۷ پاساژ وجود دارد که در آنها متون انجیلی خوانده می‌شود. عدد ۲۷ احتمالاً اشاره‌ای به تثلیث است (۳ به توان ۳). علاوه بر این، ۲۷ قطعه از متن انجیل که در این اثر آمده، در ۷۲۹ میزان ارائه شده که مجذور عدد ۲۷ است.
همانگونه که پیش‌تر اشاره شد، در یکی از بخش‌های موسیقی که شام آخر را به تصویر می‌کشد، عیسی به یارانش می‌گوید که یکی از شما به من خیانت خواهد کرد. گروه کر، که به‌جای حواریون نقش‌آفرینی می‌کنند، از مسیح ۱۱ بار می‌پرسند: «سرورم، آیا من [آن شخص] هستم؟ آیا من؟» اینکه این پرسش، ۱۱ بار تکرار می‌شود - و نه ۱۲ بار، به تعداد حواریون حاضر - بدین معناست که یهودا کاملاً به گناه خود واقف و از این موضوع آگاه است که رویِ سخنِ عیسی به چه کسی است و در نتیجه سکوت می‌کند.
نمونهٔ بارز دیگری از نمادگرایی را می‌توان در فضای موسیقی یافت: در تمام متن‌هایی که عیسی سخن می‌گوید، به جز آخرین کلمات او، ارکستر سازهای زهی نوایی خوش‌آیند و آرام - چونان هاله‌ای به دور واژگان - کلام مسیح را همراهی می‌کنند و تنها هنگام بیان سخنان پایانی است که سازها نیز ساکت می‌شوند.
این اثر باخ از یک قسمتِ اولِ کوتاه و یک قسمتِ دومِ طولانی‌تر تشکیل شده است. باخ با چنین ترکیبی، شکل یک صلیب را در ذهن ایجاد می‌کند: قسمت اول (که کوتاه است) تیرک افقی و قسمت دوم (که طولانی‌تر است) تیرک عمودی صلیب را تشکیل می‌دهند. انکار کردن عیسی توسط پطرس در نقطهٔ تلاقی این تیرک‌های صلیب رخ می‌دهد. دقیقاً در نیمه بخش اول موسیقی، عیسی به پطرس می‌گوید که تو سه بار مرا انکار خواهی کرد و پس از گذشت تقریباً همین اندازه زمان در بخش دوم موسیقی، این انکار پطرس حقیقتاً صورت می‌پذیرد. انواع دیگری از استفاده از نماد صلیب در موسیقی باخ عبارتند از استفاده از دیز (♯) برای متونی که واژهٔ صلیب در آن آمده (Kreuz در زبان آلمانی هم به‌معنای دیِز و هم به‌معنای صلیب است)، یا تجسم یک شکل صلیب‌مانند در موسیقی که قسمت‌های ارکسترال (تیرک افقی) با بخش‌های همسرایی پُراحساسِ گروه کر (تیرک عمودی) تلاقی می‌کنند.

## بازخورد
هیچ اشاره‌ای به اجرا یا اهمیت این اثر در خبرنامه‌های محلی یا مکاتبات و خاطرات به‌جامانده از افراد نزدیک به باخ وجود ندارد. گویا انجیل به روایت متی تا حد زیادی توسط معاصران باخ نادیده گرفته شده بود. خارج از شهر لایپزیگ نیز، این اثر را به‌طور کامل نمی‌شناختند تا آنکه در سال ۱۸۲۹ میلادی، فلیکس مندلسونِ بیست ساله نسخه‌ای از آن را در برلین با آکادمی آواز برلین اجرا کرد که با استقبال فراوانی روبرو شد. این اجرای مندلسون تنها نیمی از کلِ اثرِ اصلی را دربر می‌گرفت و با ۱۵۰ خواننده ابتدا در برلین و چند هفته بعد در فرانکفورت اجرا شد. در این اجرا به‌ویژه، آریاها و کُرال‌ها به نفع بخش‌های دراماتیک حذف شدند، و سازبندی جدیدی برای برخی موومان‌ها انجام شد، اما برخلاف اجراهای کارل فریدریش تسلتر، متن آن دوباره بازنویسی نشد. مندلسون یک نسخه از پارتیتور اصلی باخ را در اختیار داشت. جانبخشی دوبارهٔ مندلسون به این اثر، موسیقی باخ و به ویژه آثار بزرگ او را مورد توجه عوام و خواص قرار داد (اگرچه آکادمی آواز برلین اجرای «انجیل به روایت یوحنا» را در سال ۱۸۲۲ تمرین کرده بود).
نسخهٔ ویلیام استرندیل بنت از این پاسیون باخ، یکی از اولین نسخه‌های متعدد این اثر بود (مانند نسخه آدولف برنهارد مارکس و آدولف مارتین شلیزینگر در سال ۱۸۳۰) و آخرین نسخه‌ها هم توسط نیل جنکینز (۱۹۹۷)، نیکلاس فیشر و جان راسل (۲۰۰۸) منتشر شد. نسخه‌ای از این اثر که امروزه معتبر تلقی می‌شود و بیشتر اجراهای امروزی بر اساس آن انجام می‌شود به سال ۱۷۳۶ برمی‌گردد که یکی از زیباترین آثار باخ است و نت‌نویسی دقیق به همراه امضای او در پای دست‌نوشته‌ها و چرک‌نویس‌های به‌جا مانده از آن، حکایت از اهمیت زیادی دارد که خود او برای کار قائل بوده است. پس از مرگ باخ، پسرش کارل فیلیپ امانوئل نسخه اصلیِ پارتیتور و دست نوشته‌های متعدد دیگری را به ارث برد که متعاقباً در اختیار موسیقی‌دان، پژوهش‌گر و مجموعه‌دار خصوصی گئورگ پولشائو قرار گرفت. این پارتیتور اکنون متعلق به کتابخانه دولتی برلین است و یکی از ارزشمندترین نسخه‌های خطی اصلیِ این کتابخانه است. ترمیم و نگهداری از این نسخهٔ خطی با استفاده از روش جداسازی کاغذ فرایندی پیچیده و پرهزینه بوده است. تحسین، اجراهای مجدد و بررسی آثار باخ تا عصر حاضر ادامه داشته است.
بیشترین اجرا از این اثر بزرگ باخ در کشور هلند انجام می‌شود. از سال‌ها پیش در هلند، این رسم به‌وجود آمده که پس از پایان اجرا، به دلیل فضای مذهبی این اثر، حضار کف نمی‌زنند -همانگونه که مردم اصولاً بعد از پایان مراسم مذهبی کلیسا کف نمی‌زنند. دلیل دیگر آن است که در پایان پاسیون، عیسی مسیح می‌میرد و این مرگ جایی برای شور و شعف باقی نمی‌گذارد. با آنکه این سنت در سال‌های اخیر بیش از پیش به چالش کشیده می‌شود، اما هنوز هنگام اجراهای این پاسیون در «کلیساها» وجود دارد: در اجراهای کلیسایی حضار معمولاً پس از اجرا، در سکوت می‌ایستند تا از اجراکنندگان قدردانی کنند.

### نیمه دوم قرن هجدهم
انجیل به روایت متی تا حدود سال ۱۸۰۰ تحت سرپرستی و رهبری سردسته گروه آوازخوانان مذهبی کلیسای سنت توماس لایپزیگ اجرا می‌شد. به طور خاص، در سال ۱۷۸۰، یوهان فریدریش دولس، سه تا از پاسیون‌های باخ را اجرا کرد، که احتمالاً شامل «انجیل به روایت یوحنا» و «انجیل به روایت متی» و شاید «انجیل به روایت لوقا» بودند.

### قرن نوزدهم

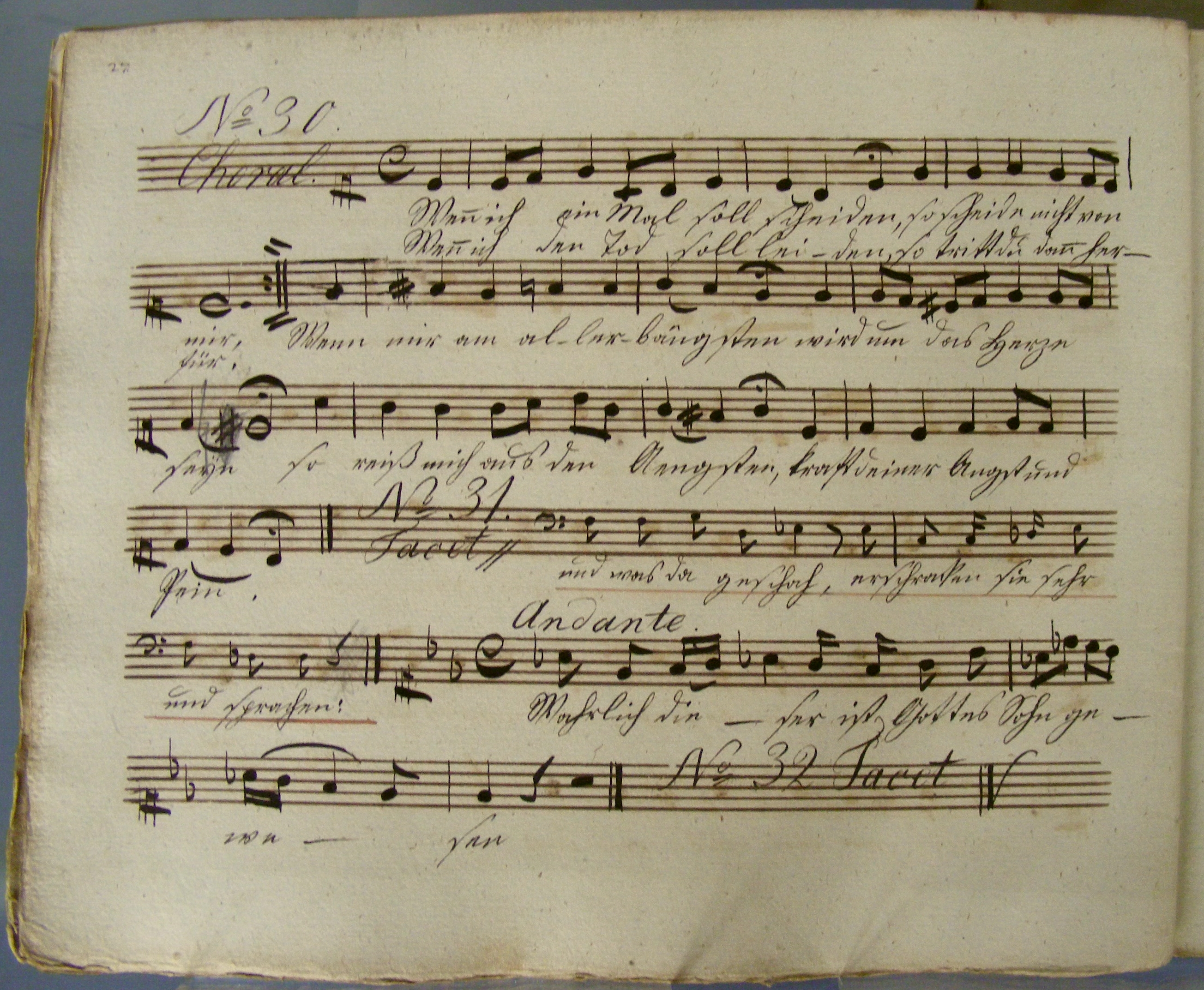
بخش اجرایی نسخهٔ نمایشی «انجیل به روایت متی» که توسط فلیکس مندلسون در قرن نوزدهم رهبری شد.

در سال ۱۸۲۴، «بلا زالومون»، مادربزرگ مادری فلیکس مندلسون، نسخه‌ای از پارتیتور اصلی انجیل به روایت متی را به او داد. کارل فریدریش تسلتر از سال ۱۸۰۰ مدیر آکادمی آواز برلین بود. او برای تدریس تئوری موسیقی به فلیکس مندلسون و خواهرش فانی استخدام شده بود. تسلتر تعداد زیادی از نت‌ها و دست نوشته‌های موسیقی یوهان سباستیان باخ را در اختیار و از تحسین کنندگان موسیقی این آهنگساز بزرگ بود، اما تمایلی به اجرای عمومی نداشت.
هنگامی که فلیکس مندلسون در سال ۱۸۲۹ در برلین (اولین اجرای خارج از لایپزیگ) در حال آماده‌سازی اجرای جدیدی خود از انجیل به روایت متی بود، «ده آریا (حدود یک سوم آن‌ها)، هفت کر (تقریباً نیمی)، [اما] تنها چند قطعه از کُرال‌ها را حذف کرد.» که «بر جنبهٔ درام این موسیقی تأکید داشتند،... به قیمت تک‌خوانی‌های آوازی فکورانه و ایتالیایی». مندلسون در این اجرا خودش پشت یک فورته‌پیانو نشست، چرا که آن هنگام اُرگی در اختیار نداشتند.
در سال ۱۸۲۷، فلیکس و چند تن از دوستانش جلسات هفتگی را برای تمرین این اجرا آغاز کردند. یکی از اعضای این گروه، ادوارد دیفرینت، خوانندهٔ باریتون و از سال ۱۸۲۰ یکی از خوانندگان اصلی «اپرای سلطنتی برلین» بود. حوالی دسامبر ۱۸۲۸ تا ژانویه ۱۸۲۹، دیفرینت، فلیکس مندلسون را متقاعد کرد که هر دو باید به کارل فریدریش تسلتر نزدیک شوند تا آکادمی آواز برلین را برای حمایت از این پروژه تشویق کنند. ادوارد دیفرینت به ویژه مشتاق و امیدوار بود بخش‌هایی آوازی مربوط به عیسی مسیح را اجرا کند که در نهایت چنان هم شد. تسلتر تمایلی به این همکاری نداشت اما در نهایت موافقت خود را اعلام کرد و هیئت‌مدیره آکادمی آواز برلین پیگیر آن شد.
دیفرینت به یاد می‌آورد که هنگامی که گروه کامل‌تری از خوانندگان و ارکستر به گروه آنها پیوستند، این مشارکت‌کنندگان از «فراوانی ملودی‌ها، بیان غنی احساسات، شور و حرارت، سبک منحصر به فرد دکلمه و اثرگذاری رویدادهای نمایشی» شگفت‌زده شدند. خودِ فلیکس ۲۰ ساله تمرینات و دو اجرای اول را توسط آکادمی آواز برلین انجام داد.
برای نخستین اجرای آنها، به طور مؤثر و گسترده‌ای در شش شماره متوالی نشریه «نشریهٔ همگانی موسیقی برلین» که ویراستارش آدولف برنهارد مارکس بود، خبررسانی و تبلیغ شد. در ۱۱ مارس ۱۸۲۹ این اجرا با یک گروه کُر ۴۰۰ نفری و ارکستر کامل صورت پذیرفت و بلیت‌های آن به سرعت فروش رفت و بسیار موفقیت‌آمیز بود. در واقع این اجرا، جانی تازه به این اثر بزرگ باخ بخشید و منجر به کشف مجدد آن شد. گئورگ ویلهلم فریدریش هگل که در این کنسرت حضور داشت، پس از پایان آن گفت: «باخ یک پروتستان بزرگ واقعی و یک نابغهٔ فوق‌العاده و فاضل است که تنها به‌تازگی دریافتیم چگونه به‌درستی او را شناخته و تحسین کنیم.» اجرای دوم در ۲۱ مارس انجام شد که بلیت‌های آن نیز فوری تمام شد. در مرحله سوم، در ۱۸ آوریل، کارل فریدریش تسلتر خودش رهبری را بر عهده داشت و کمی بعد، اجراهای دیگری در فرانکفورت، برسلائو و اِشتتین اجرا شد. آدولف برنهارد مارکس که دوست صمیمی مندلسون در آن زمان بود، ناشر موسیقی آدولف مارتین شلیزینگر را متقاعد کرد که این اثر را منتشر کند و با اینکار شاهکار باخ را نخستین بار در دسترس پژوهشگران قرار دهد. سرانجام پارتیتور اجرای مندلسون در سال ۱۹۳۰ توسط شلیزینگر منتشر شد.
ویلیام استرندیل بنت در سال ۱۸۴۹ بنیان‌گذار انجمن باخ لندن شد و قصد داشت آثار باخ را به عموم مردم انگلستان معرفی کند. هلن جانستون (دانشجوی کالج کوئینز لندن) اشعار متن پاسیون را ترجمه کرد و بنت اولین اجرای انگلیسی را در هَـنوور اسکوئر رومز لندن در ۶ آوریل ۱۸۵۴ اجرا کرد. یکی از تکخوان‌های این اجرا شارلوت سینتون-دالبی بود.
این پاسیون در پایان قرن نوزدهم، به‌عنوان اثری سمفونیک در کنسرت‌های اجراشده برای طبفهٔ مرفه و سرمایه‌دار شهری، به‌خوبی جایگاه خود را یافته بود. در قرن نوزدهم همچنین اجرای این اثر با گروه بسیار بزرگی از هنرمندان متشکل از ۳۰۰ تا ۴۰۰ نوازنده رایج بود. از سال ۱۹۱۲ به بعد بود که نسخهٔ کامل این اثر (که امروزه معمول است) اجرا شد.

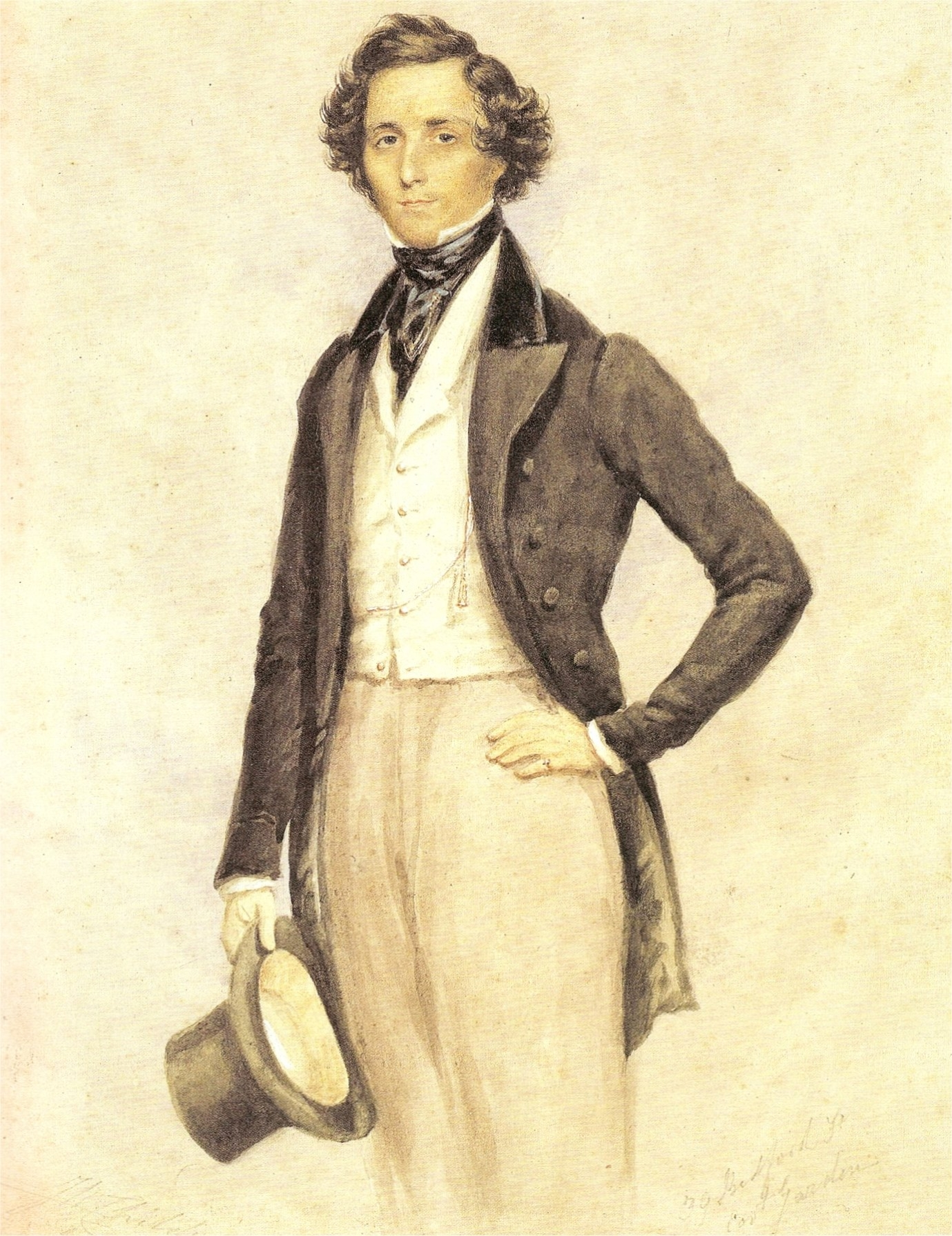
فلیکس مندلسون بارتولدی (۱۸۳۰) که در سن ۲۰ سالگی این اثر باخ را اجرا کرد.

### قرن بیستم
در سال ۱۹۱۴ طراح صحنه و کارگردان هنری بریتانیایی ادوارد گوردون کریگ تصمیم به نخستین صحنه‌پردازی و اجرای این اثر بزرگ گرفت اما به سبب وقوع جنگ جهانی اول این پروژه به سرانجام نرسید. پس از جنگ در سال ۱۹۲۱ آهنگساز و رهبر ارکستر نامدار ایتالیایی فروچو بوزونی تصمیم به اجرای مشابهی گرفت، اما معتقد بود آریاها باید تا حد زیادی برای این منظور حذف شوند، زیرا آنها «بی جهت تأخیر می‌اندازند و [...] در اجرای موسیقی وقفه ایجاد می‌کنند.» او هر صحنه از پاسیون را در دو سطح طراحی کرد تا بتواند چندین رویداد را به‌طور همزمان ارائه کند، با یک منبر و میز خطابه در مرکز و یک ایوانک گوتیکی در دو طرف برای گروه کر.
در سال ۱۹۳۰، نویسندهٔ سوئیسی ماکس ادوارد لیبورگ طرح‌هایی را برای صحنه‌پردازی دو پاسیون بزرگ باخ ارائه و منتشر کرد که قرار بود در سه سطح اجرا شوند؛ ولی هیچ‌یک از این طرح‌ها محقق نشدند.
گزیده‌هایی از این اثر در برنامه تلویزیونی آمریکایی اومنیباس در ۳۱ مارس ۱۹۵۷ در قسمت «موسیقی یوهان سباستیان باخ» اجرا شد. مجری و مفسر برنامه لئونارد برنستاین بود، که این اثر را به عنوان «آن کار باشکوهی که علاقهٔ شخصی خودم به باخ را سبب شد» معرفی کرد.
انجیل به روایت متی در اجراهای صحنه‌ای و نمایشی هم اجرا شده است. به طور معمول، در این اجراها، همه اجراکنندگان لباس‌های روزمره و معمولی بر تن دارند، ارکسترها روی صحنه یا سکویی می‌نوازند، و تک‌خوانانی که بدون نت و با مراجعه به محفوظات‌شان در حافظه می‌خوانند، و کلمات به شکلی موقر و ملودراماتیک تنها با یک صحنه‌آرایی مختصر اجرا می‌شوند. از سوی دیگر جرج بلنچین این اثر را در سال ۱۹۴۳ با رهبری هنرمند سرشناسی چون لئوپولد استوکوفسکی روی صحنه برد. از دیگر اجراهای قابل توجه روی صحنه می‌توان به بازآفرینی انگلیسی آن توسط جاناتان میلر در سال ۱۹۹۷ اشاره کرد.
باله هامبورگ در سال ۱۹۸۱ در اپرای ایالتی هامبورگ اجرایی از «انجیل به روایت متی» را که توسط جان نیومایر خلق و طراحی شده بود، ارائه کرد که طراحی رقص آن، «جریان‌ساز» محسوب می‌شود. این اجرا چندین بار تکرار شده است، از جمله در سال ۱۹۸۳ در آکادمی موسیقی بروکلین واقع در نیویورک و اپرای لس آنجلس در سال ۲۰۲۲. اجرای اپرای لس آنجلس شامل «۴۲ رقصنده، شش خواننده، دو گروه کر، و دو ارکستر مجلسی با صدایی توانمند و پرطنین» بود.
تلاش‌های پراکنده‌ای در دهه ۱۹۸۰ برای بازگرداندن چارچوب مذهبی برای اجرای پاسیون صورت پذیرفت که فراگیر نشد.

### قرن بیست و یکم
اجراهای متاخر این اثر شامل بازآفرینی لیندی هیوم در سال ۲۰۰۵ برای جشنواره بین‌المللی هنر پرث است که مجدداً در سال ۲۰۱۳ برای اپرای کوئینزلند با حضور هنرمندانی چون لئیف آرون-سولین، سارا مک‌لیور و توبیاس کل اجرا شد و همچنین اجرای پیتر سلرس در سال ۲۰۱۰ با فیلارمونیک برلین به رهبری سایمون رتل و با حضور هنرمندانی چون با مارک پدمور، کامیلا تیلینگ، ماگدالنا کوژنا، تُپی لهتیپو، کریستیان گیرهاهر و توماس کواستهوف است.

## بازنویسی
همخوانی پایانی (با چشمانی گریان، می‌نشینیم) در سال ۱۹۲۵ توسط شارل-ماری ویدور به عنوان بخشی از یک مجموعهٔ ۶ قطعه‌ای به نام «یادبود باخ» برای تک‌نوازی اُرگ، رونویسی شد.

## برای مطالعهٔ بیشتر
- Chafe, Eric (Spring 1982). "J. S. Bach's St. Matthew Passion: Aspects of Planning, Structure, and Chronology". Journal of the American Musicological Society. 35 (1): 49–114. doi:10.2307/831287. JSTOR 831287.
- Franklin, Don O. "The Role of the 'Actus Structure' in the Libretto of J. S. Bach's St. Matthew Passion." In Daniel Zager, ed. , Music and Theology: Essays in Honor of Robin A. Leaver. Lanham, MD: The Scarecrow Press, 2007. 121–141.
- Platen, Emil. Die Matthäus-Passion von Johann Sebastian Bach. Kassel: Bärenreiter, 1991.
- Rifkin, Joshua. "The Chronology of Bach's Saint Matthew Passion". In The Musical Quarterly, lxi (1975). 360–387
- Werker, W. Die Matthäus-Passion. Leipzig, 1923.
- Malcolm Boyd (1992). Johann Sebastian Bach. Leben und Werk. München, Kassel: dtv, Bärenreiter. ISBN 3-423-30323-9.
- Martin Geck (2000). Bach. Leben und Werk. Reinbek bei Hamburg: Rowohlt. ISBN 3-498-02483-3.
- Michael Heinemann, ed. (2000). Das Bach-Lexikon (2 ed.). Laaber: Laaber-Publisher. ISBN 3-89007-456-1. Bach-Handbuch; 6
- Konrad Küster, ed. (1999). Bach-Handbuch. Kassel/Stuttgart: Bärenreiter/Metzler. ISBN 3-7618-2000-3.
- Werner Neumann, Hans-Joachim Schulze, ed. (1969). Fremdschriftliche und gedruckte Dokumente zur Lebensgeschichte Johann Sebastian Bachs 1685–1750. Kassel / Leipzig u.  a.: Bärenreiter, Deutscher Publisher für Musik. Bach-Dokumente 2
- Werner Neumann, Hans-Joachim Schulze, ed. (1963). Schriftstücke von der Hand Johann Sebastian Bachs. Kassel u.  a.: Bärenreiter. Bach-Dokumente 1
- Arnold Werner-Jensen (1993). Reclams Musikführer Johann Sebastian Bach. Vol. Volume 2: Vokalmusik. Stuttgart: Reclam. ISBN 3-15-010386-X. {{cite book}}: |volume= has extra text (help)
- Christoph Wolff (2000). Johann Sebastian Bach. The Learned Musician. New York / London: W.W. Nlocationon. ISBN 0-393-04825-X.